# Ustaritz
Vous lisez un « bon article » labellisé en 2015.
Ustaritz (prononcé [ys.ta.ˈʁits] ; en basque, Uztaritze) est une commune française, située dans l’ouest du département des Pyrénées-Atlantiques en région Nouvelle-Aquitaine, et chef-lieu du canton homonyme. Elle s’est développée sur la Nive, à la limite du cours navigable de cet affluent de l’Adour, et sur la route napoléonienne qui suit les crêtes entre Bayonne et Hasparren.
Au XIIe siècle, la commune devient la capitale du Labourd après l’expulsion de Bayonne du vicomte du Labourd par Richard Cœur de Lion et le reste jusqu’en 1790. Elle est à la fois le siège du biltzar, du bailliage et celui du tribunal du Labourd. S’ajoutant donc aux raisons géographiques qui font d’elle un nœud de transit des marchandises entre les royaumes de Navarre et de Castille, le Pays basque intérieur et la côte, cette prépondérance judiciaire et administrative assure la prospérité de la localité.
Las, le redécoupage administratif qui suit la Révolution provoque le transfert des sièges administratifs et judiciaire à Bayonne, alors que les guerres avec l’Espagne signent l’arrêt des échanges économiques. Il faudra attendre le début du XIXe siècle pour qu’un afflux de réfugiés fuyant les guerres carlistes, allié à l’installation d'un couvent religieux dynamique, et surtout au retour d’expatriés basques du Mexique et du Chili, riches et expérimentés, permettent à Ustaritz de renouer avec la croissance économique.
De nos jours, Ustaritz a conservé une activité agricole importante, mais la proximité de l’agglomération qui réunit Bayonne, Anglet et Biarritz fait de la localité une commune périurbaine, influant sur son urbanisme. Son patrimoine culturel reflète la prééminence labourdine datant de l’Ancien Régime et le renouveau du XIXe siècle. De nombreuses maisons labourdines des XVIIe et XVIIIe siècles jalonnent ses rues et sa campagne, ainsi que des châteaux édifiés par les Américains, et les festivités tout comme l’enseignement en langue basque sont attachés aux valeurs régionalistes. Ustaritz concentre aujourd’hui des instances administratives et éducatives, des moyens médicaux et des pôles culturels, tel l’Institut culturel basque, qui refont d’elle une plaque tournante régionale.
Commune traditionnellement rurale, son territoire est couvert à près de 50 % par des bois ou des cultures ; la localité, qui fait partie du site d’importance communautaire du bassin de la Nive (dont la biodiversité justifie son appartenance au réseau Natura 2000) accueille trois zones naturelles d'intérêt écologique, faunistique et floristique (ZNIEFF) de type II, qui recèlent une faune et une flore importantes.
Outre une tradition littéraire qui a fourni nombre d’écrivains, Ustaritz est la patrie d’hommes politiques marquants, comme ceux issus de la famille Garat, dont l’un d'eux, Dominique Joseph a lu à Louis XVI sa sentence de mort.

## Géographie

### Localisation
Ustaritz s’étend sur les deux rives de la Nive, à l’extrême ouest du département des Pyrénées-Atlantiques, et donc au sud-ouest de la France. Elle est distante de 25 km de la frontière entre l'Espagne et la France, et située à moins de 15 km de l’océan Atlantique à l’ouest. Elle est implantée sur la route des crêtes parallèles à la Nive, menant de Bayonne à Hasparren, voulue par Napoléon Ier.
En termes de géographie politique, la commune fait partie de la province basque du Labourd. Ustaritz se situe au sein de l’unité urbaine de Bayonne, partie centrale de l'aire urbaine du même nom.

### Communes limitrophes
Les communes limitrophes sont Bassussarry, Arcangues, Espelette, Jatxou, Larressore, Saint-Pée-sur-Nivelle, Souraïde et Villefranque.
|                       | Bassussarry | Villefranque          |
| Arcangues             | Ustaritz    | Jatxou                |
| Saint-Pée-sur-Nivelle | Souraïde    | Larressore, Espelette |

### Géologie et relief
La côte basque se situe à la jonction de la plaine landaise et l’extrémité ouest de la chaîne des Pyrénées, présentant une diversité géologique importante, qui va des formations triasiques du Keuper, aux plages et dunes landaises. Les plaques ibérique et européenne ayant convergé et étant entrées en collision entre le Crétacé supérieur et le Miocène, elles ont engendré une chaîne intracontinentale. Deux unités septentrionales affleurent sur la côte basque, regroupant l’unité de Sainte-Barbe à la limite d’Ustaritz avec Arcangues au nord-ouest, qui culmine à 150 m, et celle de la localité proprement dite. Elles se caractérisent par une « sédimentation gravitaire profonde à caractère distal » en une succession de systèmes turbiditiques gréseux ou carbonatés. Elles reposent en contact tectonique sur les unités méridionales de la Rhune.Du fait d’une pluviométrie abondante, les alluvions des terrasses ainsi que les glacis du Quaternaire ancien sur de grandes surfaces ont subi une érosion récente. Ceci est particulièrement notable sur la partie ouest de la commune. La zone du flysch est relativement accidentée en raison des nombreux ravins aux méandres encaissés et sinueux.
Le territoire de la commune est caractérisé par neuf types de formations géologiques. On distingue ainsi des alluvions fluviatiles actuelles, subactuelles et datant de la glaciation de Würm, constituées de galets, de cailloutis, de graviers et de sables. La glaciation de Riss a laissé des galets et des graviers dans une gangue sableuse ainsi que des lentilles d’argiles plastiques. De la glaciation de Mindel et du Pléistocène moyen résulte une formation comprenant essentiellement des galets dans une gangue sableuse brun-rouge. Le Ponto-Pliocène a généré des accumulations de matériaux détritiques presque exclusivement siliceux, sur des épaisseurs pouvant dépasser 50 mètres. Des calcaires et marnes de Bidache et des zones de flysch résultent du Turonien puis, plus tard, du Maastrichtien. Le Cénomanien, premier étage géologique du Crétacé supérieur, est à l’origine des calcaires d’Ablaintz, bleu-noir, en bancs séparés par des feuillets schisteux noirâtres. Des bancs de calcaires zoogènes proviennent de l’Aptien. Du Crétacé encore, mais de l’Albien, nous est parvenue une alternance d’argile et de grès, nommée « flysch de Mixe ». Enfin, une roche éruptive, l’ophite triasique primitive à tardive, caractérise également la géologie du territoire communal.
Ustaritz s’étend sur les méandres de la Nive et offre des paysages de prairies et de champs de maïs qui montent vers les hauteurs boisées du quartier Hérauritz, avec comme horizon les montagnes basques des Pyrénées occidentales, Ursuya, Baïgura, Artzamendi et Mondarrain. De nombreux versants, plus ou moins perpendiculaires à la Nive, accueillent les ruisseaux de Latsa, Antzara erreka et d’Urdainz. Cette physionomie vallonnée caractérise les trois quarts du territoire communal. La vallée de la Nive, par contraste avec les reliefs irréguliers qui l’entourent, est une vaste plaine alluviale ouverte parfois sur plusieurs centaines de mètres.
La superficie de la commune est de 3 275 hectares ; son altitude varie fortement, de 4 mètres NGF au niveau du lit mineur de la Nive, jusqu’à 350 mètres NGF sur les lignes de crêtes.

### Hydrographie

La Nive à Ustaritz (sélection).
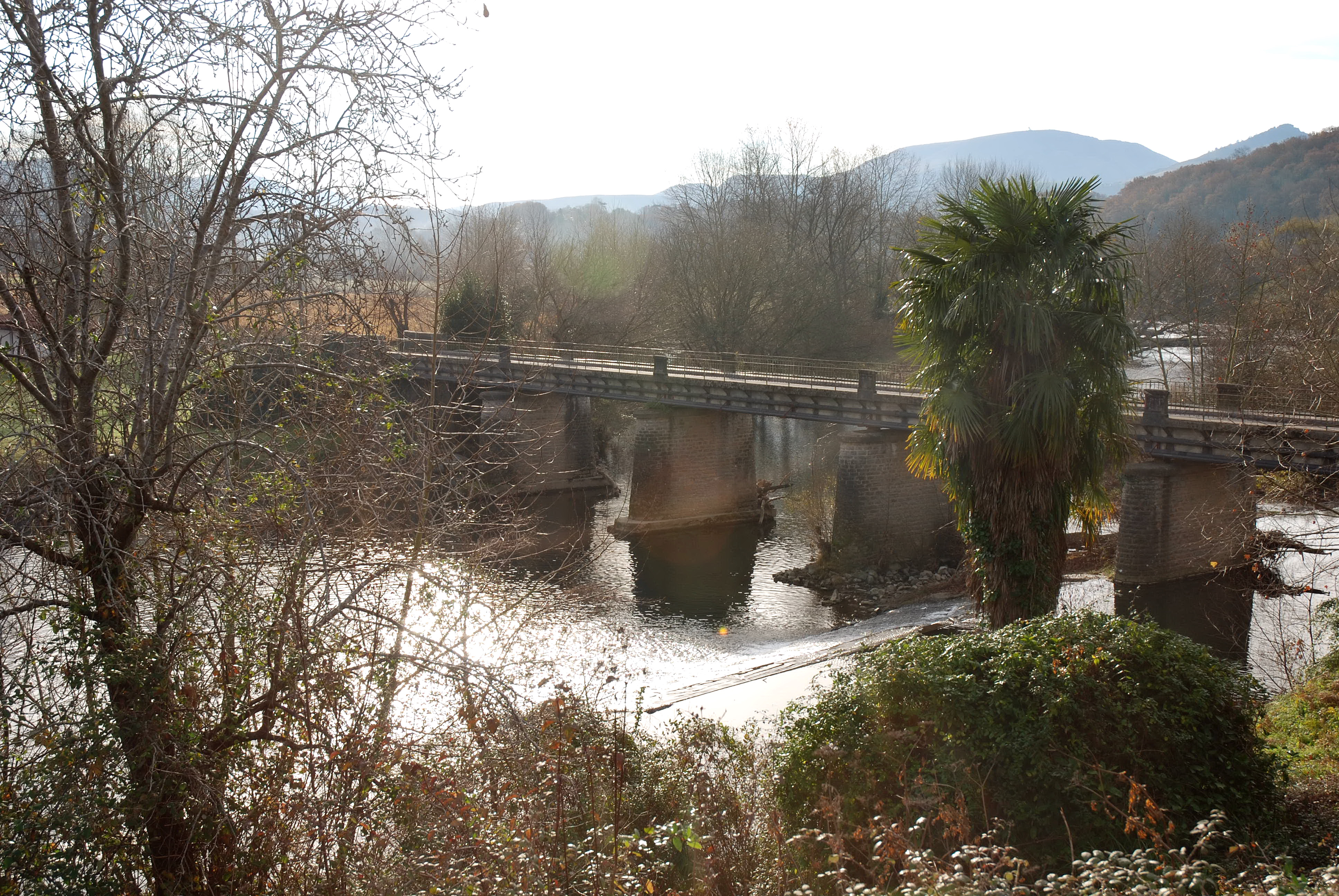
Le pont de la D250.
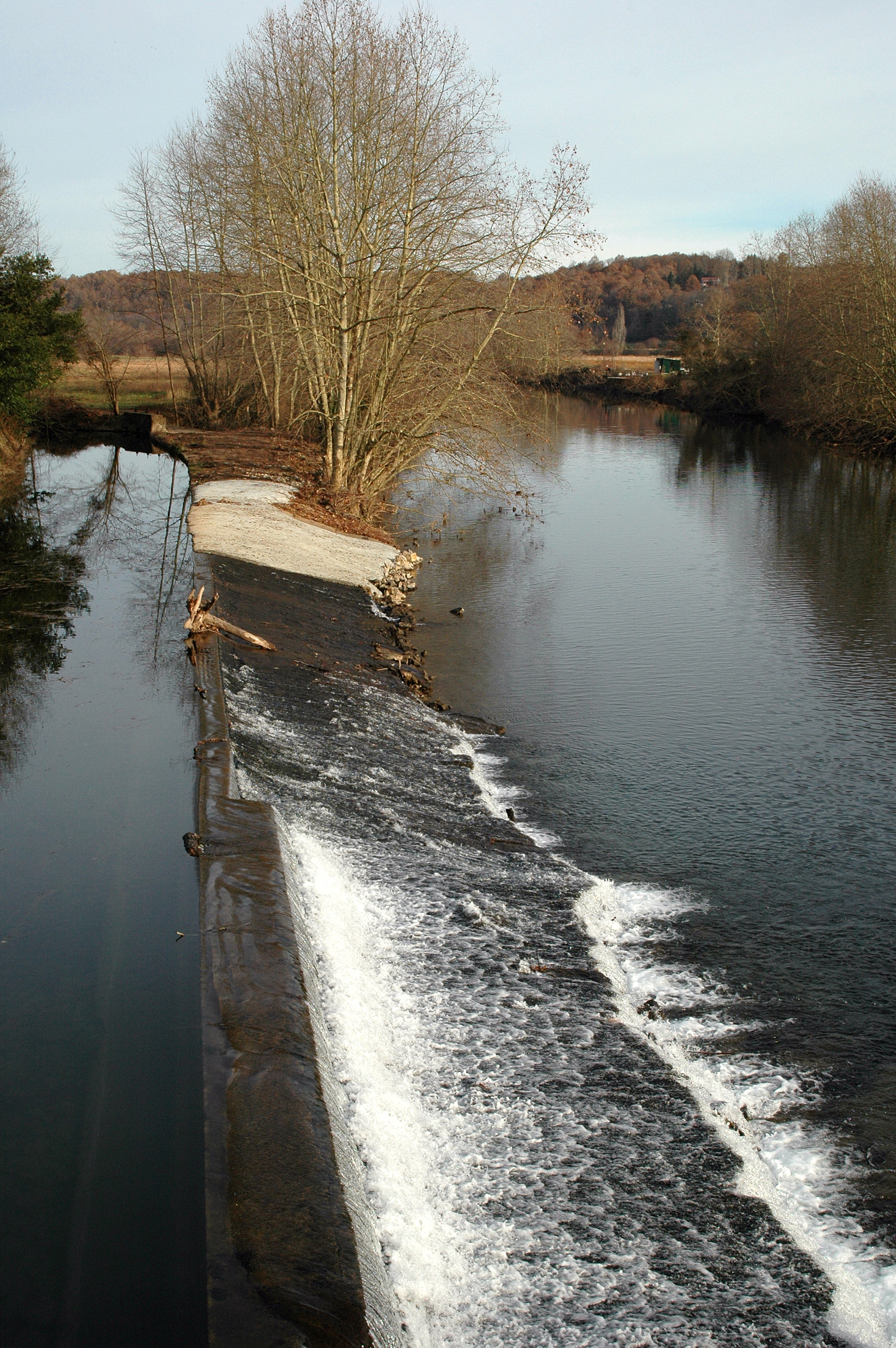
Le barrage de Xopolo.
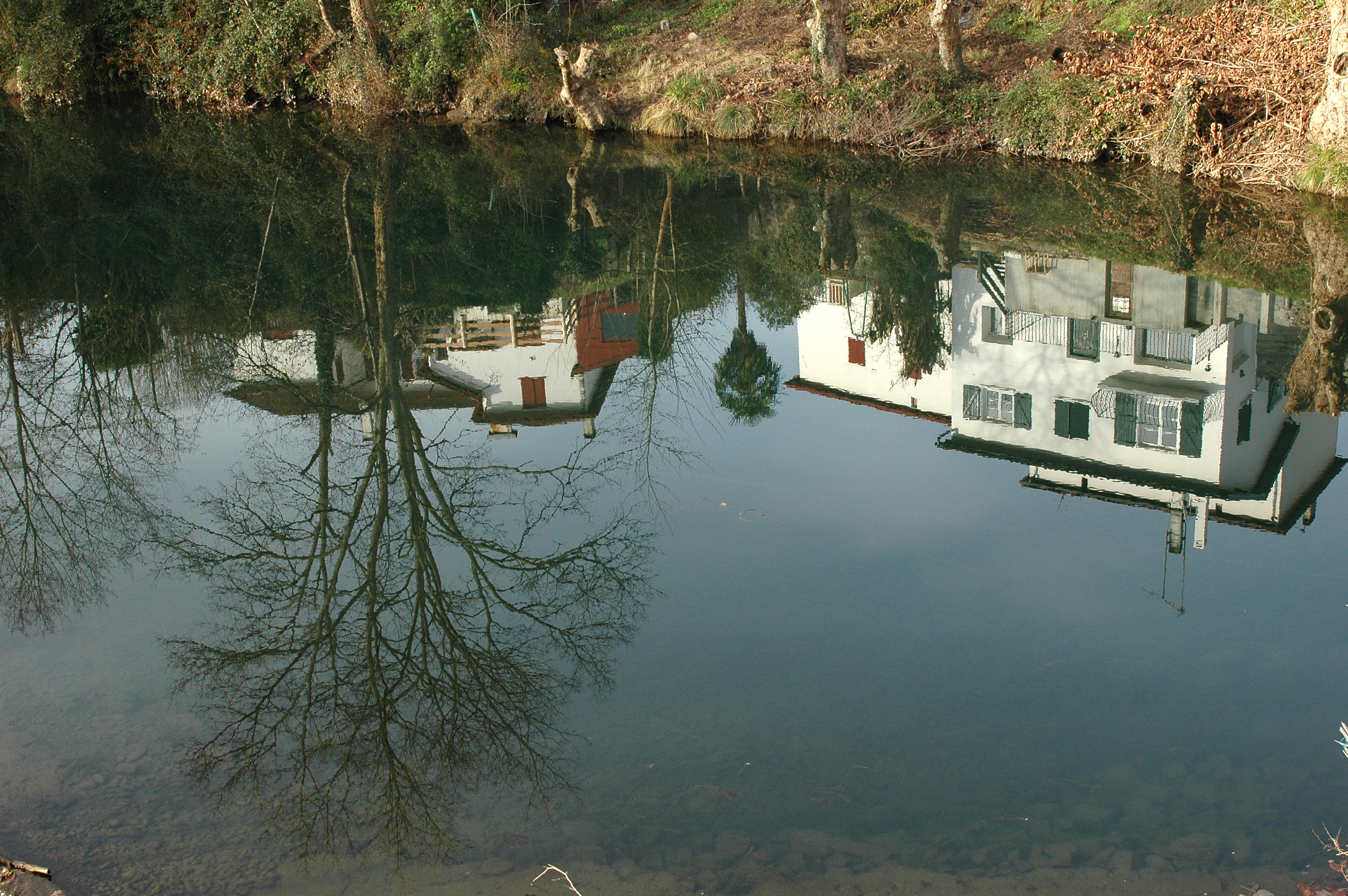
Reflets dans la Nive.

Ustaritz est située dans le bassin versant de la Nive ainsi que dans celui de l’Uhabia, sur la frontière ouest de son territoire.La commune est traversée par la Nive, affluent gauche de l'Adour à Bayonne. Ustaritz se trouve à la limite du cours navigable de la Nive.
Des affluents de la Nive, tels que les ruisseaux de la Tannerie, d'Urdainz et Latsa,, (lui-même rejoint par Mahatchuriérak erreka, qui marque la limite nord du territoire communal) ainsi que l'Hardako erreka, à la frontière nord avec Villefranque, et Antzara erreka — appelé également Ountzilarreko erreka —, accompagné de son tributaire, Urloko erreka (lui-même rejoint par Lukuko erreka), serpentent eux aussi sur les terres d'Ustaritz.
L’Uhabia, sous le nom d'Apalagako erreka, marque la limite ouest du territoire de la commune.Enfin, un plan d’eau d’une superficie de 14 ha occupe le site d’une ancienne gravière.

### Climat
Pour des articles plus généraux, voir Climat de la Nouvelle-Aquitaine et Climat des Pyrénées-Atlantiques.
Historiquement, la commune est exposée à un micro climat océanique basque.  
En 2020, Météo-France publie une typologie des climats de la France métropolitaine dans laquelle la commune est exposée à un climat de montagne et est dans la région climatique Pyrénées atlantiques, caractérisée par une pluviométrie élevée (>1 200 mm/an) en toutes saisons, des hivers très doux (7,5 °C en plaine) et des vents faibles.
Pour la période 1971-2000, la température annuelle moyenne est de 14,1 °C, avec une amplitude thermique annuelle de 12,8 °C. Le cumul annuel moyen de précipitations est de 1 433 mm, avec 13,3 jours de précipitations en janvier et 8,1 jours en juillet. Pour la période 1991-2020, la température moyenne annuelle observée sur la station météorologique la plus proche, située sur la commune d'Espelette à 7 km à vol d'oiseau, est de 14,6 °C et le cumul annuel moyen de précipitations est de 1 723,4 mm,. Pour l'avenir, les paramètres climatiques de la commune estimés pour 2050 selon différents scénarios d’émission de gaz à effet de serre sont consultables sur un site dédié publié par Météo-France en novembre 2022.

## Urbanisme

### Typologie
Au 1er janvier 2025, Ustaritz est catégorisée ceinture urbaine, selon la nouvelle grille communale de densité à sept niveaux définie par l'Insee en 2022.
Elle appartient à l'unité urbaine de Bayonne (partie française), une agglomération internationale regroupant 28  communes, dont elle est une commune de la banlieue,,. Par ailleurs la commune fait partie de l'aire d'attraction de Bayonne (partie française), dont elle est une commune de la couronne,. Cette aire, qui regroupe 56 communes, est catégorisée dans les aires de 200 000 à moins de 700 000 habitants,.

### Occupation des sols

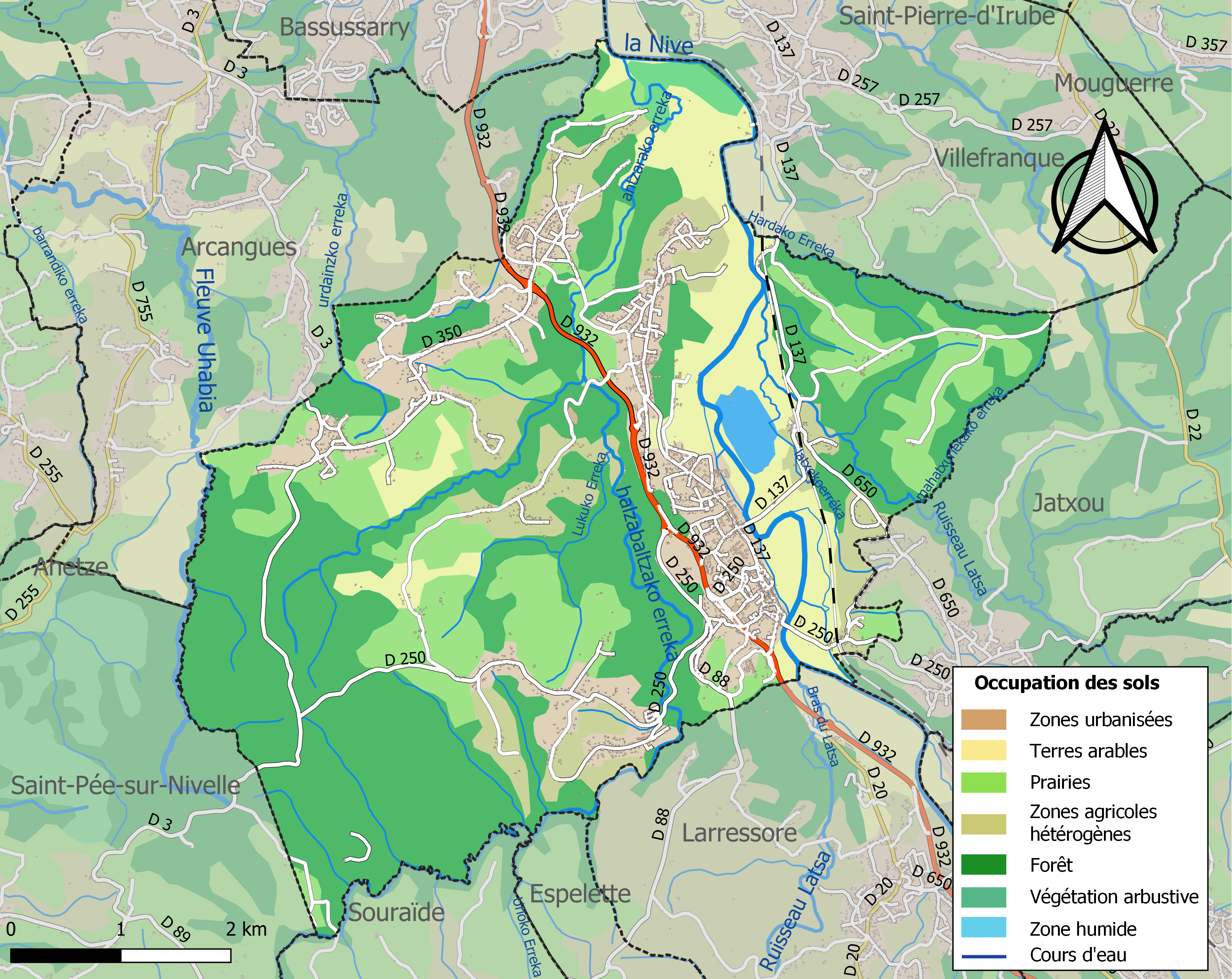
Carte des infrastructures et de l'occupation des sols de la commune en 2018 (CLC).

L'occupation des sols de la commune, telle qu'elle ressort de la base de données européenne d’occupation biophysique des sols Corine Land Cover (CLC), est marquée par l'importance des forêts et milieux semi-naturels (45,5 % en 2018), une proportion sensiblement équivalente à celle de 1990 (45,2 %). La répartition détaillée en 2018 est la suivante : 
forêts (44,6 %), prairies (18,3 %), zones urbanisées (13,8 %), terres arables (12 %), zones agricoles hétérogènes (9,6 %), milieux à végétation arbustive et/ou herbacée (1 %), eaux continentales (0,9 %). L'évolution de l’occupation des sols de la commune et de ses infrastructures peut être observée sur les différentes représentations cartographiques du territoire : la carte de Cassini (XVIIIe siècle), la carte d'état-major (1820-1866) et les cartes ou photos aériennes de l'IGN pour la période actuelle (1950 à aujourd'hui).

### Morphologie urbaine

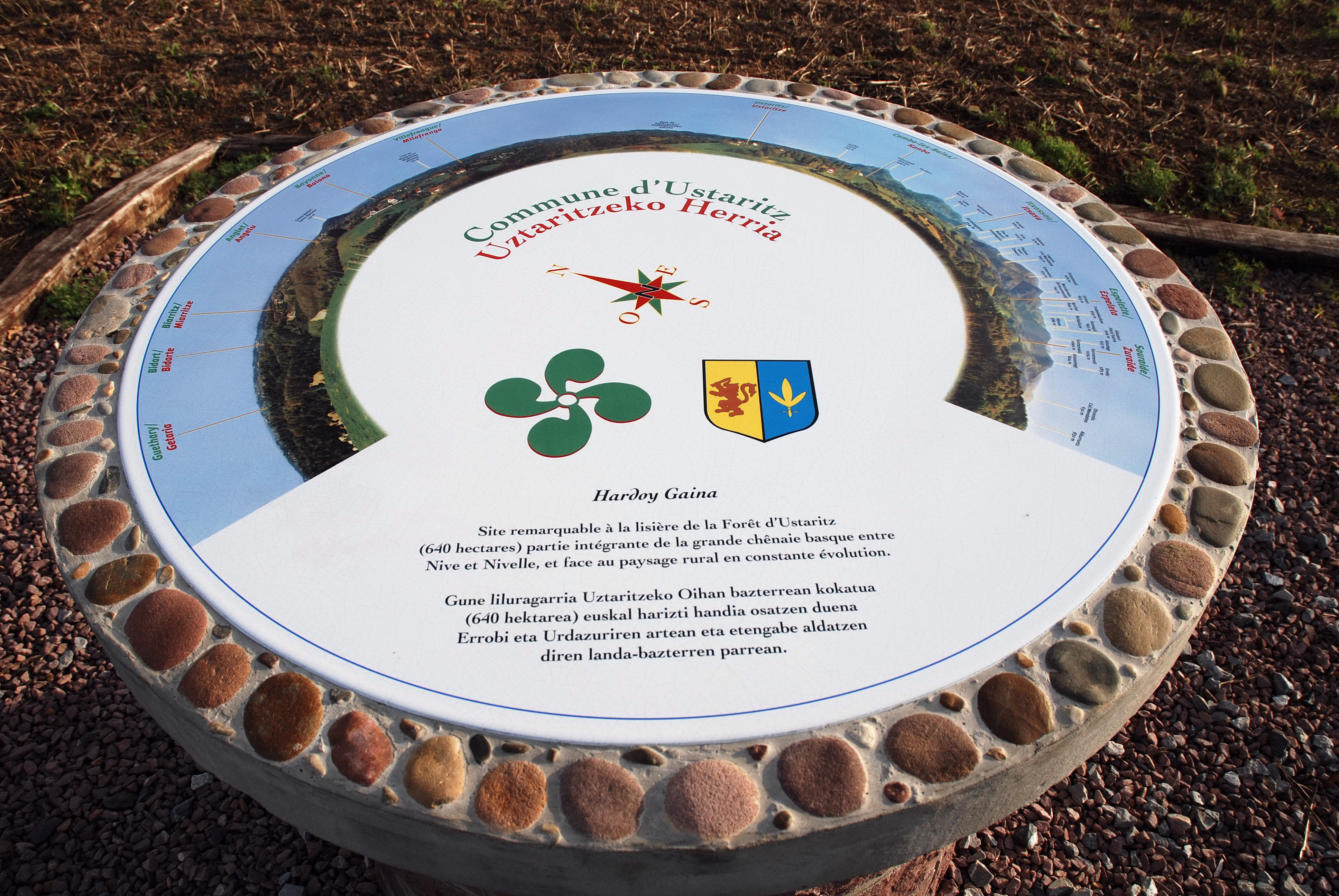
La table d’orientation du quartier Saint-Michel.

Ustaritz, ville intermédiaire entre l’agglomération de Bayonne et le Pays basque intérieur, fait partie aujourd’hui du bassin d’habitat rurbain de l’agglomération Côte Basque-Adour,, aussi nommée B.A.B., en référence à ses trois pôles urbains Bayonne, Anglet, Biarritz. Le développement urbain d’Ustaritz s’est essentiellement accompli sur la rive gauche de la Nive. L’urbanisation occupe peu à peu l’ensemble de la plaine alluviale comprise entre la Nive et la route D 932, qui mène de Bayonne à Cambo-les-Bains, et se caractérise par un habitat dispersé sous la double influence d’une tradition agricole ancienne, et la position de banlieue de Bayonne.
La commune comprend aujourd’hui cinq quartiers. Le Bourg Suzon (Purgoina) s’est développé sur la terrasse dominant la Nive ; il présente des maisons des XVIe et XVIIe siècles, en particulier dans la rue Ferrondoa ; on y trouve également la mairie, haut lieu historique du Labourd, le centre Lapurdi (centre administratif et office du tourisme) et le château Lota du XIXe siècle.
Ce quartier a rejoint peu à peu le quartier Saint-Michel, au sud en direction de Souraïde et Saint-Pée-sur-Nivelle, qui recèle le cimetière — singularisé par des stèles discoïdales et le monument funéraire Garat —, le château d’Haitze et le collège Saint-François-Xavier ; c'est un quartier forestier, agrémenté d'une table d'orientation et d'aires de pique-nique, qui a connu un fort développement commercial aux abords de la D 932.
Le quartier Hiribehere au nord de la commune, est composé d’un habitat rural ancien et d’un ensemble conventuel ; on y trouve également la maison forte Sorhoeta qui date du XIIIe siècle ; le quartier s’est développé vers l’ouest par l’adjonction de lotissements.
Hérauritz, le long de la Nive, s’est regroupé autour d’une place, où se font face le château Larreguienea du XVIIe siècle et la chapelle Sainte-Catherine d'origine médiévale, séparés par un fronton ; ce quartier s’est lui aussi étendu, notamment vers le sud, en bordure de la voie communale no 3.
Arrauntz, autrefois paroisse distincte en direction de Bayonne, présente l'image d'un village basque typique, avec son église et son fronton ; on y trouve également la maison-musée Elizalderena, érigée en 1696, et un pressoir à pommes (bereterraenea) datant du XVIIe siècle ; son extension est très forte, sur près de 4 km sur un axe nord-est sud-ouest.

### Logement

L’architecture d’Ustaritz (sélection).
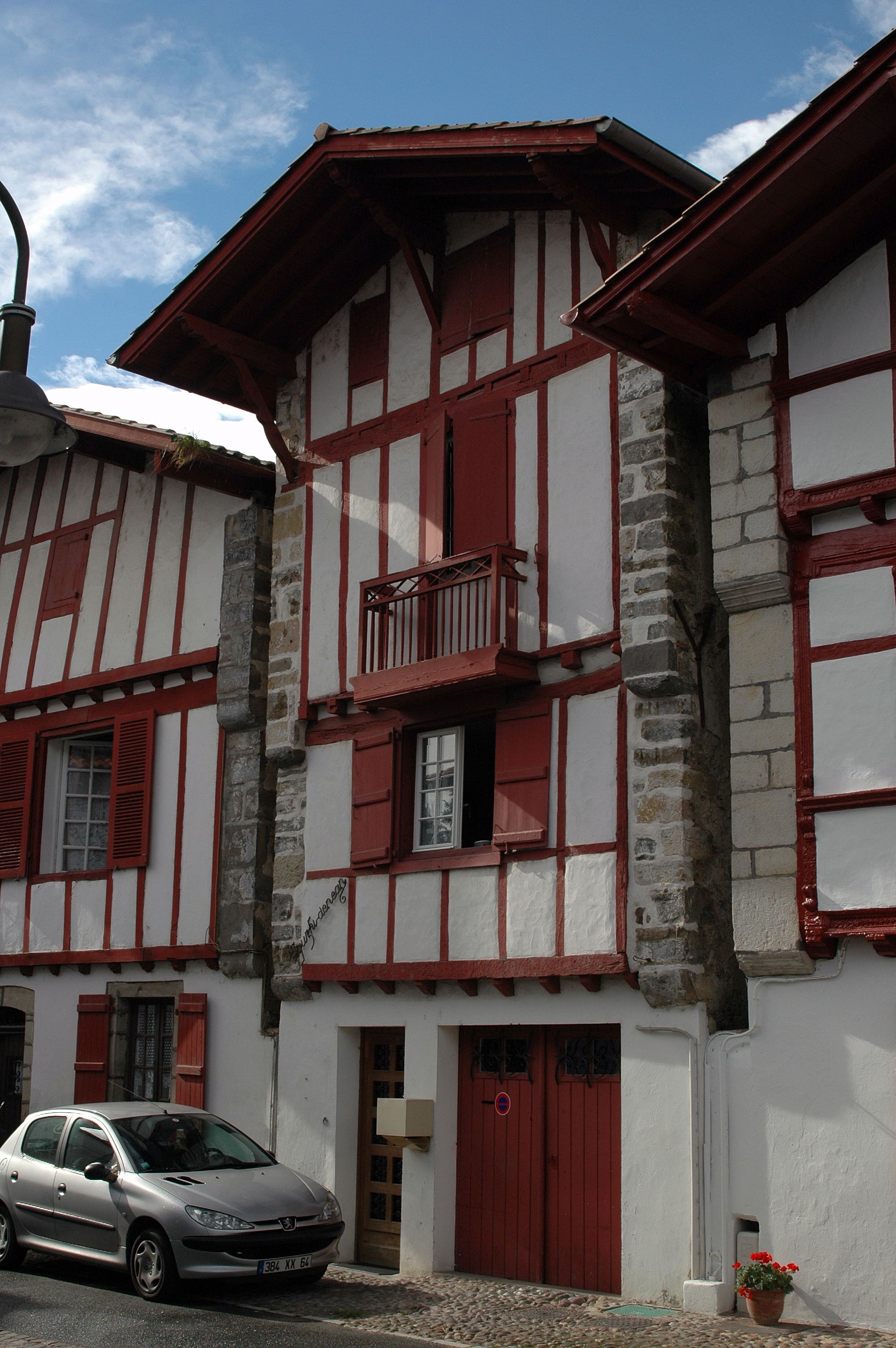
Ganibetcharbeita[Note 8].
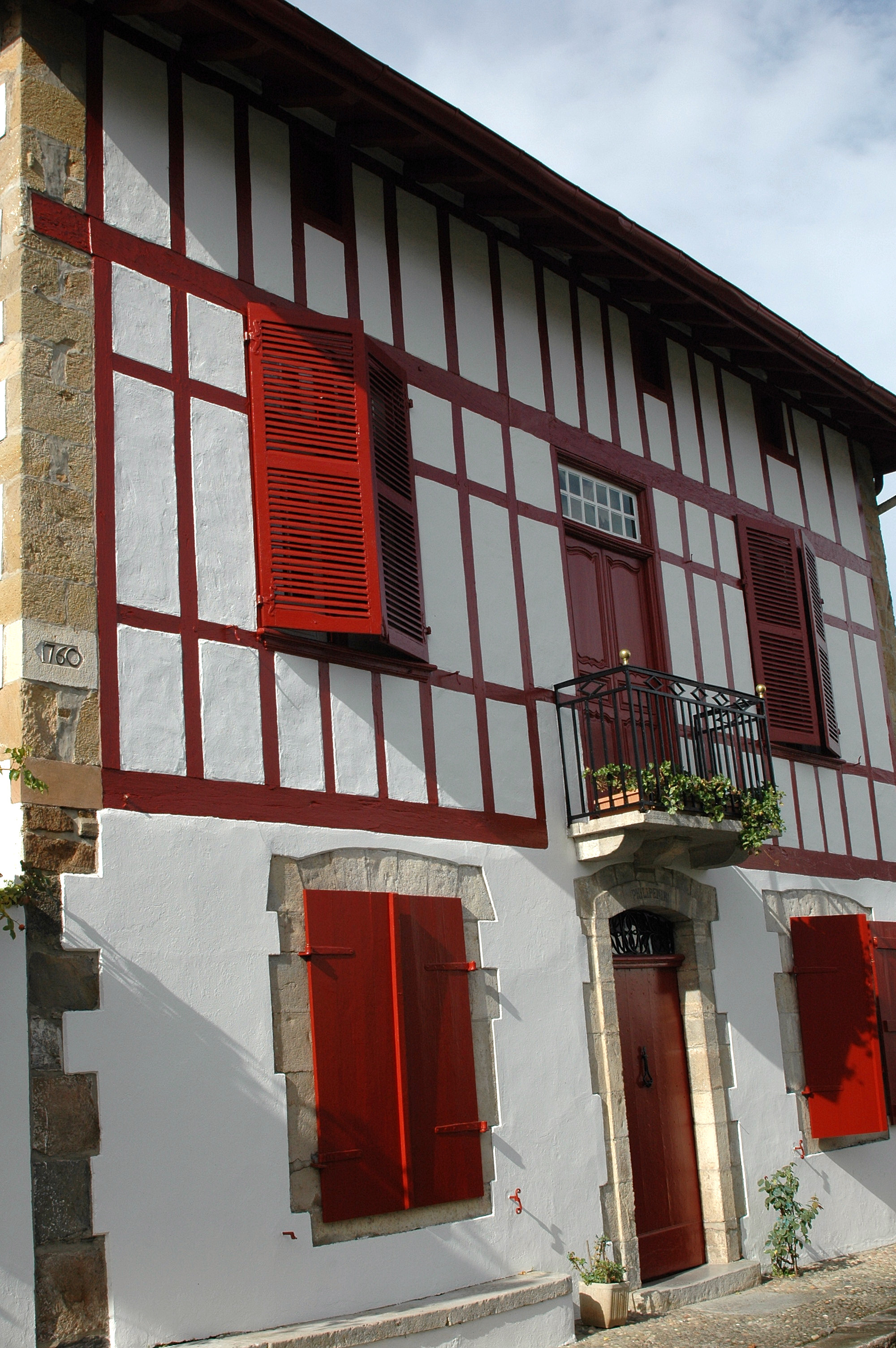
Filiperenea[Note 9]..
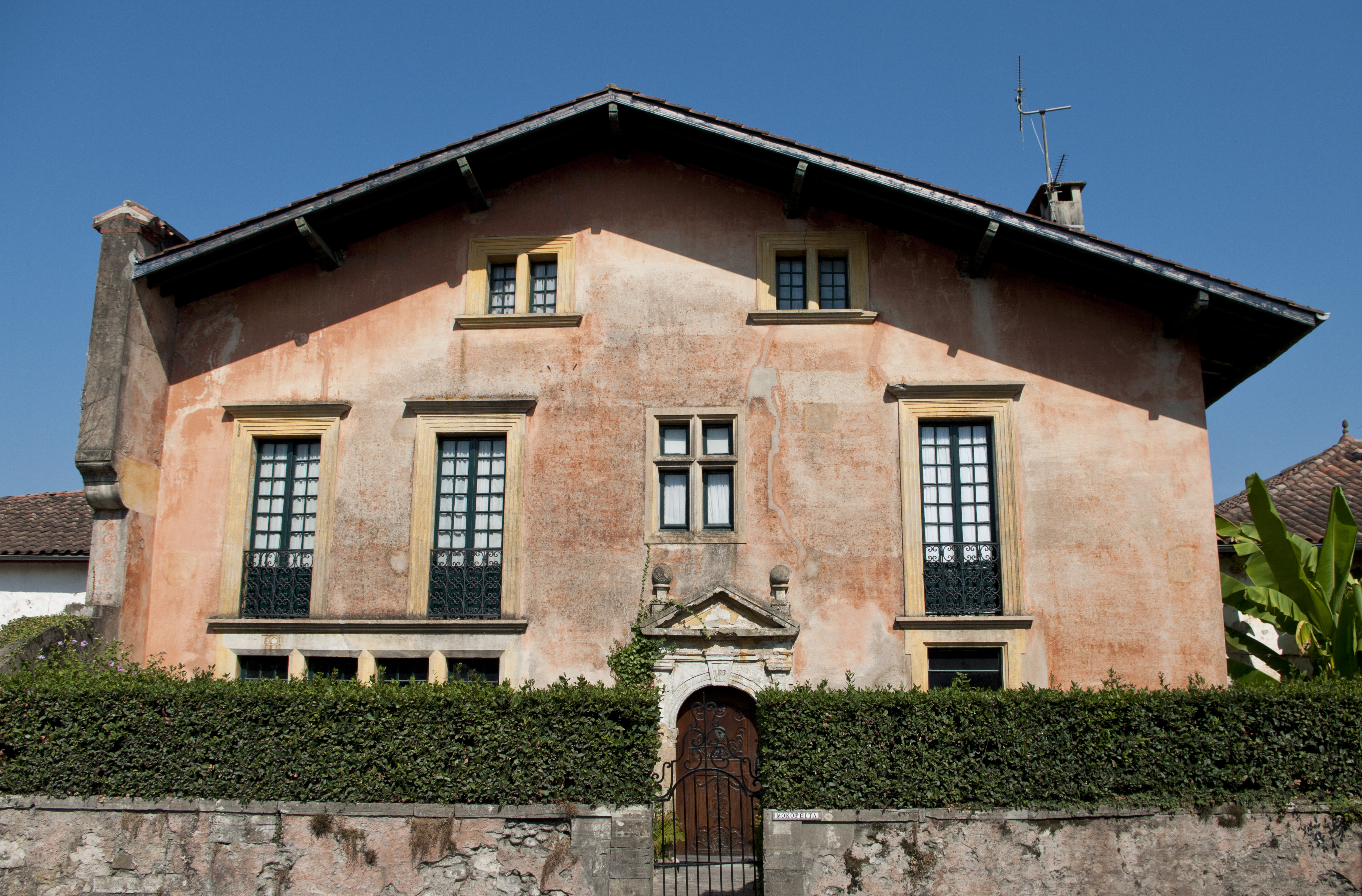
Mokopeïta.
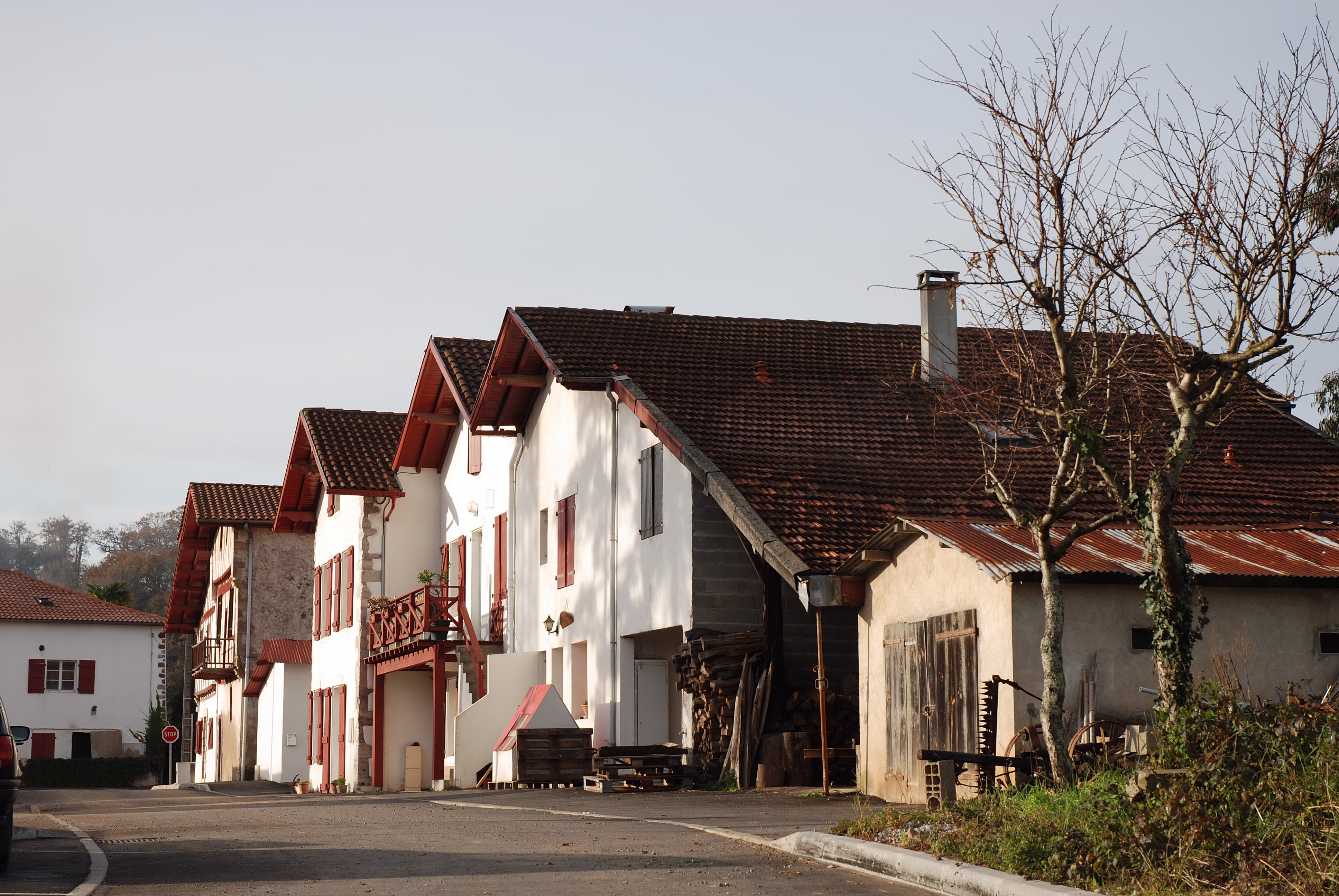
Le quartier Hérauritz.
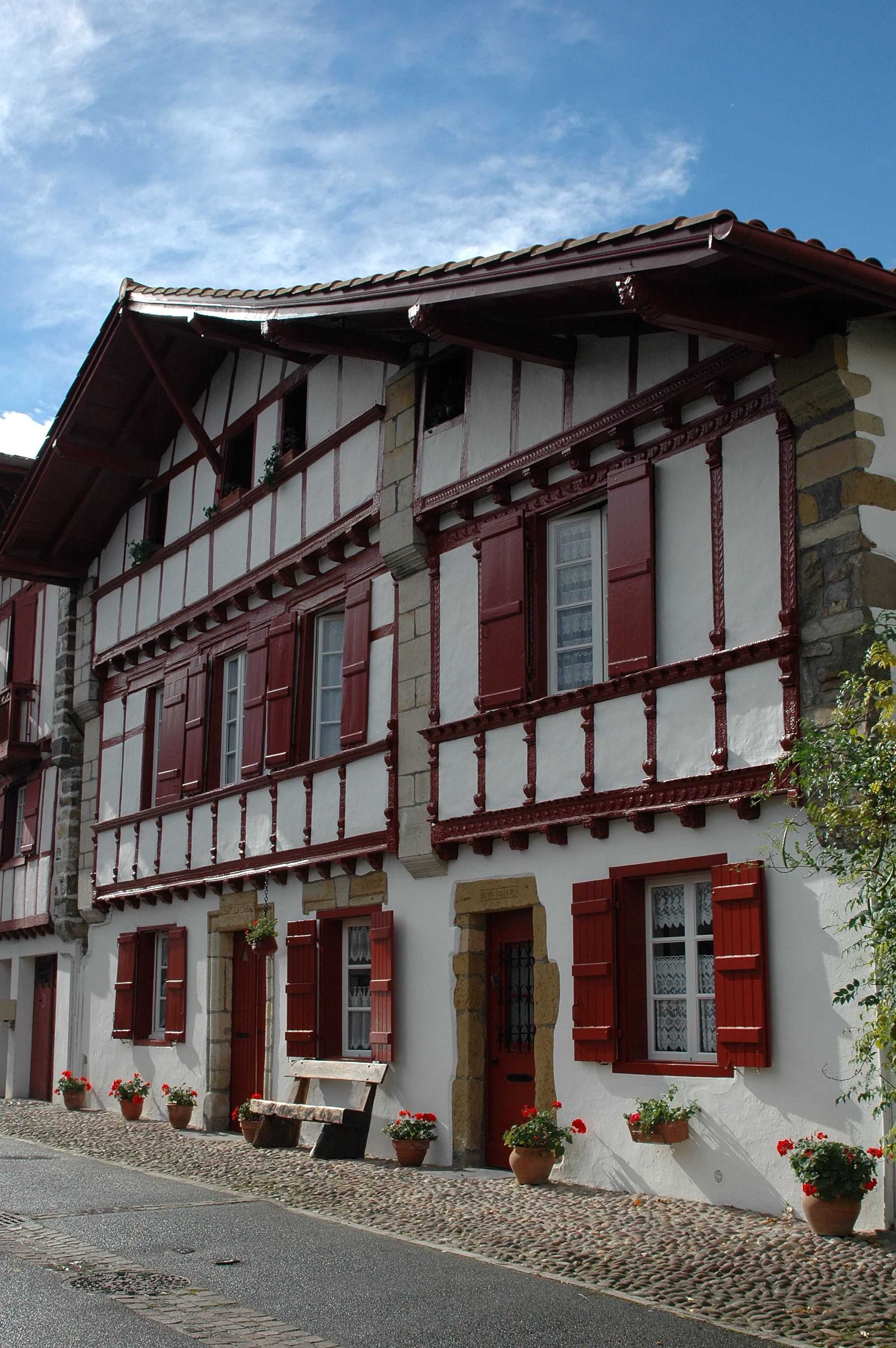
Luisenea et Senkastenea[Note 10].

L’évolution du nombre de logements de la localité est fortement influencée par l’accroissement démographique important des trente dernières années, qui a vu la population presque doubler. En parallèle le parc de logements a été multiplié par deux de 1982 à 2008, passant de 1 107 à 2 326, la diminution de la taille des ménages entraînant une croissance plus rapide du parc de résidences principales que du nombre d’habitants. Le rythme de la croissance du nombre de logements s’est également intensifié durant cette période ; si durant les années 1968 - 1982 on constate une progression moyenne annuelle de trente logements, le rythme passe à quarante logements supplémentaires annuels durant la période 1982 - 1999, pour atteindre le niveau de cinquante à partir de 1999 et jusqu’en 2008. En 2009, le nombre total de logements dans la commune était de 2 524, alors qu'il était de 1 864 en 1999. Selon le diagnostic du plan local d'urbanisme (PLU), exposé dans le rapport de présentation, « les résidences principales d’Ustaritz présentaient toutes les caractéristiques d’une commune périurbaine : d’âge récent, avec une prépondérance de maisons individuelles en accession à la propriété […] ».
Parmi les logements étudiés par l’Insee en 2009, 91,0 % étaient des résidences principales, 4,4 % des résidences secondaires et 4,6 % des logements vacants. Ces logements étaient pour 72,9 % d'entre eux des maisons individuelles et pour 25,4 % des appartements. La proportion des résidences principales, propriétés de leurs occupants était de 66,4 %, en légère baisse par rapport à 1999 (68,6 %). La part de logements HLM loués vides était de 8,1 % contre 5,7 %, leur nombre étant en forte augmentation, 185 contre 97.
Entre 1999 et 2008, le nombre de logements de type HLM qui représentait 6 % des résidences principales en 1999, soit 97 logements, avait cru de 147 % pour atteindre, en 2011, 240 logements, portant à près de 10 % le rapport HLM sur résidences principales.
La communauté de communes Errobi est responsable de la création, de l'aménagement, et de la gestion des équipements d'accueil des gens du voyage. À ce titre, Ustaritz leur a aménagé deux aires d'accueil, proposant 30 places chacune. Compte tenu de leur implantation en zone inondable, ces aires tolérées ne sont pas conformes à la législation. Un projet disposant de 100 places, au lieu-dit Itsu Lurrak en bordure de la D137, est en cours de réalisation. Il ne répond néanmoins qu’aux besoins temporaires hors saison et n’est pas destiné à ceux résultant d’une occupation sédentaire.

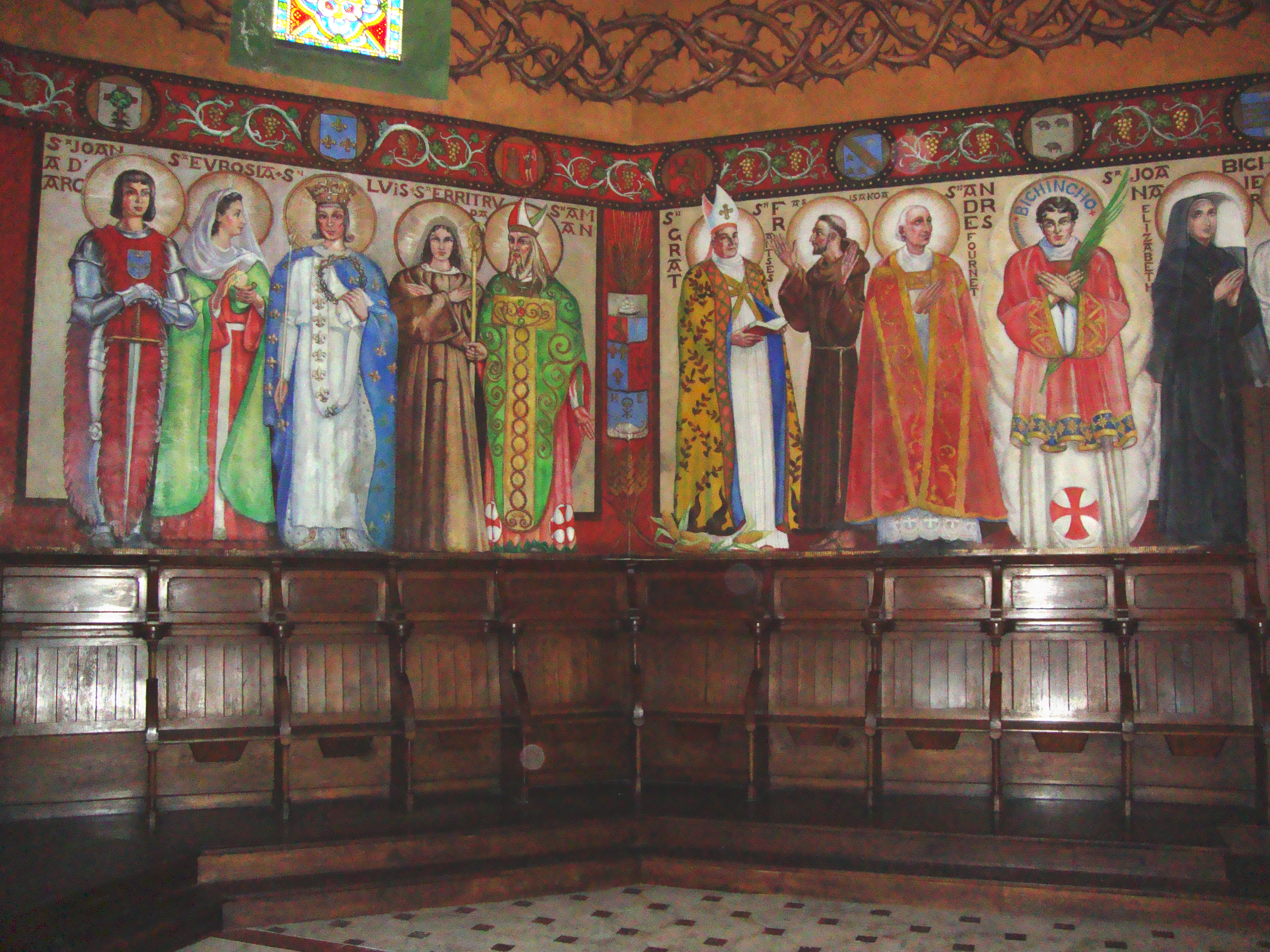
Les fresques d’André Trébuchet, dans l’église Saint-Vincent.

La commune possède de nombreuses maisons des XVIIe et XVIIIe siècles reflétant le style labourdin.
Il faut citer, entre autres, la maison Chokolatenea (quartier du Bourg - 1694), qui fut la demeure d'un chocolatier, les maisons de la rue de Ferrondoa (quartier du Bourg - 1572), anciennement rue des Magistrats, la maison Chachoenea, quartier Saint-Michel, datant de 1648, la maison Haroztegia (« maison du forgeron » - quartier du Bourg), qui est un exemple typique de la maison labourdine, et la maison Hoperena, quartier Saint-Michel, qui abrita le général anglais Hope, en guerre contre les armées napoléoniennes. Enfin la maison Mokopeita (quartier du Bourg), fut la demeure d'André Trébuchet, peintre qui y résida dès 1925 et qui participa en 1946 à la réfection en peinture de l'intérieur de l'église. Cette dernière date de 1601 et a été rénovée en 1673. André Trébuchet y travailla jusqu’en 1947.
Suivant l'usage basque d'avant la Révolution, les maisons d'Ustaritz portent en majorité le nom, le prénom ou le surnom de leur propriétaire, ou encore son métier, suivi le plus souvent du suffixe ena ou enea, et plus rarement ea, beita ou tegia. Dans une moindre mesure, on trouve également des toponymes illustrant les particularités de la construction ou de l'environnement.

### Projets d'aménagement
Le plan local d’urbanisme (PLU) d’Ustaritz a été approuvé le 21 décembre 2005 et a fait l’objet de plusieurs modifications dont la dernière révision a été approuvée par délibération du conseil municipal du 21 février 2013. Parmi les zones ouvertes à l’urbanisation, le PLU distingue les zones urbaines en développement de celles à urbaniser. Les zones urbaines en développement sont des « zones dans lesquelles les équipements publics (voiries, alimentation en eau potable, électricité, réseau public d’assainissement ou assainissement autonome, défense incendie …), existants ou en cours de réalisation, permettent d’admettre immédiatement des constructions ». Par cette désignation, la commune sous-entend que ces zones possèdent le niveau d’équipement nécessaire à une urbanisation immédiate. Outre le centre-bourg, une partie des quartiers de Hiribehere et Hérauritz sont concernés, englobant un secteur réservé aux activités à vocation médicosociales et un autre consacré à la création d’un équipement collectif de quartier. Viennent s’ajouter à cet ensemble une zone non équipée en réseau collectif d’assainissement, qui nécessite l’installation de systèmes d’assainissement autonome, ainsi qu’une autre principalement destinée aux établissements à usage commercial, artisanal et industriel.
Les zones à urbaniser sont des « zones pour l’instant naturelles mais vouées à l’urbanisation dès lors qu’elles seront équipées (voirie, eau, électricité, assainissement, défense incendie…) ». Il s’agit dans ce cas de la zone d'aménagement concerté (ZAC) de Matzikoenia, de l’aménagement spécifique du site de Saint-François-Xavier, et de secteurs destinés à une implantation économique non industrielle c’est-à-dire « destinés à satisfaire les besoins à moyen et long termes en terrains urbanisables pour l’habitat, les commerces et les services et où l’ouverture à l’urbanisation ».
Il faut également signaler l’affectation sous le statut d’emplacement réservé, c’est-à-dire inconstructibles sauf pour l’affectation prévue, de quatre secteurs. Il s’agit des emplacements réservés destinés au projet de la plaine sportive d’Etxéparéa, à la requalification de la gravière en zone de loisirs, et enfin à la création d’un parc relais destiné au stationnement lié à l’axe ferroviaire de la Nive, tous trois situés en zone inondable, au sein du périmètre Natura 2000 et au sein d’un périmètre de protection de captage. Vient s’y ajouter l’emplacement réservé destiné à la ZAC de Matzikoenia.
Enfin, prenant en compte le risque d’inondation créé par la Nive et ses affluents, le périmètre de protection de captage et les enjeux environnementaux résultant de la zone Natura 2000, de nouvelles zones ont été classées « naturelles », c’est-à-dire « zones à protéger en raison, d’une part, de l’existence de risques ou de nuisances, d’autre part, de la qualité des sites, des milieux naturels, des paysages et de leur intérêt, notamment du point de vue esthétique ou écologique ».
Ces zones viennent s’ajouter à celles présentant des enjeux en matière de biodiversité, de prévention des risques ou de protection des ressources en eau, constituées par le secteur concerné par le site Natura 2000 de « La Nive » (FR7200786) et les habitats naturels d’intérêt communautaire associés, les zones inondables de la Nive et les territoires concernés par les périmètres de protection de captage d’Haitze.

### Voies de communication et transports

#### Infrastructure routière
Ustaritz est située sur la route départementale D 932, entre Bayonne et Cambo-les-Bains, aux croisements avec la D 137 (Ustaritz - Bayonne) et la D 250 (Ustaritz - Saint-Pée-sur-Nivelle) et accessible à partir de la sortie Bayonne-Sud de l'autoroute A63 (9 km). La D 932 est en 2 fois 2 voies jusqu’à l’entrée du quartier Arrauntz puis à 3 voies. Elle traverse le territoire communal du nord au sud. Deux routes départementales secondaires alimentent également le territoire communal, la D 3 et la D 350. Deux ponts franchissent la Nive, l'un en direction de Villefranque (D 137) et l'autre en direction de Jatxou (D 250).
Ustaritz rejoint Bayonne par le chemin de halage longeant la Nive. Anciennement utilisé pour le transport fluvial des marchandises, ce chemin de 15 kilomètres est à présent réservé aux cyclotouristes et aux promeneurs.

#### Transport en commun

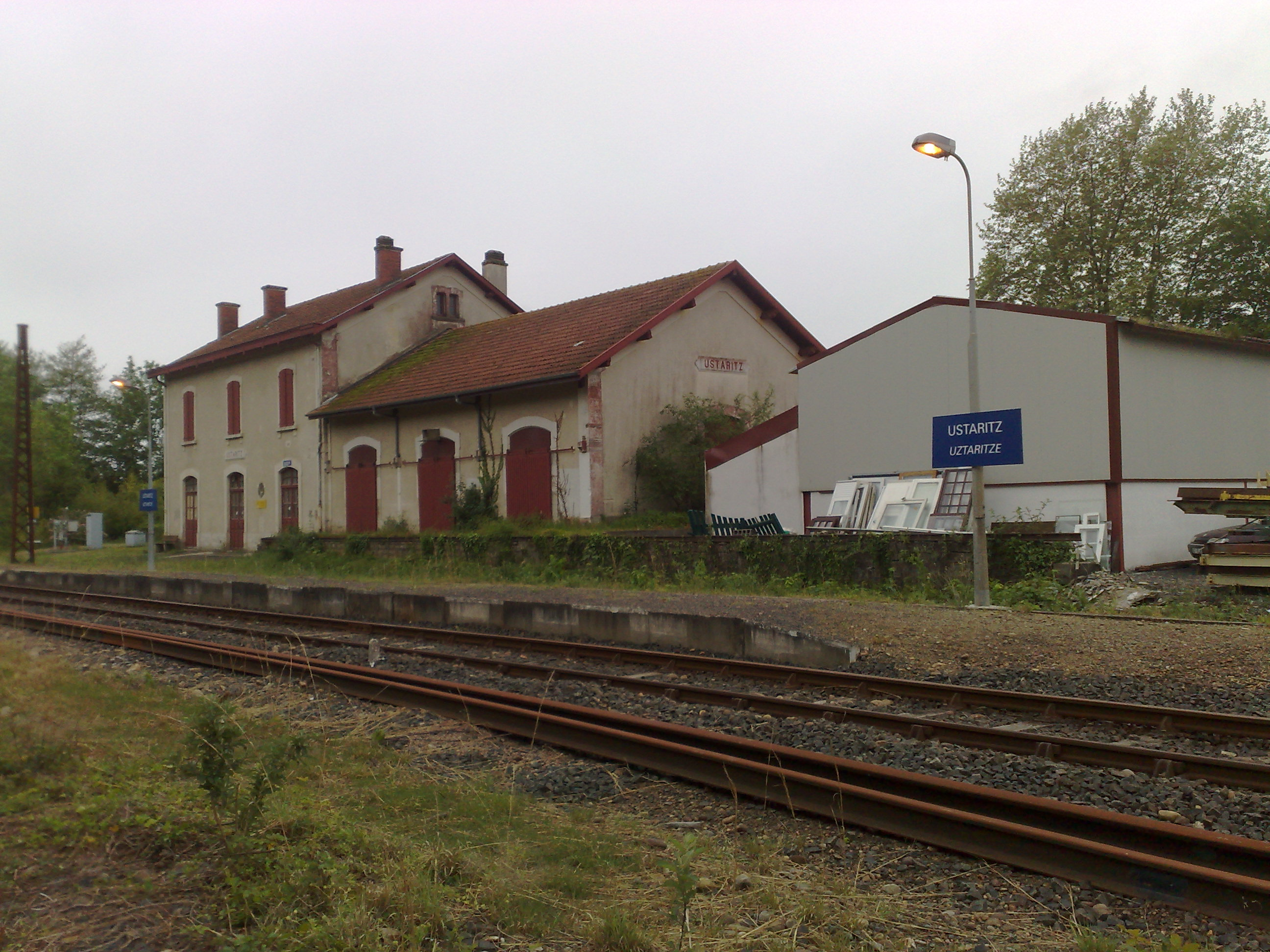
La gare d'Ustaritz.

La ville est reliée quotidiennement à Bayonne et Cambo-les-Bains par le TER Nouvelle-Aquitaine ; plusieurs allers-retours quotidiens sont assurés sur cette ligne. La gare d'Ustaritz se situe sur la ligne de Bayonne à Saint-Jean-Pied-de-Port. La gare de Jatxou est également située sur le territoire communal — il s’en faut de quelques mètres — et dessert principalement la commune de Jatxou sur la même ligne ferroviaire.
La ligne de car du réseau Transports 64 entre Espelette et Bayonne via Cambo-les-Bains propose en 2014 11 allers-retours quotidiens en semaine. Cette ligne traversante ne dessert toutefois pas certains pôles d'intérêt, comme les quartiers ouest ou le centre sportif Landagoïen.

#### Transport aérien
Par la route, Ustaritz est située à 14 km de l'aéroport de Biarritz-Bayonne-Anglet (code IATA : BIQ • code OACI : LFBZ). Le syndicat mixte pour l'aménagement et l'exploitation de l'aérodrome de Biarritz-Bayonne-Anglet, qui comprend la chambre de commerce et d'industrie de Bayonne Pays basque, l'agglomération Côte Basque-Adour, les départements des Pyrénées-Atlantiques et des Landes ainsi que la commune de Saint-Jean-de-Luz, assure la gestion de l’aéroport. 
Celui-ci a accueilli près de 1 100 000 passagers en 2013. Il assure de façon régulière des liaisons avec Paris-Orly, Paris-CDG, Lyon, Nice, Genève et Londres Stansted et a offert de mars à octobre 2014 des liaisons avec entre autres, Marseille, Strasbourg, Lille, Charleroi-Bruxelles-Sud, Dublin, Stockholm-Skavsta et Stockholm-Arlanda, Londres, Copenhague, Oslo et Helsinki. 
Les compagnies desservant l’aéroport sont, au 1er novembre 2014, Air France, Etihad Regional, Easyjet, Finnair, Hop !, Ryanair, SAS, Twin Jet et Volotea.

### Risques naturels
Compte tenu de la part importante que représente la sylviculture sur le territoire de la localité, Ustaritz est sensible aux feux de forêt. Ustaritz est, d’autre part, concernée par un risque d’inondation lié aux crues de la Nive et de son affluent, l’Antzara erreka. L'arrêté préfectoral du 9 juillet 2003 a d’ailleurs défini un plan de prévention du risque inondation pour la commune d’Ustaritz.
Les inondations et les coulées de boue de septembre 1995, mai 2007 et février 2009 ont justifié la publication d’arrêtés de catastrophe naturelle, datés respectivement du 18 mars 1996, du 12 juin 2007 et du 18 mai 2009. La commune est également affectée par les effets des tempêtes océaniques, telles celles de novembre 1982, de décembre 1999 et de janvier 2009, qui ont donné à leur tour lieu à des arrêtés de catastrophe naturelle. Enfin, l'arrêté du 2 mars 2006, portant à son tour reconnaissance de l'état de catastrophe naturelle, inclut Ustaritz au titre de mouvements de terrain différentiels consécutifs à la sécheresse et à la réhydratation des sols de juillet à septembre 2003.
Ustaritz présente un risque lié au transport de matières dangereuses (TMD), en relation avec une canalisation de transport de gaz. La localité est située dans une zone de sismicité modérée de niveau 3 sur une échelle de 1 à 5.

## Toponymie
Le toponyme Ustaritz apparaît dès le XIIe siècle et on le trouve sous les formes Sanctus Vincentius de Ustariz et Ustaridz (respectivement 1186 et 1194, cartulaire de Bayonne,), Eustaritz (1242), Ustarydz, Utztaridz et Uztaritz (1249 pour les trois formes), Ustaritz (1322, rôles gascons) et Ustariz (1650, carte du Gouvernement Général de Guienne et Guascogne et Pays circonvoisins), Ustarits (Carte des Pays Basques de France et d'Espagne). La commune porta brièvement le nom de Marat-sur-Nive à partir de 1793.
Jean-Baptiste Orpustan analyse le nom d'Ustaritz comme étant la concaténation du radical urd- — comme dans Urdos — « plat, plateau » et d'haritz, « chêne pédonculé, grand chêne », par opposition au chêne tauzin ou petit chêne. Hector Iglesias indique, quant à lui, une origine germanique pour le toponyme Ustaritz, se basant sur la liste de toponymes galiciens se terminant en -riz, notamment sur l'existence du nom de hameau galicien Ustariz, province de Lugo — élément issu du gotique reiks [ri:ks], « latinisé » en -ricus — et propose l’anthroponyme Oste-ric(us).
Le dictionnaire topographique Béarn-Pays basque de 1863 est assez disert sur les toponymes de la localité. Ainsi Haitze apparaît sous les formes Hatze, Fathse, Hacha, Haïtce et Haisse (respectivement 1193, XIIIe siècle, 1233, 1249 et 1256, cités dans le cartulaire de Bayonne) et Haïtzéa (1863). De même Hérauritz est mentionné sous les graphies Harauriz et Farauriz (respectivement 1233 et XIIIe siècle, dans le cartulaire de Bayonne) et Hérorits en 1863. À leur tour, Hiribehere y apparaît sous la forme Hiribéhère et Sokorrondo en tant que Soclorondo.
Le nom basque actuel de la localité est Uztaritze et le gentilé est Uztariztar.

## Histoire

### Préhistoire
Des fouilles ont permis d’identifier une activité humaine au Paléolithique en particulier aux lieux-dits Arrauntz, Haitzeko Ihara et Larrexuria, qui ont conduit la direction régionale des affaires culturelles (DRAC) Aquitaine à publier un arrêté préfectoral de zonage archéologique en date du 28 décembre 2009. D’autres occupations préhistoriques sont attestées au lieu-dit Portougayna et au nord-ouest de Notre-Dame-de-la-Nive. La Villa des chênes a également révélé une occupation datant des Paléolithique, Néolithique et âge du bronze.

### Antiquité

Carte de la Novempopulanie indiquant la position du territoire des Tarbelles au nord-ouest des Pyrénées.

Les Tarbelles (Tarbelli en latin), peuple aquitain (proto-basque) dont le territoire était centré sur Aquae Tarbellicae (Dax) tout en s’étendant au Labourd et à la Basse-Navarre, ont occupé sous l’occupation romaine la zone où se trouve aujourd’hui Ustaritz.
Ustaritz se trouve sur la voie empruntée par les bandes de Celtes et de Germains, en route vers la péninsule ibérique, et eut sans doute à subir leurs pillages.

### Moyen Âge
Ustaritz ne fut pas épargnée par les multiples raids des Castillans et des Navarrais, et sans doute des Sarrasins. Elle dut se défendre contre ces incursions, ce qui explique la construction du château fort de la Motte, sur l’emplacement duquel se situe la mairie actuelle, ainsi que des maisons fortes de Hirigoina, Mestepierresenea et Sorhoeta, et plus loin, sur la crête ouest, du château d’Haitze, que la tradition veut avoir été relié par un souterrain à la maison forte d’Hirigoina.
Le nom de l’église paroissiale aujourd’hui disparue, Saint-Vincent, atteste de l’ancienneté de la christianisation — saint Vincent, diacre de Saragosse, jouit d’un culte très ancien dans le Labourd.
La vicomté du Labourd fut créée en 1023 par Don Sanche le Grand, roi de Navarre. Le premier vicomte du Labourd fut Sanche 1er. En 1152, Aliénor d'Aquitaine, en se mariant avec Henri II, apporta l'Aquitaine à la couronne d'Angleterre lors de l'accession au trône de ce dernier (1155). Cette domination dura trois siècles. En 1174, Arnaud-Bertrand, vicomte du Labourd, fut expulsé de Bayonne par Richard Cœur de Lion. En effet, le fils d'Aliénor et d'Henri II, chargé par son père de l'administration de l'Aquitaine à partir de 1170, dut assiéger Bayonne en 1174 pour affermir le droit des Plantagenêt sur la région. Il prit la ville en dix jours. Le vicomte Arnaud fut contraint de se réfugier à Ustaritz, au château de la Motte — emplacement de la mairie actuelle. Il y demeura jusqu'en 1193. Dès lors, et jusqu'en 1790, Ustaritz fut la capitale du Labourd, succédant à Bayonne.
En 1193, Guillaume-Raymond de Sault, successeur d'Arnaud-Bertrand, vendit ses droits sur la vicomté du Labourd au roi d'Angleterre pour 3 680 florins d'or. En 1245 Henri III put donc achever le projet de Richard Ier d'instituer un représentant permanent du roi auprès de l'administration locale. Cette charge de bailli, installée à Ustaritz, devint viagère à compter de 1337 — Auger de Sault en fut le premier titulaire — puis héréditaire sous la domination des rois de France, à partir du XVe siècle.
Le tribunal d'Ustaritz existait depuis très longtemps, traitant presque tous les procès importants des 35 paroisses du Labourd. Le livre d'or de la cathédrale de Bayonne (ou cartulaire de la cathédrale de Bayonne) mentionne en 1235 que les « antiqui probi homines et seniores terrae siégeaient in plena curia de Ustaritz ». Ustaritz garda ce privilège jusqu'en 1790.

### Temps modernes

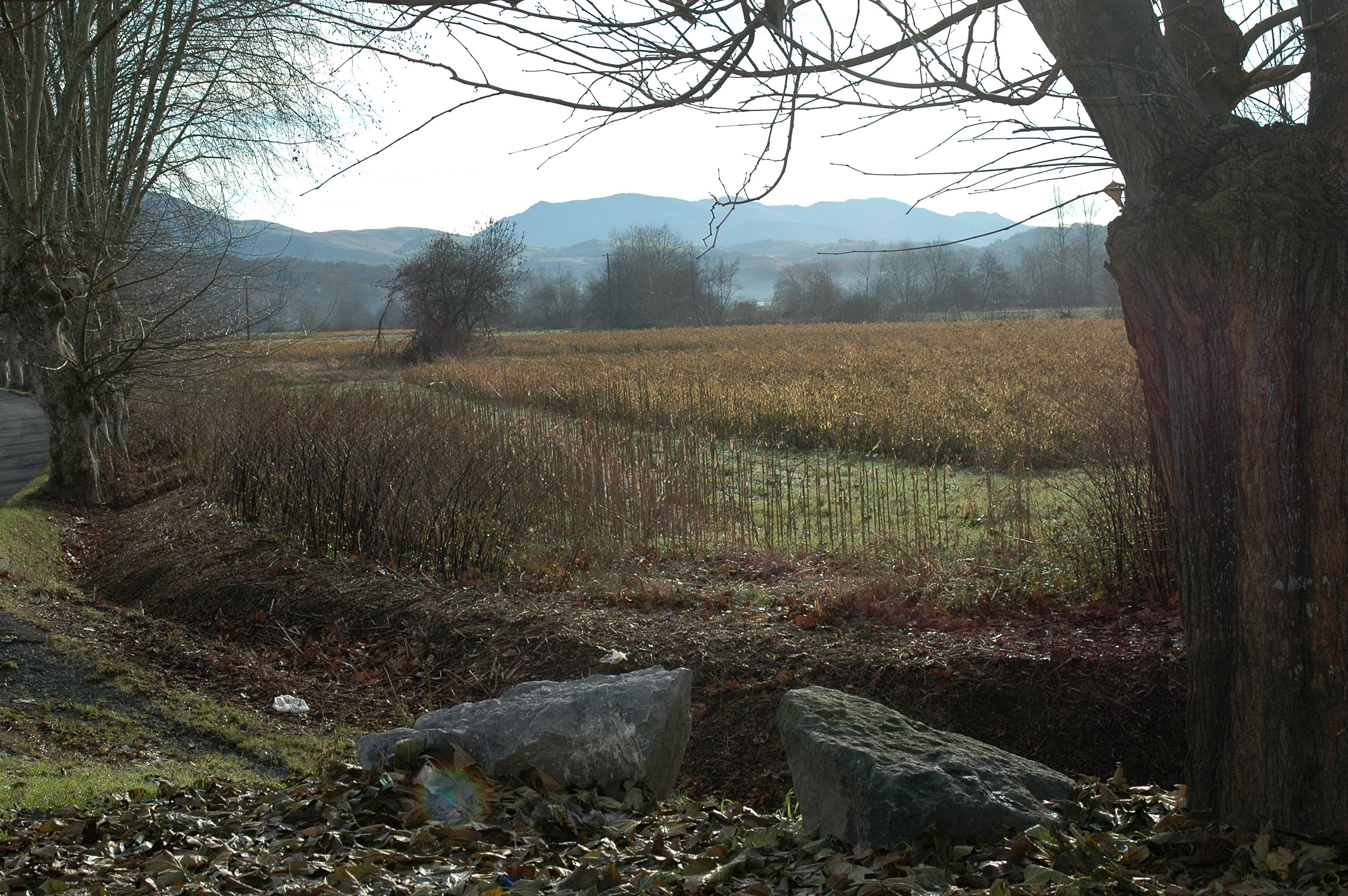
Plaine maïsicole.

En 1523, des lansquenets allemands à la solde de Charles Quint incendièrent le village et massacrèrent ses habitants. Cette même année, pour la première fois au Pays basque mais aussi en Europe occidentale, eut lieu à Ustaritz la première expérimentation de culture de maïs.

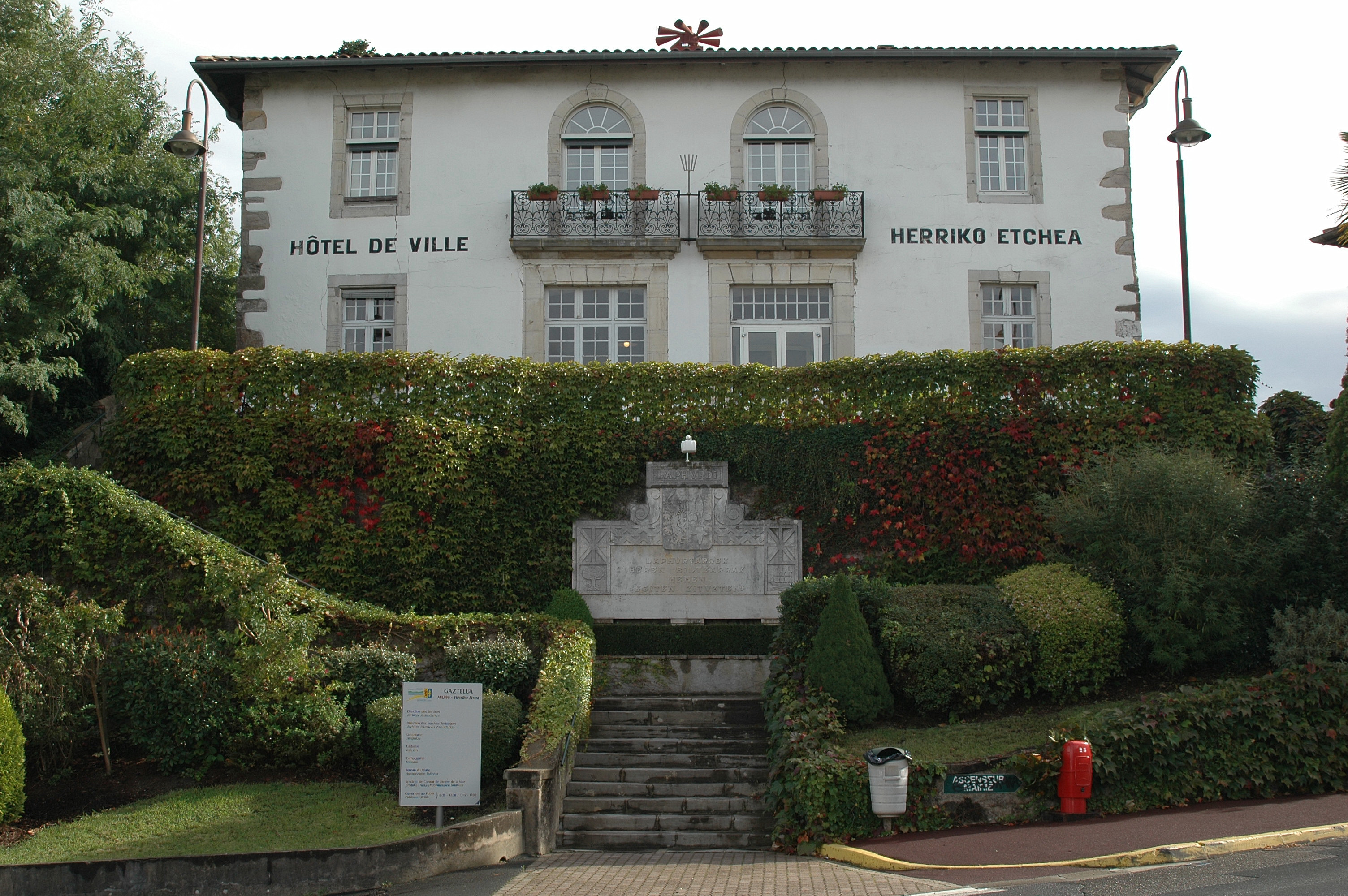
Le château de la Motte, actuelle mairie et ancienne demeure des vicomtes du Labourd et des ducs d'Aquitaine, siège du Biltzar.

Ustaritz, comme bon nombre de communes du Labourd, eut à souffrir de la chasse aux sorcières orchestrée par Pierre de Lancre, sur mandat d'Henri IV. En juillet 1611, trois fugitifs d'Ustaritz furent arrêtés par l'Inquisition de Logroño, sur dénonciation d'un enfant de la famille de Gorraiz d'Ustaritz également.
Le Biltzar (ou Bilçar) est la réunion des maires-abbés (baldam-apheza) de chacune des 35 paroisses labourdines, désignés dans chacune d’elles parmi les maîtres de maisons franches (c'est-à-dire ne dépendant d'aucune autre maison). Ces maires-abbés administraient les affaires communales — le plus souvent le dimanche après la messe, en des lieux de nos jours encore nommés Kapitaleku, dans des cimetières ou, comme à Ustaritz, autour du Kapito-harri (« pierre du conseil »). Le Biltzar se réunissait au château de la Motte à Ustaritz. La noblesse et le clergé en étaient exclus. Le plus ancien procès-verbal du biltzar d'Ustaritz date du 24 janvier 1567, et rend compte des délibérations de l'assemblée présidée par Micheau de Sossiondo, lieutenant-général du bailliage de Labourd. Le Biltzar tint sa dernière session le 18 novembre 1789. Les minutes font état de la demande à l'Assemblée nationale nouvellement constituée, issue des États généraux, du « maintien de la constitution actuelle […] » ou, au moins, de la création d'un département réunissant les trois provinces basques françaises.
Si le Biltzar et le tribunal du Labourd démontrent une activité tournée vers l’intérieur du Pays basque pour les affaires administratives et judiciaires, l’activité économique et commerciale d’Ustaritz est tout entière tournée vers Bayonne. En effet, la localité étant placée sur la route entre la côte et la Navarre ou la Castille, elle bénéficie d’un trafic de marchandises important, empruntant les chemins muletiers en provenance des cols d’Otchondo ou de Belate, qui subissent un transbordement en arrivant à Ustaritz, soit vers l’aval dans de grandes gabares, soit en amont des barrages, dans des chalantak, bateaux plats et étroits aptes à franchir les passelis des moulins. D’Espagne, parviennent la laine, l’huile et le vin, alors que, de France, transitent du grain, des tissus, du cuir, des articles coloniaux et des produits manufacturés.
On comprend à la lecture des lignes précédentes, qu’Ustaritz fut un centre économique important, justifiant la présence d’hommes de loi (juges, avocats, notaires, greffiers et huissiers) et de toute une population participant au commerce, avec, outre les marchands et muletiers, des aubergistes, des artisans et des mariniers. Tout cet édifice s’écroula avec l’avènement de la Révolution et le rétablissement de la primauté administrative et judiciaire de Bayonne, parallèlement aux dommages subis durant les guerres de la Révolution avec l’Espagne. Il fallut attendre le début du XIXe siècle pour percevoir un renouveau économique.

### Révolution française et Empire
La loi du 4 mars 1790, qui détermine un nouveau paysage administratif de la France en créant des départements et des districts, décide de la naissance du département des Basses-Pyrénées en réunissant le Béarn, les terres gasconnes de Bayonne et de Bidache, et les trois provinces basques françaises. Pour ces dernières, trois districts sont créés : Mauléon, Saint-Palais et Ustaritz, qui remplace dès lors le bailliage du Labourd. Le district d'Ustaritz est alors composé des cantons de Bardos, Biarritz, Cambo, Espelette, Hasparren, Macaye, Mouguerre, Sare, Saint-Jean-de-Luz, Saint-Pée-sur-Nivelle, Urrugne, Ustaritz et Bayonne. Le canton d'Ustaritz est quant à lui constitué des communes d'Arbonne, Jatxou, Ustaritz et Villefranque. Le siège d'Ustaritz est transféré presque immédiatement à Bayonne, la capitale historique de la province du Labourd dont elle avait été séparée par Richard Cœur de Lion à la fin du XIIe siècle. Son Directoire incite un grand nombre de municipalités à adopter de nouveaux noms conformes à l'esprit de la Révolution. Ainsi Ustaritz devient Marat-sur-Nive.
En 1813, Ustaritz est occupée par les troupes portugaises, s'opposant aux troupes napoléoniennes. L'occupation se déroule sans exaction. En mars 1815, durant le sursaut des Cent-Jours, un contingent espagnol sous les ordres du comte de Labisbal, franchit la Bidassoa et s’avance jusqu'à Anglet et Ustaritz. Louis-Antoine d'Artois, duc d'Angoulême, intervient alors auprès du monarque espagnol, Ferdinand VII, et les troupes espagnoles battent en retraite pacifiquement.

### Époque contemporaine

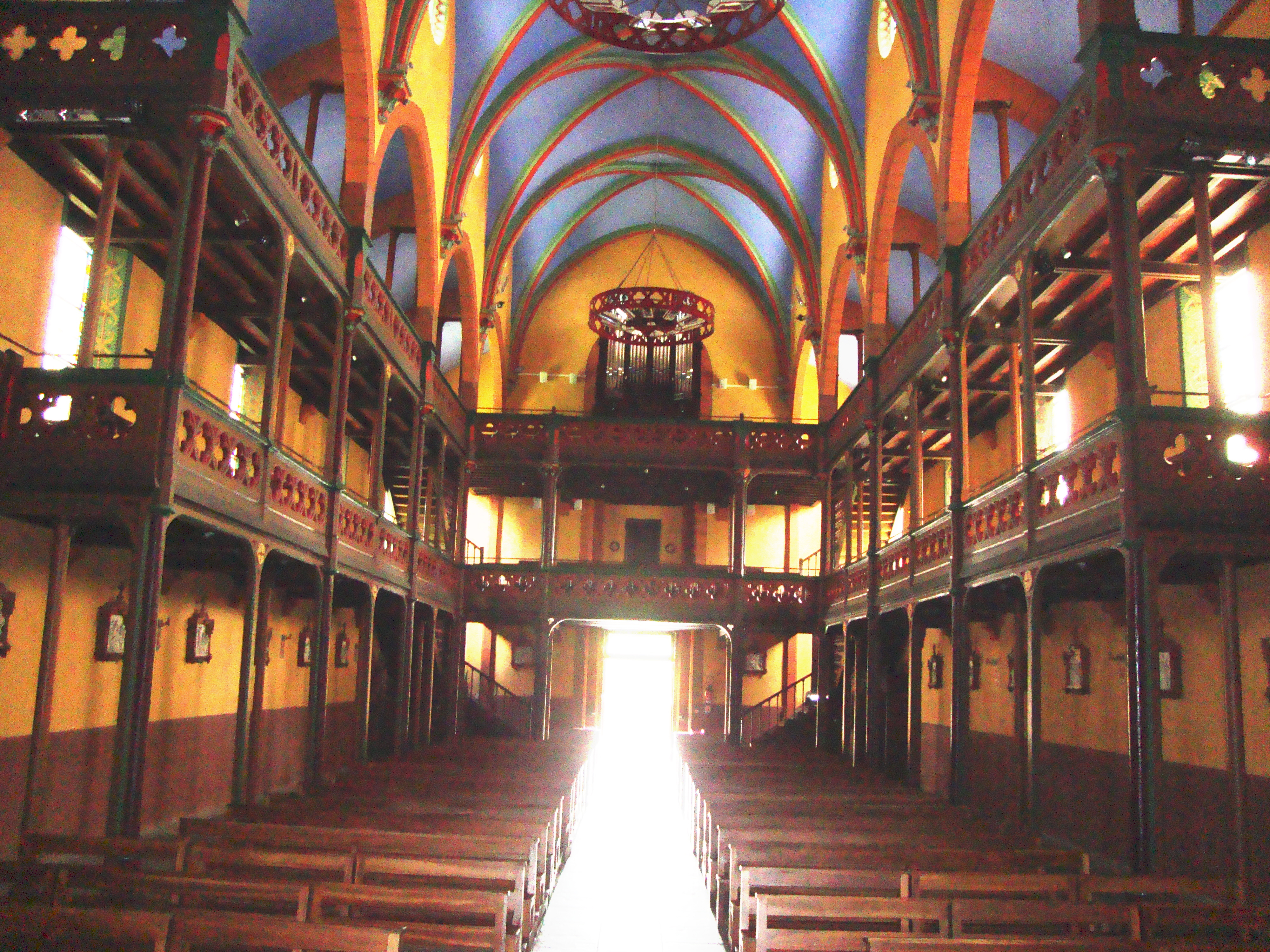
Intérieur de l’église Saint-Vincent. Les supports des galeries sont en fonte.

Le renouveau dont il a été fait mention plus haut, après la dépression liée à la perte du statut de capitale de la province et à la cessation du trafic commercial avec l’Espagne, se construit en trois étapes. En effet, la décadence générée par la Révolution avait ruiné la commune et entraîné le départ, voire l’expatriation d’une partie importante de la population uztariztare. Les deux guerres carlistes de la première partie du XIXe siècle poussèrent un grand nombre de réfugiés espagnols de langue basque vers la France, qui se fixèrent en particulier à Ustaritz. D’autre part, à cette même époque — 1829 — les Filles de la Croix installèrent sur la commune la seconde maison de leur ordre, rue Hiribehere,. Le couvent amena ensuite la création d’un pensionnat, d’un hospice et d’un orphelinat. Enfin, revenant principalement du Mexique et du Chili, ceux que l'on appela alors les Américains, jeunes gens poussés à l’expatriation par la décadence de la commune, furent de retour au pays, riches de leur expérience et de capitaux, qui stimulèrent l’économie locale. Ils furent à l’origine de la construction de nombre de villas, à l’architecture et au nom parfois insolites, tels la Guadeloupe, Lota, Arauco, Talcahuano ou encore Valparaiso. On leur doit également la construction de l’église paroissiale néo-gothique, en remplacement de l’église primitive, la nouvelle église se caractérisant par une des toutes premières utilisations de la fonte en architecture.

## Politique et administration

### Situation administrative
Ustaritz est le chef-lieu du canton éponyme, qui compte 9 communes et 24 828 habitants au recensement de 2011. Depuis 2001, Bernard Auroy, ancien maire d'Ustaritz, est conseiller général du canton. La commune est rattachée à l'arrondissement de Bayonne et à la 6e circonscription des Pyrénées-Atlantiques, dont la députée est Sylviane Alaux (PS), depuis 2012.

### Tendances politiques et résultats
Ustaritz présente un profil politique en évolution, privilégiant les candidats de gauche aux élections présidentielles et aux dernières élections législatives, alors que les élections législatives précédentes avaient vu la victoire d'un candidat de droite. De même, les éditions de 2010 et de 2004 des élections régionales voient la victoire d’un candidat de gauche, et en 2014, les élections municipales ont porté au pouvoir une liste sans étiquette, alors qu’en 2008, l’électorat avait choisi une liste divers droite. Les électeurs ont plus voté pour la liste socialiste que le reste du département lors des dernières élections régionales (50,77 % pour la liste menée par Alain Rousset dans les Pyrénées-Atlantiques contre 52,56 % à Ustaritz). D’autre part, les partis politiques basques ne sont pas représentés lors des scrutins locaux.

#### Élections présidentielles les plus récentes
Lors du second tour de l'élection présidentielle de 2007, Nicolas Sarkozy, UMP, élu, a obtenu 48,69 % des suffrages et Ségolène Royal, PS, 51,31 % des suffrages ; le taux de participation est de 88,05 %.
Lors du second tour de l'élection présidentielle de 2012, François Hollande, PS, élu, a obtenu 56,26 % des suffrages et Nicolas Sarkozy, UMP, 43,74 % des suffrages ; le taux de participation est de 84,55 %.

#### Élections municipales les plus récentes
Le nombre d'habitants lors des derniers recensements étant compris entre 5 000 et 9 999 habitants, le nombre de membres du conseil municipal est de 29.
Aux élections municipales de 2008, la liste de Dominique Lesbats, dont la liste LDVD a obtenu 20 sièges sur 29, a rassemblé au second tour 35,73 % des suffrages ; aucun siège n’a été attribué au premier tour ; le taux de participation est de 76,79 %.
Aux élections municipales de 2014, la liste de Bruno Carrère, dont la liste LDIV a obtenu 22 sièges sur 29, a rassemblé au second tour 45,61 % des suffrages ; aucun siège n’a été attribué au premier tour ; le taux de participation est de 74,35 %. La liste LDIV présentée obtient deux sièges au conseil communautaire, et la liste LDVD, un. Bruno Carrère est élu à la tête de la municipalité.

### Instances judiciaires et administratives
Dans le ressort de la cour d'appel de Pau, Ustaritz relève de Bayonne pour toutes les juridictions, à l'exception du tribunal administratif, de la cour d’appel et de la cour d’assises, situés tous les trois à Pau et de la cour administrative d'appel de Bordeaux.
La commune se trouve dans la circonscription de gendarmerie de Bayonne et la brigade de proximité la plus proche est établie dans la localité même.
Ustaritz entretient un service de police municipale et accueille une trésorerie principale des impôts.

### Politique environnementale

#### Ordures ménagères
La compétence de collecte des ordures ménagères, des déchets recyclables et la gestion des déchèteries est de la responsabilité de la communauté de communes Errobi, qui adhère au syndicat mixte Bil Ta Garbi pour ce qui concerne le traitement et la mise en décharge des déchets ultimes. L’une des trois déchèteries de la communauté de communes est sise sur le territoire d’Ustaritz. La localité a mis en place un système volontaire de tri sélectif, par l’installation de conteneurs.

#### Qualité de l’eau
Ustaritz adhère au syndicat mixte de l’usine de la Nive (SMUN), auquel elle délègue la production d’eau potable. Ce syndicat délègue depuis 2009, la gestion et l’exploitation de l’eau potable à la Lyonnaise des Eaux dans le cadre d’un contrat d’affermage. Le syndicat mixte d’alimentation en eau potable URA assure la gestion de la totalité du réseau d’adduction en eau potable.
Une station de captage d’eau est située sur le territoire communal (forage Errepira), sur la rive gauche de la Nive, à quelques dizaines de mètres en amont du seuil d’Haitze, assurant un débit nominal unitaire de 1 800 m3/h. Selon le bilan de la qualité des eaux établi en 2009 par la direction départementale des Affaires sanitaires et sociales (DDASS), l’eau issue de l’usine de traitement de la Nive est « de bonne qualité bactériologique, mais a présenté à deux reprises une teneur anormale de bromates […] ». Ustaritz est également alimentée par les eaux provenant de la source du Laxia située sur le territoire de Bayonne.
La commune est en partie équipée d’un réseau public d’assainissement des eaux usées. La station d’épuration intercommunale (Halsou, Jatxou, Larressore et Ustaritz), est installée sur le territoire de la commune. Les eaux traitées sont ensuite redirigées vers la Nive. L’extension et la modernisation du réseau de collecte et de traitement des eaux usées sont également de la responsabilité du syndicat mixte d’alimentation en eau potable URA, qui a, là encore, délégué l’exercice de sa mission à la Lyonnaise des Eaux.

### Finances locales
Ustaritz appartient à la strate des communes ayant une population comprise entre 5 000 et 10 000 habitants. Le tableau ci-dessous montre le résultat comptable par habitant sur dix années (période 2004 - 2013), ainsi que le solde de financement des investissements, toutes données comparées à la moyenne de la strate.
Comptes de la commune d’Ustaritz de 2004 à 2013.
Résultats exprimés en €/habitant.
| Années | Résultat comptable | Résultat comptable   | Besoin () ou capacité () de · financement des investissements | Besoin () ou capacité () de · financement des investissements | Capacité d'autofinancement (CAF) | Capacité d'autofinancement (CAF) |
| Années | Ustaritz           | Moyenne de la strate | Ustaritz                                                      | Moyenne de la strate                                          | Ustaritz                         | Moyenne de la strate             |
| --- | ------------------ | -------------------- | ------------------------------------------------------------- | ------------------------------------------------------------- | -------------------------------- | -------------------------------- |
| 2004 | 32                 | 156                  | 16                                                            | 10                                                            | 66                               | 185                              |
| 2005 | 42                 | 163                  | 74                                                            | 3                                                             | 73                               | 200                              |
| 2006 | 92                 | 184                  | 71                                                            | 25                                                            | 118                              | 222                              |
| 2007 | 45                 | 170                  | 191                                                           | 1                                                             | 75                               | 206                              |
| 2008 | 162                | 155                  | 157                                                           | 6                                                             | 195                              | 195                              |
| 2009 | 108                | 153                  | 71                                                            | 29                                                            | 133                              | 195                              |
| 2010 | 108                | 164                  | 303                                                           | 15                                                            | 145                              | 223                              |
| 2011 | 21                 | 160                  | 183                                                           | 3                                                             | 61                               | 200                              |
| 2012 | 2                  | 149                  | 61                                                            | 15                                                            | 31                               | 190                              |
| 2013 | 78                 | 137                  | 54                                                            | 28                                                            | 112                              | 181                              |
| Sources des données : les comptes des communes - Ustaritz. Strate : communes de 5 000 à 10 000 habitants. |                    |                      |                                                               |                                                               |                                  |                                  |

| Taxe | Taux voté à Ustaritz | Taux moyen de la strate |
| --- | -------------------- | ----------------------- |
| d'habitation | 10,37 %              | 14,41 %                 |
| foncière sur le bâti | 11,33 %              | 20,80 %                 |
| foncière sur le non-bâti | 33,30 %              | 57,75 %                 |
| Sources des données : les comptes des communes - Ustaritz. Taxes en pourcentage de la valeur locative cadastrale. Strate : communes de 5 000 à 10 000 habitants appartenant à un groupement fiscalisé. |                      |                         |

Les remarques suivantes sont toujours faites en comparant Ustaritz aux autres communes de la même strate (communes de 5 000 à 10 000 habitants) :
- la séquence des données montre une situation financière moins favorable que la moyenne de la strate à l'exception de 2008, le résultat comptable annuel se positionnant au-dessous du résultat moyen de la strate ;
- le taux de la taxe d’habitation est significativement inférieur au taux moyen de la strate ;
- le poids de l'impôt foncier, tant pour les propriétés bâties que non-bâties, est nettement inférieur à la moyenne ;
- l'annuité de la dette par habitant (138 €) est supérieur à la moyenne de la strate (112 €).

### Intercommunalité
Ustaritz fait partie de neuf structures intercommunales, dont la communauté de communes Errobi, qui regroupe onze communes et dont les compétences statutaires s’étendent au soutien et à l’accompagnement du développement économique du territoire qu’elle gère et organise, à la promotion de la langue basque, à la collecte et au traitement des déchets, ce dernier étant transféré au syndicat mixte Bil Ta Garbi, à l’entretien des rivières et à la gestion de l’eau, qui par contrat d’affermage a été confié à la Lyonnaise des Eaux, et enfin au soutien au développement du logement social.
En sus de son adhésion, la commune accueille le siège du syndicat intercommunal pour la construction et la gestion d'établissements d'accueil pour personnes âgées Eliza-Hegi, ainsi que ceux du syndicat mixte d'alimentation en eau potable URA d'une part, du syndicat mixte d'assainissement collectif et non collectif URA (à la carte) d'autre part, et enfin du syndicat mixte du bassin versant de la Nive.
Enfin, Ustaritz adhère au syndicat d'énergie des Pyrénées-Atlantiques, au syndicat intercommunal pour la gestion du centre Txakurrak — auquel a été confiée la gestion de la fourrière intercommunale, dont la responsabilité opérationnelle a été transférée à l'association Animaux Assistance Europe — au syndicat intercommunal pour le soutien à la culture basque, dont le siège est à Bayonne, et enfin au syndicat mixte de la Nive maritime.

### Jumelages
Au 18 décembre 2014, Ustaritz est jumelée avec  Tolosa (Espagne) depuis 1989,.

## Population et société

### Démographie
L'évolution du nombre d'habitants est connue à travers les recensements de la population effectués dans la commune depuis 1793. Pour les communes de moins de 10 000 habitants, une enquête de recensement portant sur toute la population est réalisée tous les cinq ans, les populations de référence des années intermédiaires étant quant à elles estimées par interpolation ou extrapolation. Pour la commune, le premier recensement exhaustif entrant dans le cadre du nouveau dispositif a été réalisé en 2008.

En 2022, la commune comptait 7 684 habitants, en évolution de +12,57 % par rapport à 2016 (Pyrénées-Atlantiques : +3,78 %, France hors Mayotte : +2,11 %).
| 1793  | 1800  | 1806  | 1821  | 1831  | 1836  | 1841  | 1846  | 1851  |
| ----- | ----- | ----- | ----- | ----- | ----- | ----- | ----- | ----- |
| 1 877 | 1 539 | 1 583 | 1 826 | 1 940 | 2 154 | 2 348 | 2 465 | 2 259 |

| 1856  | 1861  | 1866  | 1872  | 1876  | 1881  | 1886  | 1891  | 1896  |
| ----- | ----- | ----- | ----- | ----- | ----- | ----- | ----- | ----- |
| 2 424 | 2 272 | 2 327 | 2 265 | 2 342 | 2 453 | 2 590 | 2 514 | 2 507 |

| 1901  | 1906  | 1911  | 1921  | 1926  | 1931  | 1936  | 1946  | 1954  |
| ----- | ----- | ----- | ----- | ----- | ----- | ----- | ----- | ----- |
| 2 485 | 2 399 | 2 322 | 2 105 | 2 062 | 2 546 | 2 505 | 2 508 | 2 754 |

| 1962  | 1968  | 1975  | 1982  | 1990  | 1999  | 2006  | 2008  | 2013  |
| ----- | ----- | ----- | ----- | ----- | ----- | ----- | ----- | ----- |
| 2 393 | 2 477 | 2 841 | 3 353 | 4 263 | 4 984 | 5 458 | 5 576 | 6 362 |

| 2018  | 2022  | - | - | - | - | - | - | - |
| ----- | ----- | - | - | - | - | - | - | - |
| 6 818 | 7 684 | - | - | - | - | - | - | - |

La population a presque doublé sur les 30 dernières années, avec l’arrivée de 2 941 habitants entre 1982 et 2012, soit un accroissement moyen de près de 100 habitants par an. Cette forte croissance démographique est due au solde migratoire excédentaire important, conforté par un solde naturel globalement positif. Cette croissance témoigne d’une forte attractivité de cette commune résidentielle au caractère agricole, située à proximité de la bande littorale.
|                                           | 1968 - 1975 | 1975 - 1982 | 1982 - 1990 | 1990 - 1999 | 1999 - 2009 |
| Taux de variation annuel de la population | + 2,0       | + 2,4       | + 3,0       | + 1,8       | + 1,8       |
| Solde naturel                             | + 0,1       | + 0,3       | + 0,0       | - 0,1       | + 0,2       |
| Solde migratoire                          | + 1,9       | + 2,1       | + 3,0       | + 1,9       | + 1,7       |

### Enseignement

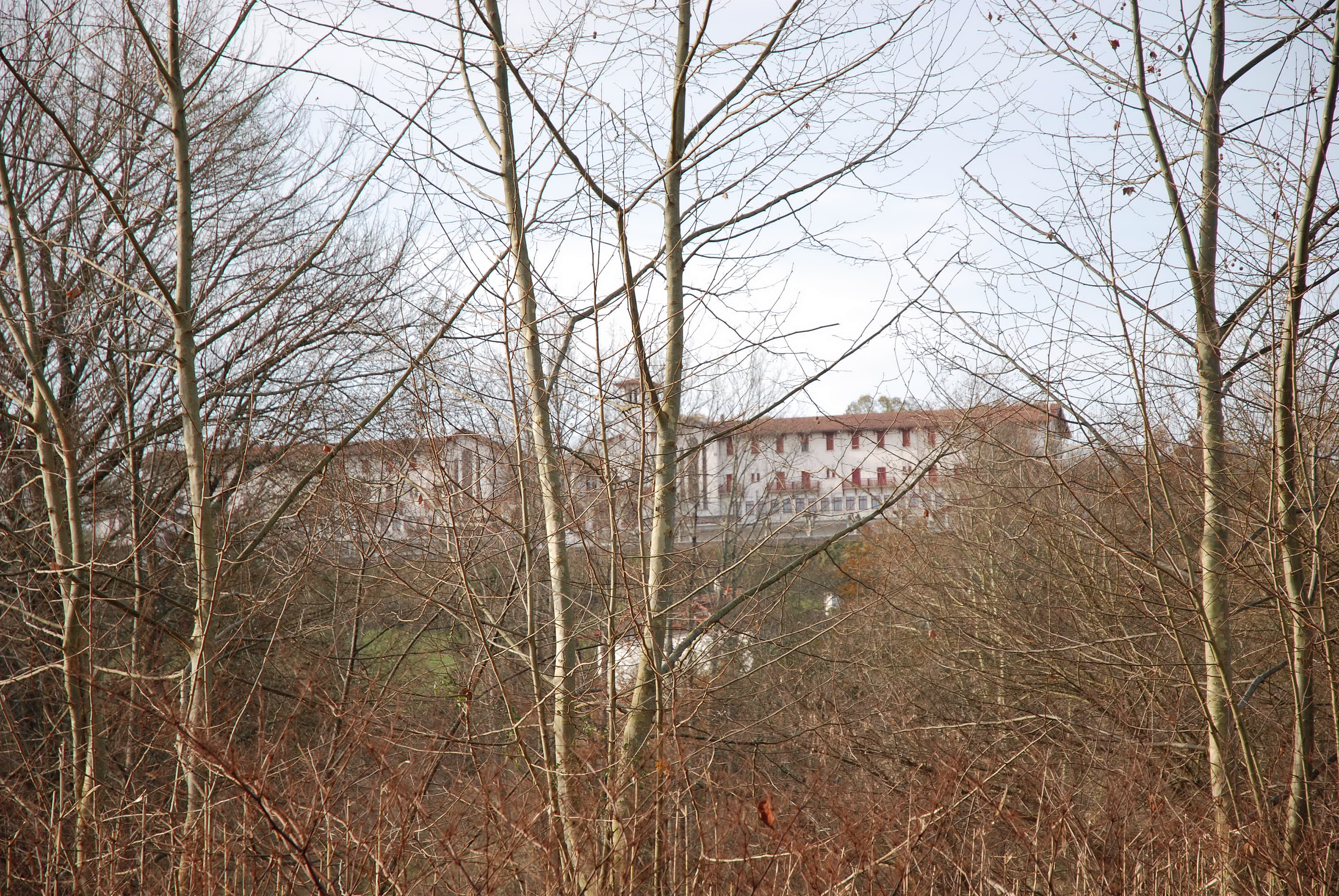
Le collège Saint-François-Xavier.

La commune d’Ustaritz est rattachée à l’académie de Bordeaux, dans la zone A du calendrier scolaire.  Elle compte cinq écoles primaires, dont trois écoles publiques — Idekia (au centre d'Ustaritz), et dans les quartiers Hérauritz (Heraitze) et Arrauntz (Arruntza) — ainsi que deux écoles privées, Saint-Vincent et ikastola Louis-Dassance, au centre d'Ustaritz. Les écoles publiques Idekia et Arrauntz et l’école privée Saint-Vincent dispensent au choix un enseignement en français ou un enseignement bilingue basque et français. L’école publique Hérauritz dispense uniquement un enseignement en français. L’école privée ikastola Louis-Dassance dispense uniquement un enseignement en langue basque.
En ce qui concerne l'enseignement secondaire et supérieur, le collège privé Saint-François-Xavier, est un vénérable établissement qui a fêté ses 280 ans en 2013. Le lycée privé Saint-Joseph, propose un brevet de technicien supérieur (BTS), en négociation relation clientèle,. Le centre de formation d'apprentis (CFA) aux métiers commerciaux et financiers et le centre de formation pour adultes Etcharry, géré par l’association pour la formation en milieu rural, sont également présents sur le territoire de la commune,. L’ensemble du secteur d’enseignement regroupe près de 1 300 élèves en 2013.
Le centre de rééducation motrice d'Hérauritz accueille des élèves déficients moteur âgés de 12 à 20 ans.

### Manifestations culturelles et festivités

Festivités à Ustaritz (sélection).
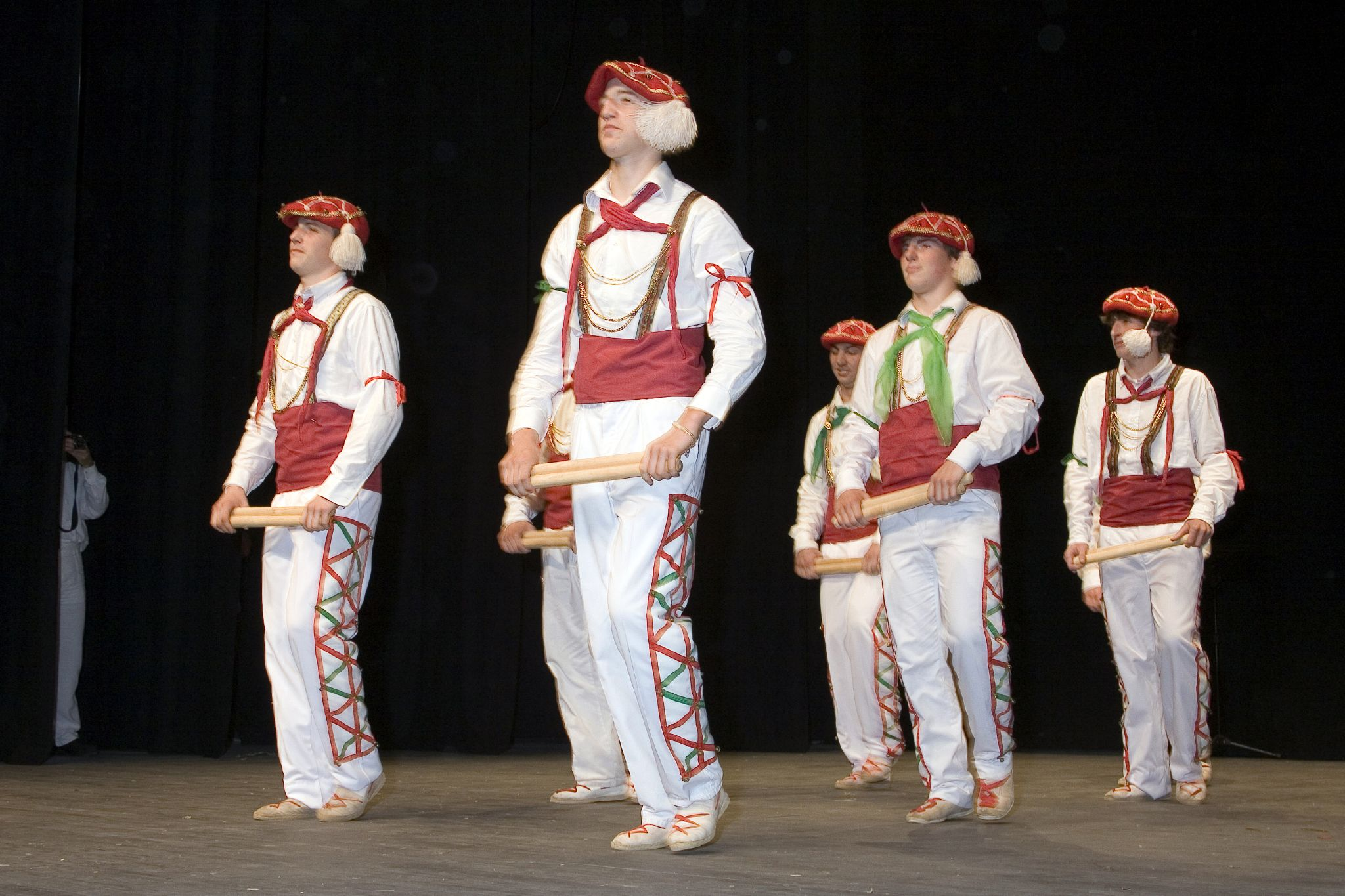
Les Kaskarotak - Dantzariak.
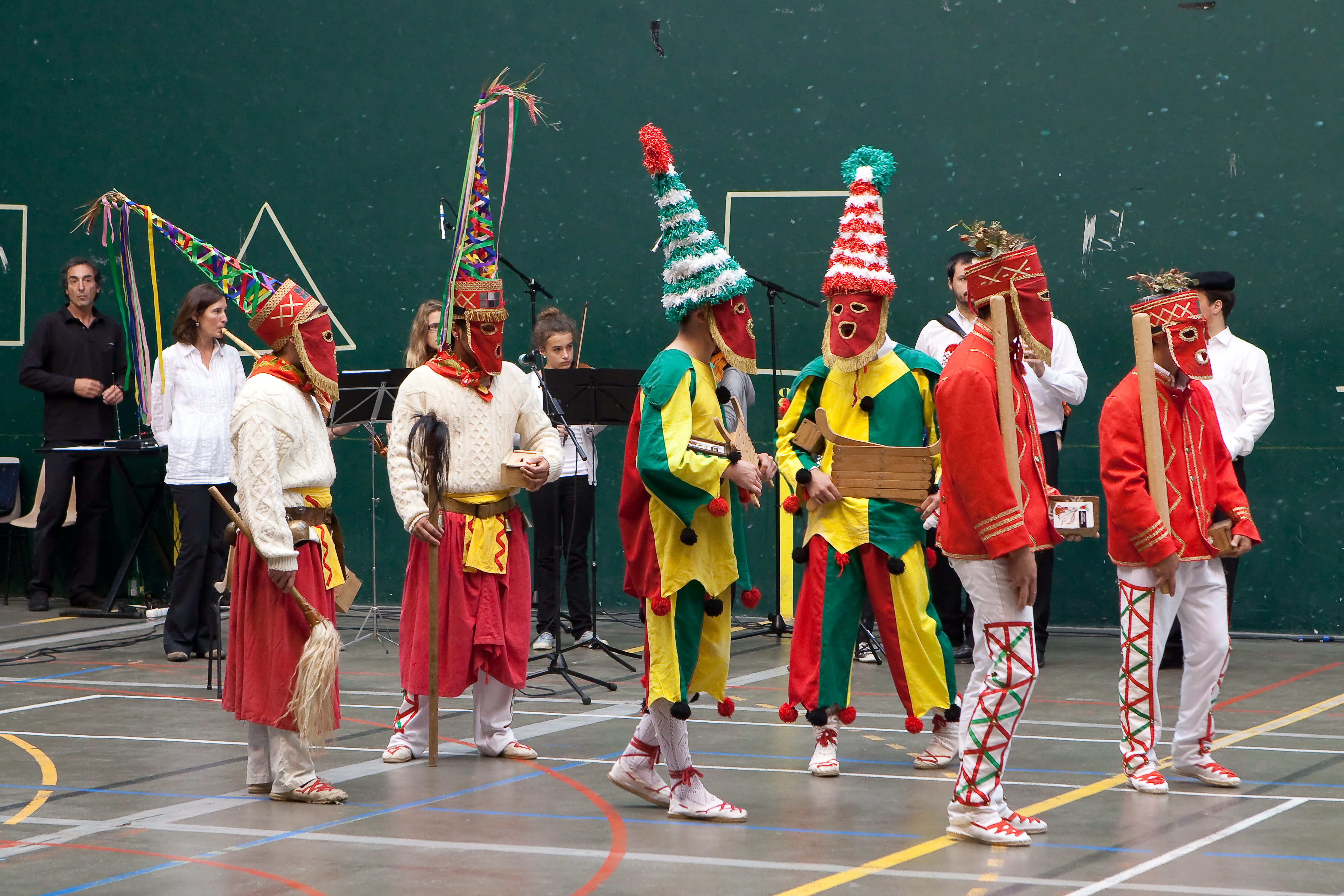
Kaskarotak - Les quêteurs..

Depuis 1985, dans le cadre du festival Hartzaro (« le réveil de l'ours »), qui rythme en février ou mars la fin de l’hiver, ont lieu en particulier des joutes de bertsolari, des concours gastronomiques ; des groupes musicaux et de danses ainsi que des ensembles de carnavaliers venus de tout le Pays basque s'y produisent.
Le carnaval (Ihauteria) d'Ustaritz célèbre chaque année l’arrivée du printemps et s’inscrit dans une tradition multiséculaire avec le défilé des kaskarots de maison en maison. La tradition du Zanpantzar, immolé à la fin des fêtes, attire chaque année des milliers de spectateurs le jour du mardi gras.
Le premier dimanche du mois d'octobre, a lieu le Lapurtarren Biltzarra (« biltzar labourdin »), qui a fêté ses 35 ans en 2014. Cette fête rassemble tous les Uztariztars et les jeunes de l'ensemble de la province du Labourd, autour d'un défilé matinal de chars souvent utilisés comme moyens de contestation politique des élus, d’un repas organisé par l'ikastola Louis Dassance et de nombreuses animations musicales.

### Santé
La commune dispose d'un environnement médical fourni. En février 2013, on dénombre en effet cinq médecins, quatre dentistes, deux pharmacies, neuf infirmières et cinq masseurs kinésithérapeutes.
D'autre part, le centre d'Hérauritz est un établissement médico-social qui comprend un centre de rééducation motrice pour enfants et adolescents et une maison d’accueil spécialisée (MAS) s'adressant aux adultes dépendants.
Enfin trois maisons de retraite ont ouvert leurs portes sur la commune.

### Sports

Équipements sportifs d’Ustaritz (sélection).
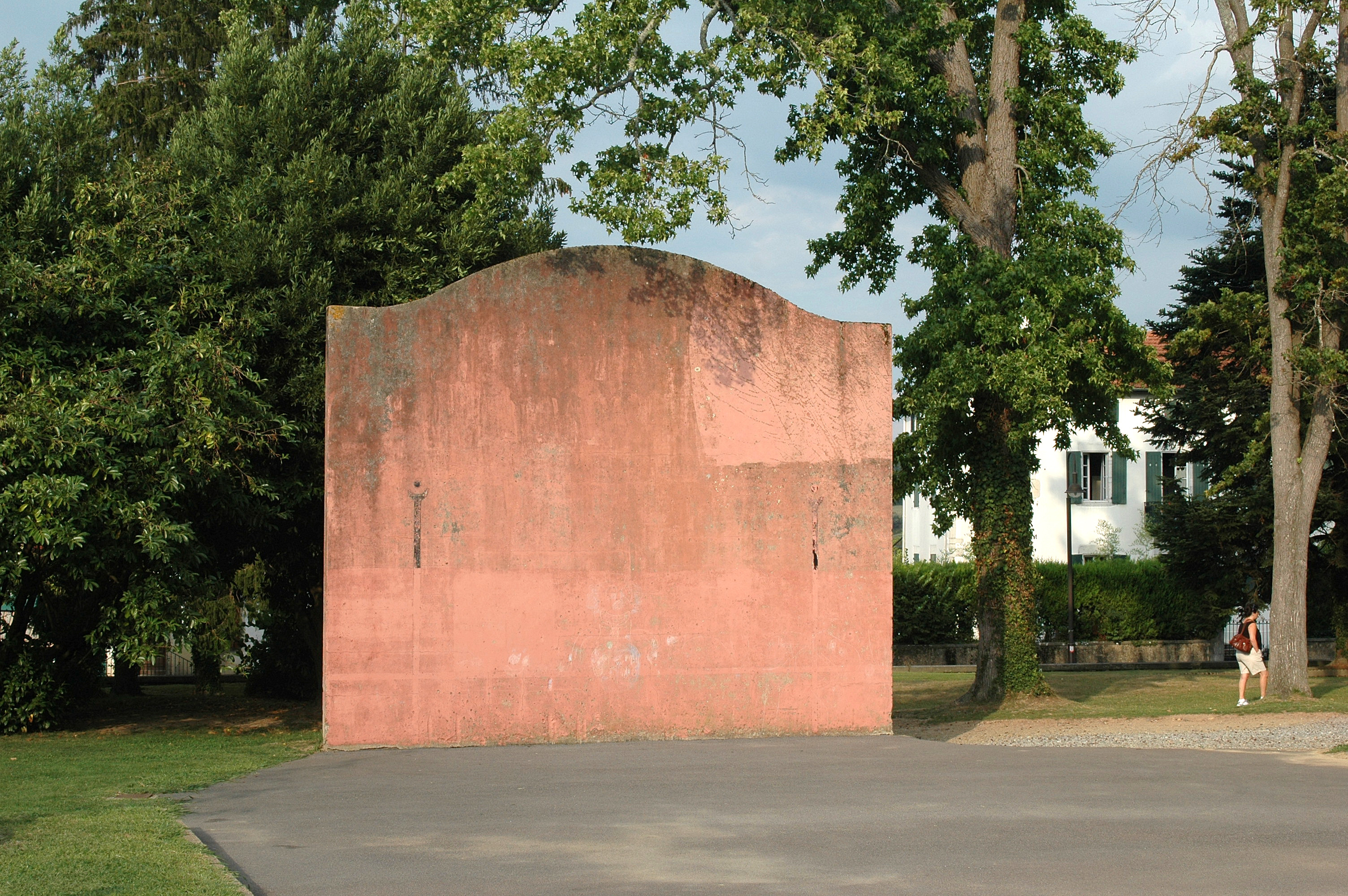
Fronton court.
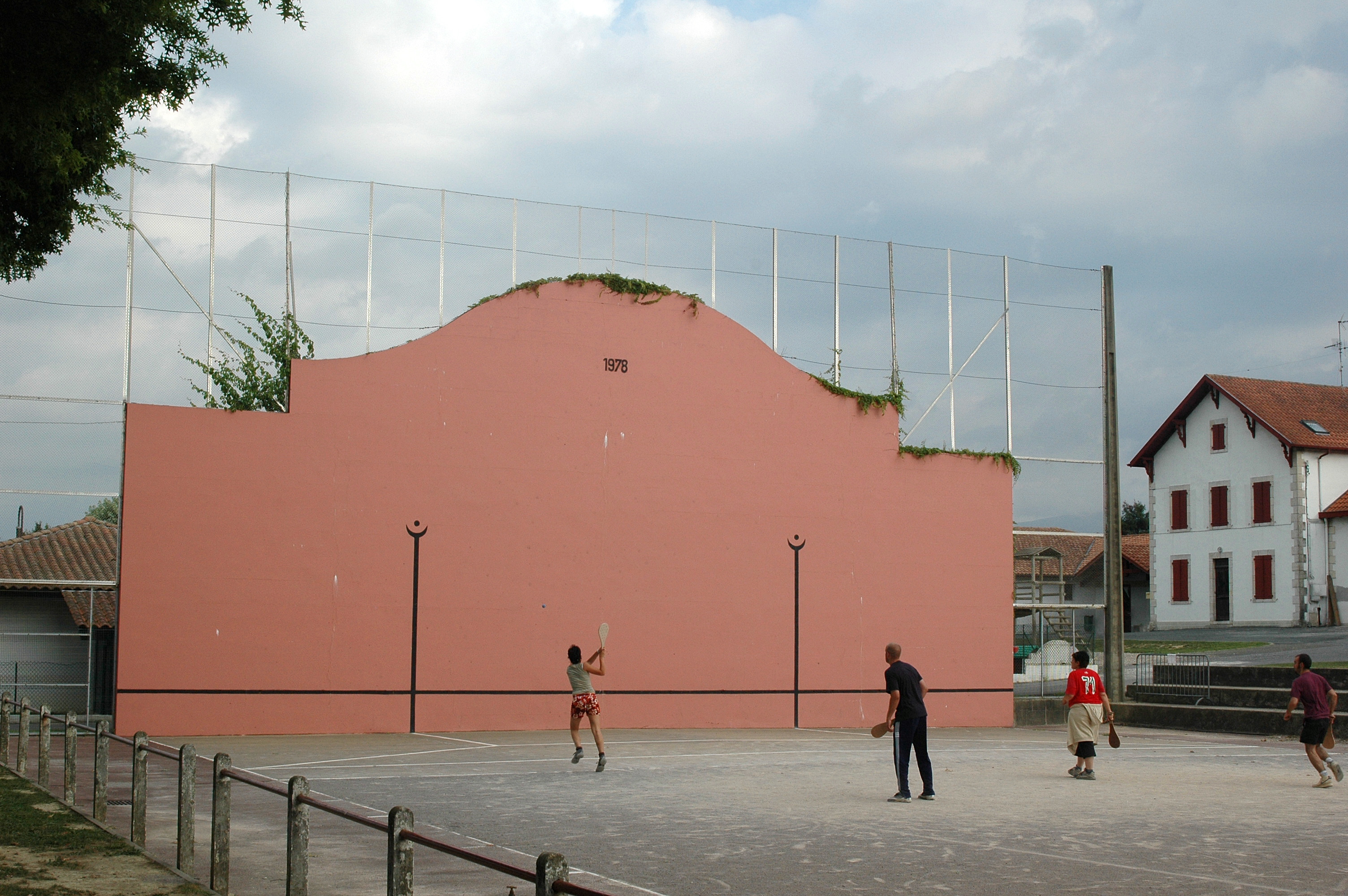
Partie de pala.
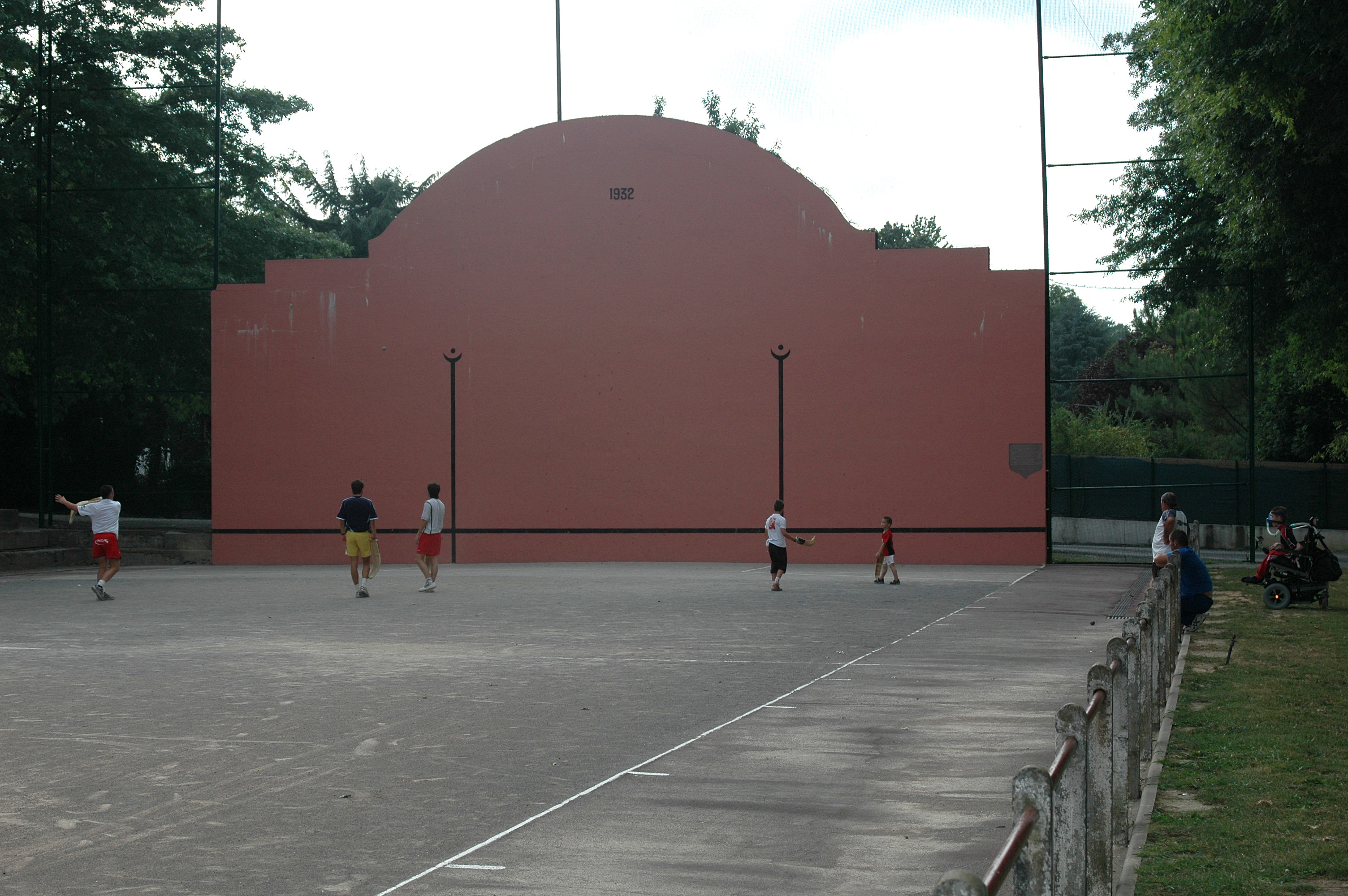
Partie de chistera.
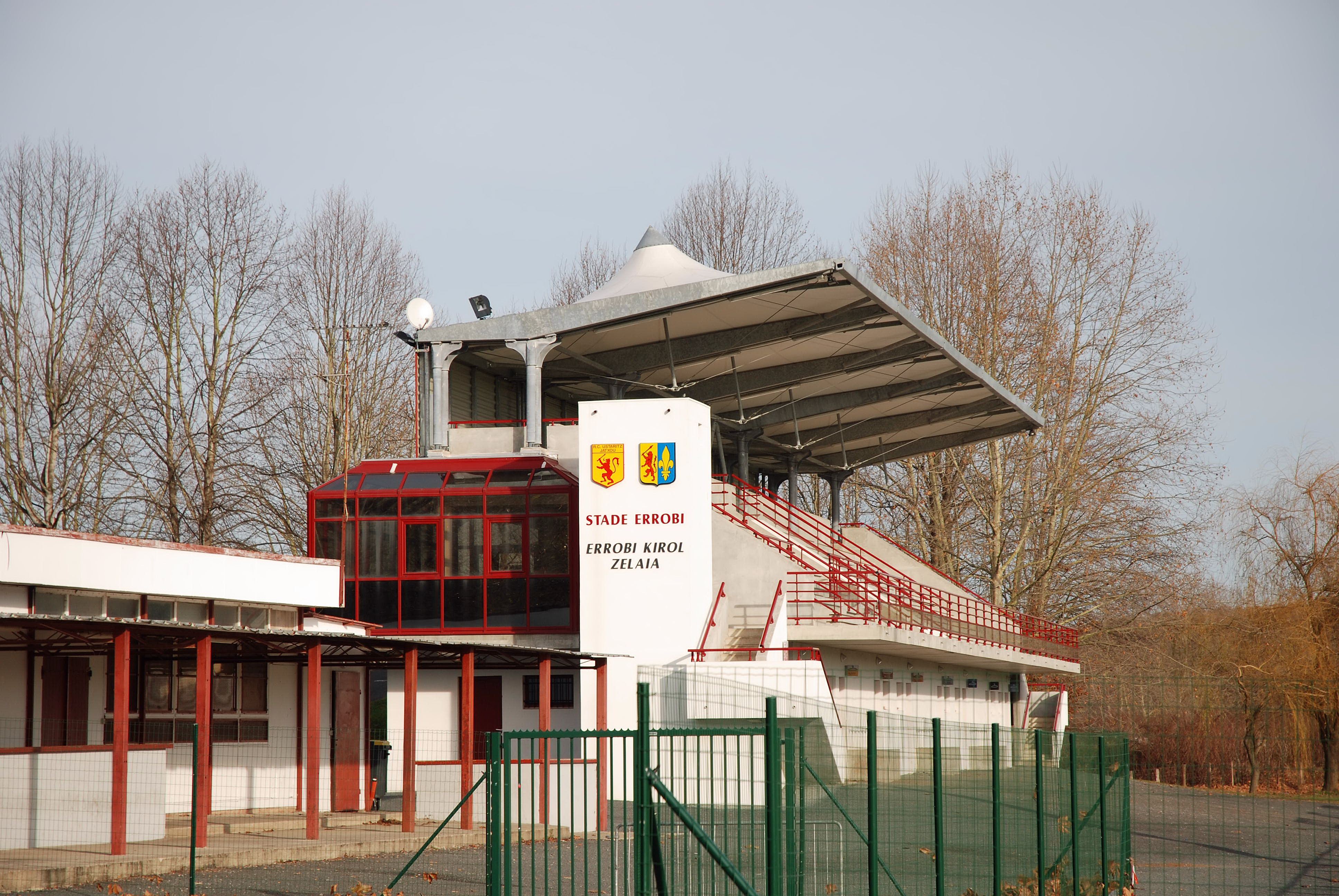
Le stade Errobi.

#### Pelote basque
La ville possède sept frontons — courts ou en place libre — dont une place de rebot, au fronton de l'école Saint-Vincent. De plus, la localité dispose d’un trinquet au quartier Hiribehere et de la salle multifonctions de Kiroleta qui permet d’organiser des compétitions importantes.
En 1933, grâce à son trio Léon Hiribarren - Gaston Heuty - François Etcheverry, Ustaritz est championne de France de yoko garbi,,.

#### Autres sports
Le complexe sportif Landagoyen accueille des activités multisport, des courts de tennis et une piscine couverte. Ustaritz compte également un stade de rugby Errobi et une école de football.
Diverses activités animent la vie sportive de la commune, tels le club hippique Aitz Zaixpy au centre équestre de Sokorondo, l'association sportive Kiroleta et le club de football Laburdins d'Ustaritz Football. D’autres salles sont ouvertes aux sports, telles Asca et Bilgune (danse, arts martiaux, gymnastique).
La révision du PLU de 2013 prévoit le développement d'une plaine sportive, au lieu-dit Etxeparea, qui regroupera notamment des terrains de football, de tennis, ainsi qu’un terrain de pétanque et une aire de jeux et de pique-nique.

### Médias
La radio Gure Irratia, radio de langue basque, a été créée en 1981 par l'association Entzun Ikus à Villefranque, et s'installe en avril 2006 à Ustaritz. Elle développe un réseau à temps plein, toute l'année, avec un auditoire de 30 000 personnes, sur les fréquences de 106.6 et 90.5. Depuis 1999, Gure Irratia a rejoint la fédération Euskal Irratiak.
La radio Lapurdi Irratia, est une radio catholique des paroisses du Labourd (diocèse de Bayonne) ; elle appartient à la Fédération française des radios chrétiennes et émet à partir du collège Saint-François-Xavier sur la fréquence 96,8.

### Cultes
Ustaritz fait partie de la paroisse catholique Saint-Sauveur d’Errobi, qui dépend du diocèse de Bayonne, Lescar et Oloron, suffragant depuis 2002 de l’archidiocèse de Bordeaux. Mgr Marc Aillet est l’évêque de ce diocèse depuis le 15 octobre 2008. La paroisse regroupe les églises d’Halsou, Jatxou, Larressore et d’Ustaritz. Le clergé de l’église du quartier d’Arrauntz et des chapelles d’Hérauritz et de Sainte-Madeleine d’Oxantz célèbre également le culte catholique sur la commune d’Ustaritz.
Le petit séminaire d’Ustaritz est un héritier de celui de Larressore, propriété de l’État depuis 1905 et la loi de séparation avec les Églises. Le centre d’Ustaritz a ouvert ses portes en 1927 et son enseignement perdurera jusque dans les années 1980, avant que l’établissement ne devienne l’actuel collège.
Le couvent de la congrégation des Filles de la Croix (Seroren Komentua) — dites sœurs de Saint-André — s’est installé sur les hauteurs d’Ustaritz dominant la Nive en 1829. Sa maison-mère est située à La Puye (Vienne).

### Activités institutionnelles en place

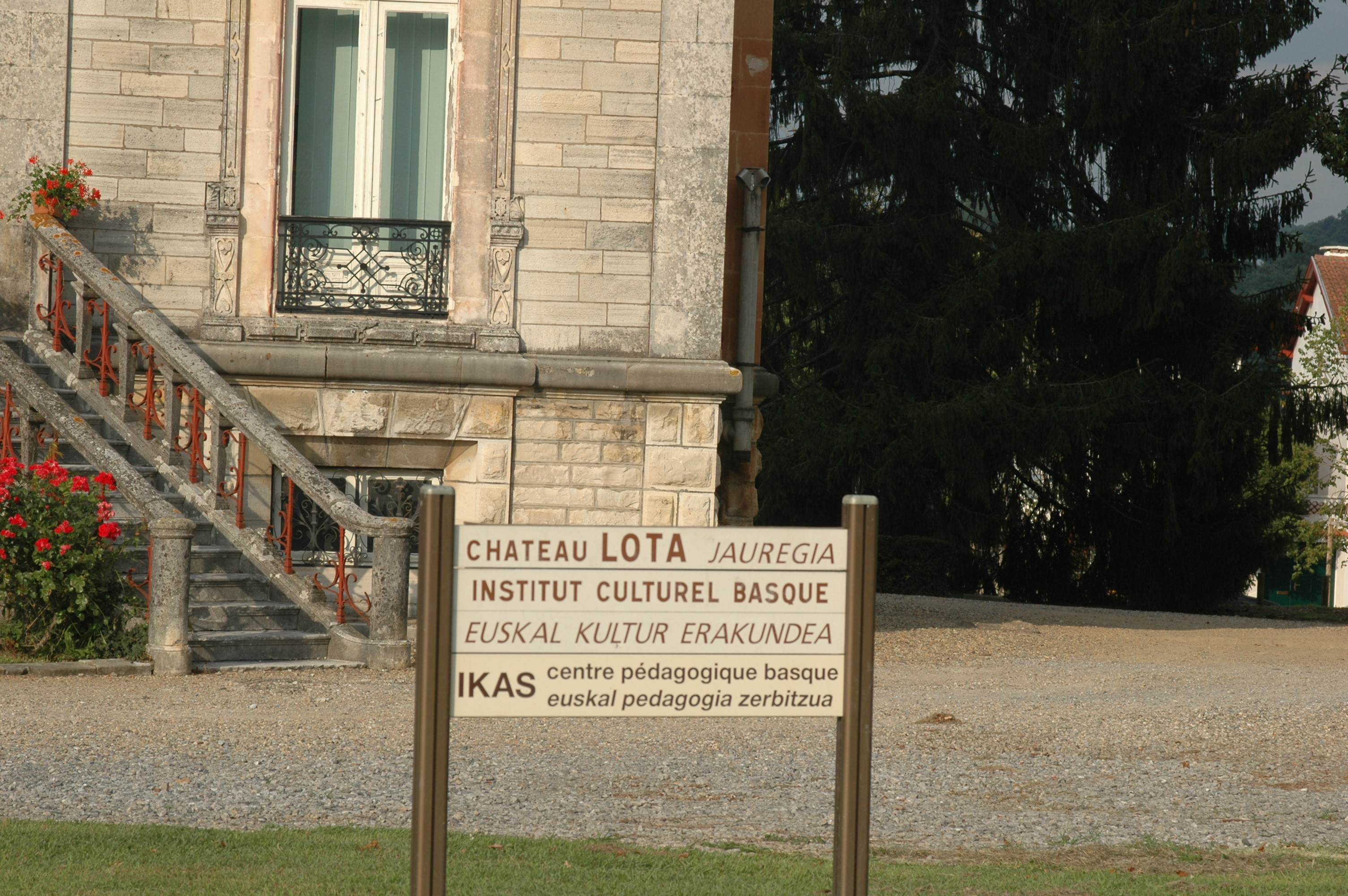
Le château Lota, qui accueille l’Institut culturel basque et l’IKAS.

Le château Lota regroupe l'Institut culturel basque (Euskal kultur erakundea), créé en 1990, et l'IKAS, centre pédagogique basque (Euskal pedagogia zerbitzua) — association loi 1901 sous convention avec l’Office public de la langue basque et l’Éducation nationale.
Le centre Lapurdi, quant à lui, accueille la caisse primaire d'assurance maladie (CPAM), la caisse d'allocations familiales (CAF), une antenne de la caisse régionale d'assurance maladie (CRAM), la Mission avenir jeunes, l'ADL (aide à domicile du Labourd), un relais assistantes maternelles, un conciliateur, la bibliothèque municipale Osasuna, l'office de tourisme, le syndicat d'assainissement d'eau potable URA, un bureau de l'inspection de l'Éducation nationale, un Point information jeunesse (PIJ) et enfin le Trésor public.

## Économie

### Histoire économique
Ustaritz fut très longtemps un centre d'activité important du Pays basque, et un nœud d'échanges économiques avec l'Espagne et le Pays basque français, départ de la route des muletiers vers Bayonne, Ainhoa, le Baztan et Pampelune, résultant d'une activité agricole dynamique et de sa situation privilégiée de port fluvial sur la Nive. Négociants et gens de robes constituèrent sa bourgeoisie aux XVIIe et XVIIIe siècles. En 1245, le cidre est la principale production du village, provenant de l'exploitation des nombreux vergers de la localité. En 1523, Ustaritz expérimente la première culture du maïs en Europe.
La culture de la vigne est relativement tardive dans la commune, son introduction datant du milieu du XVIIIe siècle. Les premiers vignerons venaient de Gascogne, et leur activité connut rapidement un grand succès puisqu'en 1807, Dominique Joseph Garat écrivait : « Imagine la vallée la plus fraîche, la plus riante et la plus féconde, coupée au milieu par une rivière navigable dont les eaux toujours bleues réfléchissent l'azur du plus beau ciel, encadrée par des collines couvertes de vignes et de bois, et par une partie de la chaîne des Pyrénées […] ». Il faut noter que cet engouement a également influencé le style architectural local, puisqu'au moins trois maisons de gardiens de vigne ont été répertoriées. Il s'agit de tours carrées, percées à l'étage de quatre fenêtres, permettant au gardien de surveiller les cultures dans toutes les directions.
La production de chocolat est également une activité prééminente au XIXe siècle et au moins trois ateliers s'activaient dans la localité. Citons, par exemple, la chocolaterie Haïra, active jusque dans les années 1950, qui appartint à la famille Dunatte. Elle doit son essor à Jeanne-Marie Dunatte, qui sut faire apprécier la qualité de la production de la maison à la cour impériale en villégiature à Biarritz.
Enfin, au titre de l'industrie locale aujourd'hui quasiment disparue, il faut citer la meunerie. Ustaritz a compté six moulins sur la Nive ou ses affluents, et la minoterie d'Arquie demeure la seule en activité. Il faut également citer Ibara zabarra, le plus ancien de ces moulins, situé au pied de l’actuelle mairie, Haitzeko ihara à Hérauritz, Xopoloko ihara sur la route de Jatxou et enfin Latseko ihara et Tantonako ihara situés derrière le château d’Haitze.

### Revenus de la population et fiscalité
En 2011, le revenu fiscal médian par ménage était de 33 703 €, ce qui plaçait Ustaritz au 9 682e rang parmi les 31 886 communes de plus de 49 ménages en métropole. En 2009, 42,2 % des foyers fiscaux n'étaient pas imposables.

### Emploi
En 2011, la population âgée de 15 à 64 ans s'élevait à 4 065 personnes, parmi lesquelles on comptait 75,1 % d'actifs dont 67,9 % ayant un emploi et 7,2 % de chômeurs.
On comptait 1 571 emplois dans la zone d'emploi, contre 1 409 en 1999. Le nombre d'actifs ayant un emploi résidant dans la zone d'emploi étant de 2 786, l'indicateur de concentration d'emploi est de 56,4 %, ce qui signifie que la zone d'emploi offre moins d'un emploi par habitant actif,.

### Entreprises et commerces
L’activité économique d’Ustaritz est historiquement agricole. Sous l’influence du dynamisme de l’agglomération de Bayonne-Anglet-Biarritz, son activité se modifie fortement et se diversifie, enregistrant des mutations importantes. En parallèle d'un développement du secteur tertiaire, l’activité industrielle subit un tassement, et l’agriculture voit son importance diminuer.
Au 31 décembre 2011, Ustaritz comptait 611 établissements : 91 dans l’agriculture-sylviculture-pêche, 32 dans l'industrie, 96 dans la construction, 293 dans le commerce-transports-services divers et 99 étaient relatifs au secteur administratif. En 2013, 43 entreprises ont été créées à Ustaritz, dont 32 par des auto-entrepreneurs.
Le tableau ci-dessous détaille les établissements actifs par secteur d'activité au regard du nombre de salariés :
|                                                              | Total | %     | 0 salarié | 1 à 9 salariés | 10 à 19 salariés | 20 à 49 salariés | 50 salariés ou plus |
| ------------------------------------------------------------ | ----- | ----- | --------- | -------------- | ---------------- | ---------------- | ------------------- |
| Ensemble                                                     | 611   | 100,0 | 455       | 127            | 12               | 12               | 5                   |
| Agriculture, sylviculture et pêche                           | 91    | 14,9  | 86        | 4              | 1                | 0                | 0                   |
| Industrie                                                    | 32    | 5,2   | 21        | 8              | 2                | 1                | 0                   |
| Construction                                                 | 96    | 15,7  | 63        | 28             | 1                | 3                | 1                   |
| Commerce, transports, services divers                        | 293   | 48,0  | 214       | 75             | 2                | 1                | 1                   |
| dont commerce et réparation automobile                       | 53    | 8,7   | 37        | 15             | 0                | 0                | 1                   |
| Administration publique, enseignement, santé, action sociale | 99    | 16,2  | 71        | 12             | 6                | 7                | 3                   |
| Champ : ensemble des activités.                              |       |       |           |                |                  |                  |                     |

L'examen de ce tableau amène quelques remarques : l'essentiel de l'activité économique est assuré par des entreprises du secteur tertiaire ; l'agriculture (et pour mémoire, la pêche, compte tenu de la localisation d’Ustaritz), jadis activité dominante de la localité, représente encore aujourd’hui une part importante de la vie économique de la localité (près de 15 %) ; un peu plus de 5 % de l'activité est assuré par des entreprises du secteur industriel, qui reste concentré sur des structures de moins de dix salariés, tout comme les activités liées à la construction ; l'administration publique, l’enseignement, la santé et l’action sociale forment une activité qui regroupe plus de 15 % des entreprises.

#### Agriculture

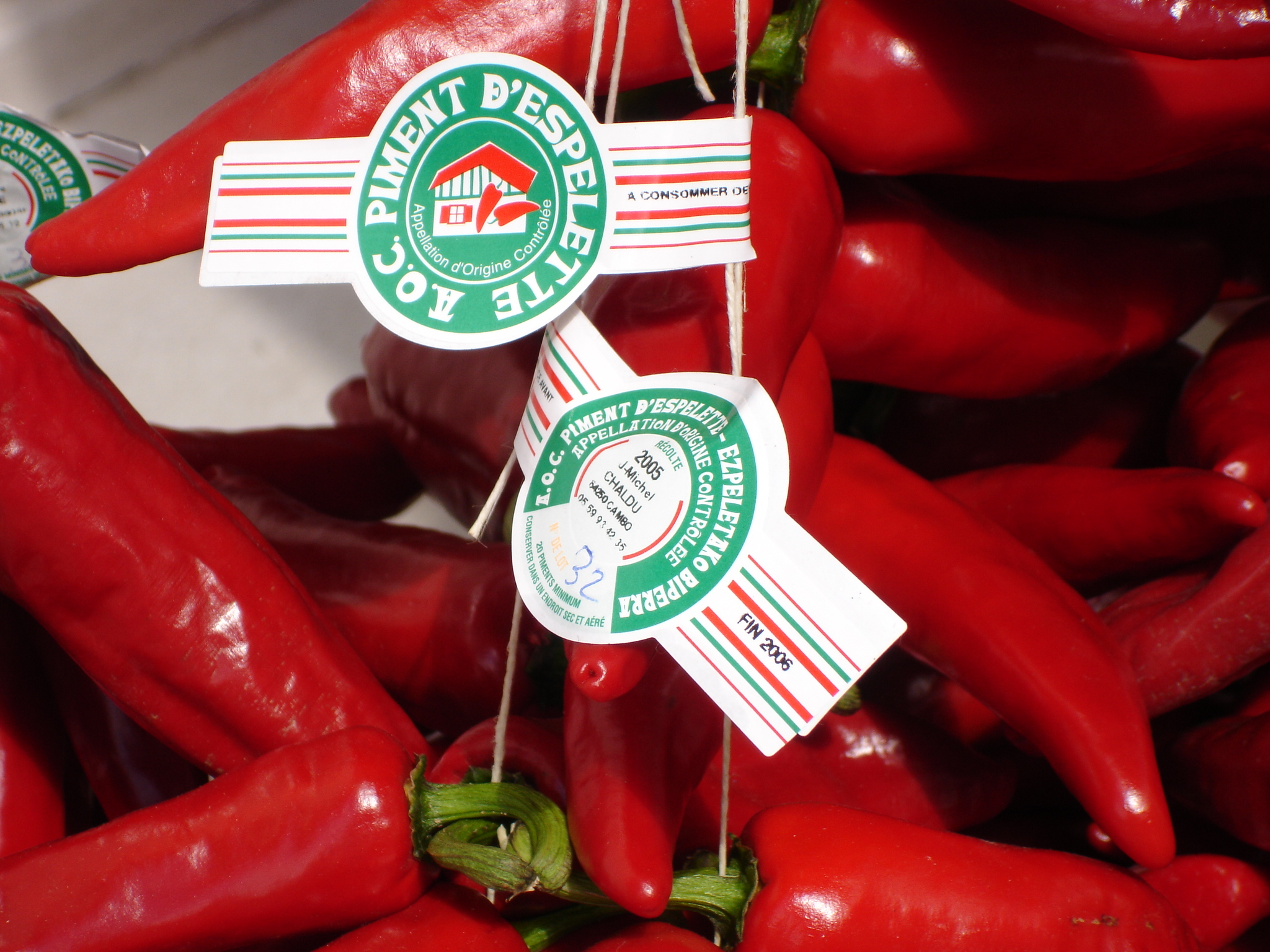
Piments d’Espelette sous AOC.

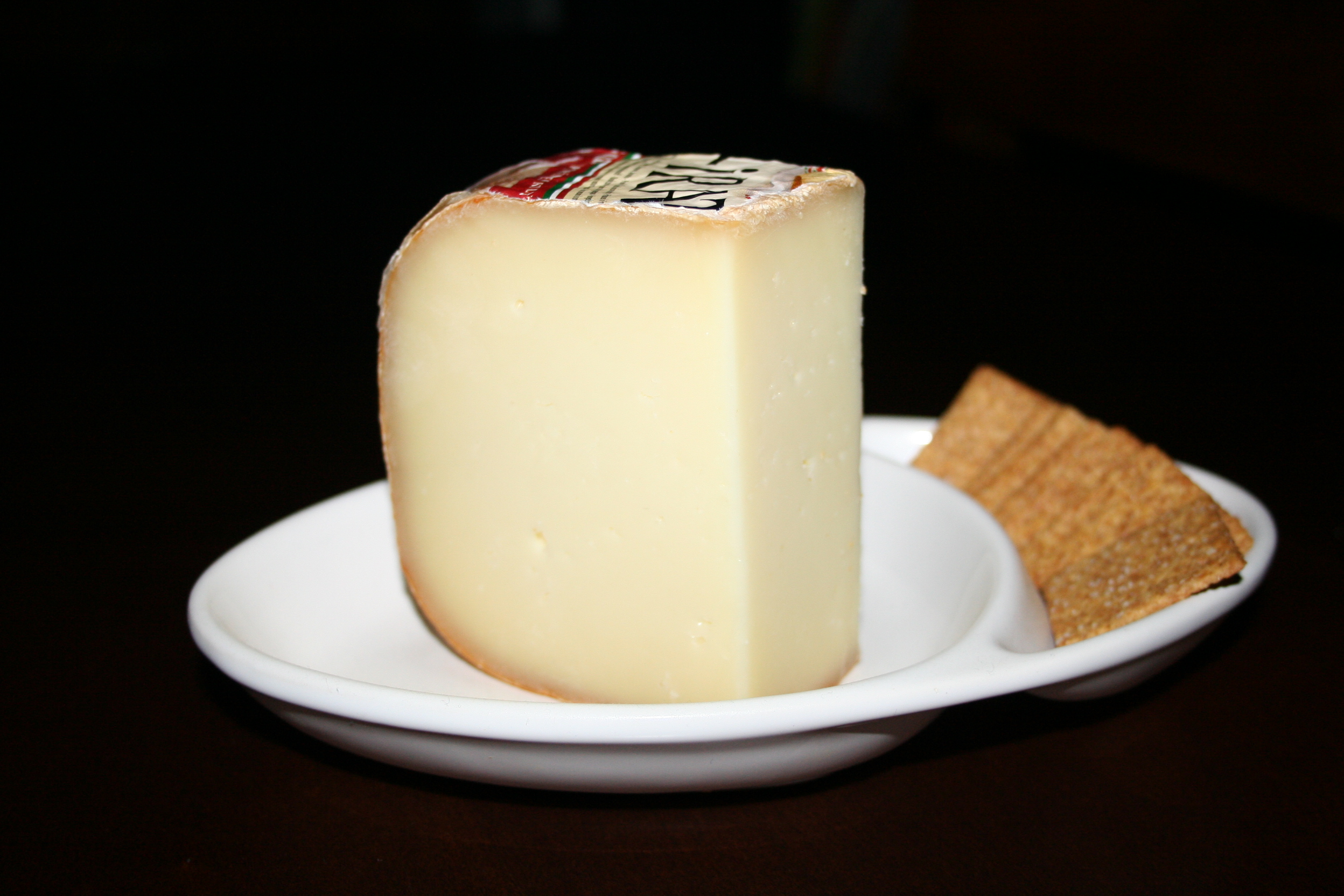
Tomme d’ossau-iraty.

L'activité de la commune est traditionnellement et en grande part agricole. L’utilisation des prairies pour les bovins et l’exploitation de forêts représentent à elles seules près de 70 % de l’occupation du territoire communal. Selon le recensement agricole de 2010, la surface agricole utile (SAU) représente 23 % de la surface de la commune (758 ha sur un total de 3 275 ha). Un tiers seulement de la SAU concerne des terres labourables — maïs (Zea mays) destiné à l’alimentation animale en particulier —, le reste étant consacré au fourrage ou au pâturage. La SAU est en baisse sensible depuis 2000 : - 23 % en 2010 par rapport aux 988 ha de 2000. De même, si le nombre d’exploitations agricoles avait augmenté entre 1988 et 2000, atteignant le nombre de 116, il est depuis en constante régression, descendant à 88 exploitations, la tendance étant supérieure à la moyenne départementale sur la même période (- 24 % vs. - 18 %). En février 2013, 25 % des surfaces exploitées le sont par des agriculteurs de plus de 55 ans sans succession.
On compte, en 2013, 13 bâtiments d’élevage soumis soit au règlement sanitaire départemental, soit, pour l’un d’entre eux destiné à l’élevage de gibier à plumes (faisanderie), au régime des installations classées pour la protection de l’environnement. Ustaritz fait d’autre part partie de l’appellation d'origine contrôlée (AOC) du piment d'Espelette, et en 2011, cinq exploitants cultivaient le piment sur une surface totale de 5,6 ha,. La commune appartient également à la zone AOC de l'ossau-iraty. En février 2013, on compte deux exploitations ovines dont la production bénéficie de cette AOC.
Deux zones sont plus particulièrement consacrées à l’agriculture. Il s’agit de la vallée de la Nive, aux terres fertiles répondant aux besoins hydriques du maïs, et de l’ouest de la localité dont les lisières boisées sont favorables à l’élevage extensif.
L’exploitation des forêts concerne, en 2013, 1 632 ha, soit près de la moitié de la surface du territoire communal (49,8 %). Elle se répartit sur trois massifs boisés principaux, dont la forêt communale (Uztaritzeko Oihana) qui couvre 650 ha au sud-ouest de la commune et dont la gestion est confiée à l’Office national des forêts (ONF) ; les deux autres parcelles boisées sont situées au lieu-dit Kapito-Harri et le long la D137.

#### Industrie
La commune accueille la meunerie Émile Larroulet SA, héritière de la tradition locale, au moulin d'Arquie (ou Arki) et elle-même créée en 1926.
Le groupe industriel Alain Toffolo a son siège social à Ustaritz. Il regroupe cinq entreprises dont les activités sont essentiellement consacrées aux métiers du bâtiment, et emploie près de 60 personnes. De même les éditions Harfang, créées en 1998, sont installées à Ustaritz, quartier Arruntz.
Une gravière (carrière à ciel ouvert de matériaux alluvionnaires) est exploitée sur la Nive par l'entreprise Duhalde Locatrans — qui exerce également une activité de fabrication d’éléments en béton pour la construction — au lieu-dit Errepigaraya, sur une superficie de 28,3 ha.

#### Artisanat, commerces et services
Ustaritz voit son activité artisanale et commerciale se développer. Elle fait partie d’un programme du fonds d'intervention pour les services, l'artisanat et le commerce (FISAC), afin d’améliorer l’attractivité touristique et économique de la commune. Le développement de la zone d'aménagement concerté (ZAC) de Matzikoenea, le long de la RD 932, répond à cette logique.

### Tourisme
En 2014, l'offre touristique proposée sur Ustaritz se répartit entre deux hôtels et onze restaurants. Onze Gîtes de France viennent compléter les capacités d’accueil de la localité.

## Culture locale et patrimoine

### Lieux et monuments
Ustartiz compte quatre monuments répertoriés à l'inventaire des monuments historiques et deux lieux et monuments répertoriés à l'inventaire général du patrimoine culturel. Par ailleurs, elle compte 18 objets répertoriés à l'inventaire des monuments historiques.

#### Patrimoine civil
La commune d'Ustaritz compte plusieurs châteaux sur son territoire. Le château de la Motte - ancien siège de la mairie - autrefois connu sous le nom de Gaztelua, est l'ancienne demeure des vicomtes du Labourd et des ducs d'Aquitaine. Son aspect féodal — le château possédait à chaque angle une tour en poivrière — a disparu au XIXe siècle. Une inscription, gravée dans une plaque en pierre, rappelle aujourd’hui le passé historique de la bâtisse : « Hemen Lapburtarrek beren Biltzarrak egiten zituzten » (« Ici, les Labourdins tenaient leurs assemblées »).
À l'ouest d'Ustaritz, le château d’Haitze (XVIIe siècle), surplombant une colline, est la demeure d’une des plus anciennes familles de nobles du Labourd. Maison noble citée en 1193 (Hatze), le château fut reconstruit sur l'emplacement d'une maison forte du Moyen Âge, et est classé au patrimoine national. Les Haitze sont connus depuis 1168, Bonnet de Haitze est cité par les gentilshommes labourdins en 1193. Parmi les plus illustres membres de la famille Haitze se trouvent Sanz d’Haitze, évêque de Bayonne au XIIIe siècle, et André de Haitze, maire d’Ustaritz durant seize années entre 1795 et 1832. Pierre de Haitze, fils de Bernard et de Placide, seigneur d’Haitze et de Berriots, meurt sans descendance en 1798. Son frère André de Haitze, ancien gouverneur de Socoa, devient seigneur d’Haitze et Berriots. Mort sans postérité en 1838, il légua ses biens à son neveu André de Laborde Noguez dont les descendants s’attachent aussi à valoriser ce lieu.
Le château Larreguienea, du XVIIe siècle, se dresse au quartier Hérauritz. Le 19 juillet 1838, Joachim Turmann, propriétaire du château, fait donation du sol et du mur de la chapelle ancienne de Sainte-Catherine aux habitants du quartier d’Hérauritz, par acte passé devant maître Pascal Dassance, notaire à Ustaritz, charge pour les habitants de reconstruire cet immeuble dans un délai d’un an. Le 30 septembre 1786, le chanteur Pierre-Jean Garat, encore peu connu, s’y produit.

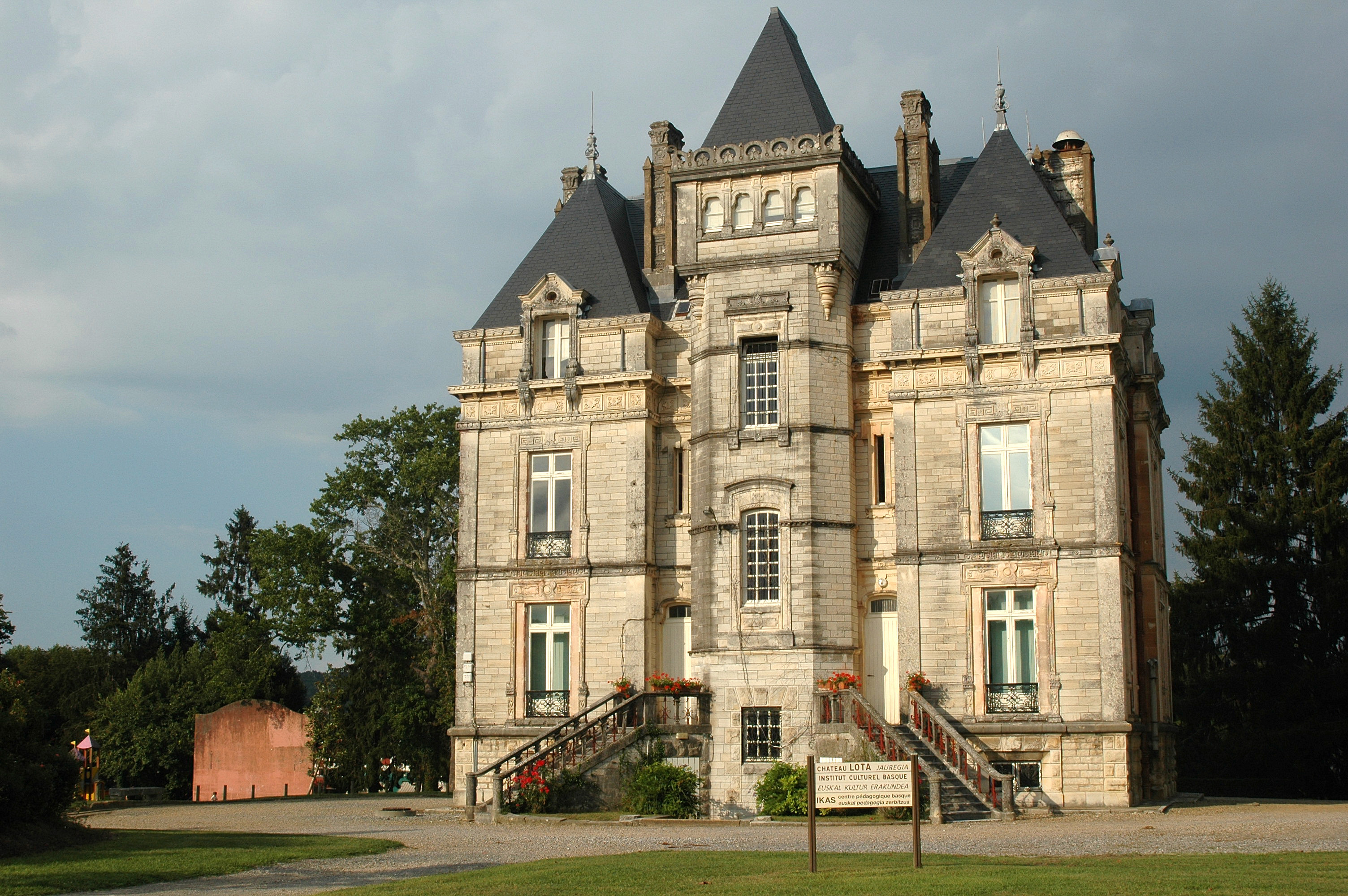
Le château Lota (XIXe siècle).

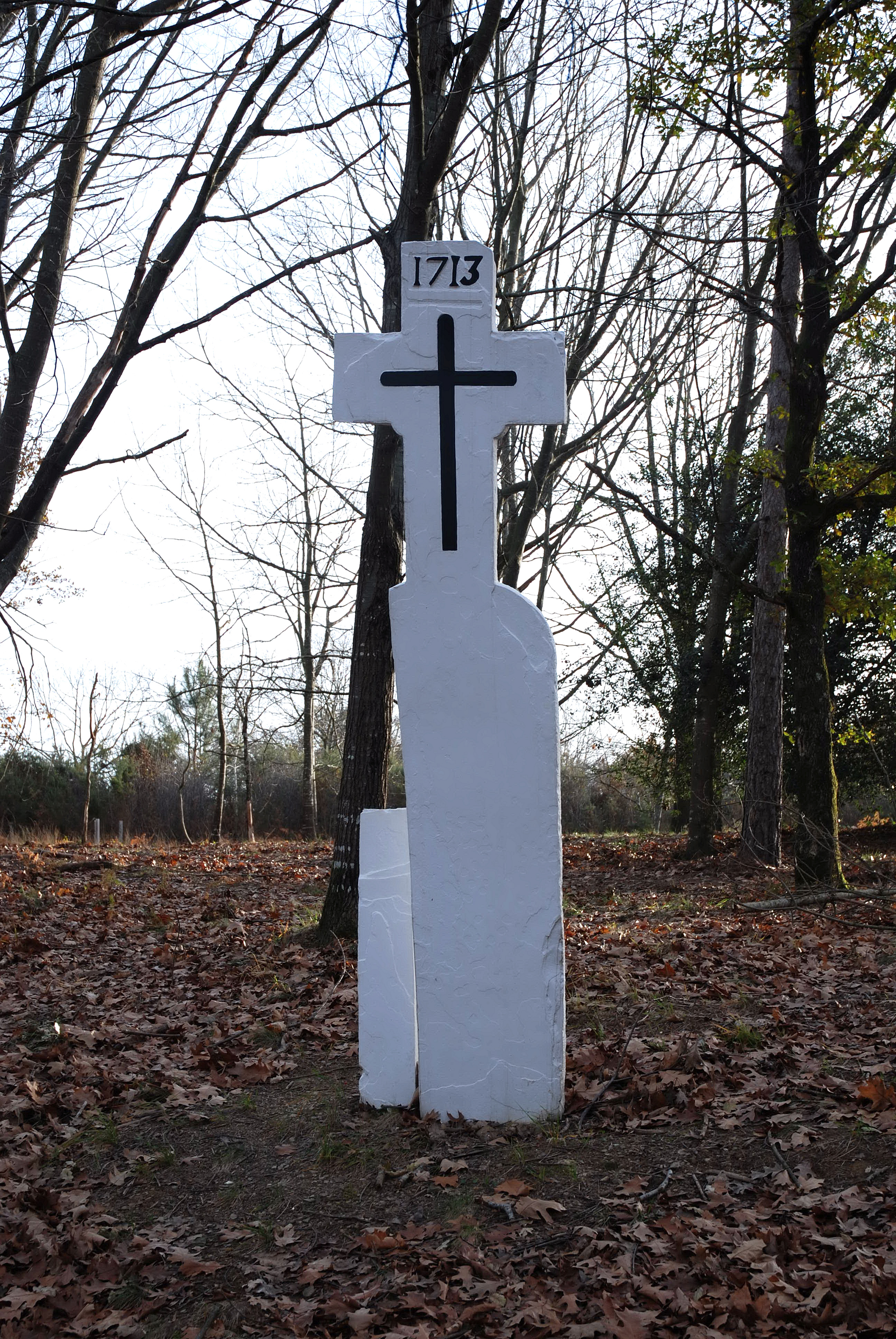
La croix des Anglais.

D'autres châteaux, plus récents, sont dus aux Américains, basques expatriés, revenus d'Amérique au XIXe siècle, et plus particulièrement, du Chili et du Mexique.
Le château Lota, propriété communale, occupe une place centrale dans le village, entre Bourg Suzon et quartier Hiribehere, à proximité de l’église Saint-Vincent, construite en 1864. Les commanditaires en étaient Bernard dit Baptiste Duhart et son épouse Dominique-Rosalie Ainciondo. Ils firent construire en 1873 cette demeure, de style néo-Renaissance, dans leur village natal d’Ustaritz après avoir fait fortune au Chili et lui donnèrent le nom d'un port houiller chilien, centre de leur activité commerciale. Les façades extérieures à la modénature raffinée sont insolites, le faisant ressembler à un château de la Loire en miniature, la qualité de la décoration intérieure et extérieure est rare et détonne dans le paysage local.
Le château Haltya, dans le quartier Hérauritz, fut quant à lui, construit par Sauveur Halty, à son retour du Mexique en 1874. Sa silhouette néo-Renaissance domine le quartier de la Guadeloupe à l’extrémité d’un parc qui longe la côte séparant Hiribehere de Hérauritz. Côté Hérauritz, la grille d’entrée majestueuse laisse la place à une allée bordée de chênes centenaires (espace boisé classé). Il fut la demeure du Dr Souberbielle, maire d’Ustaritz de 1910 à 1939. Il a connu brièvement une activité d’hôtel-restaurant dans les années 2000.
Le château Arkiberria, dans le quartier Elizahegi, est un manoir de style écossais construit en 1860 par Jean Olhagaray, un entrepreneur originaire de Villefranque parti exploiter la mine d’argent de Sinaloa au Mexique. On peut d’ailleurs toujours voir sur la façade du château l’écusson portant l’équipement avec lequel il a construit sa richesse : un pic, une masse, une pelle et un panier d’osier. L’écrivain Philippe Jullian en fait une description dans son ouvrage Château-Bonheur en 1960,.
La commune présente d'autres monuments civils intéressants, tels que le cromlech de Kapito Harri, œuvre du sculpteur Christiane Giraud, constitué de neuf pierres dressées en cercle et d'une dalle gravée qui indiquent avec précision les positions du soleil au lever et au coucher, lors des solstices et équinoxes. La neuvième pierre indique la direction du lever du soleil le jour de la Saint-Martin. Kapito Harri désigne le lieu où se tenaient les assemblées plénières des habitants d’Ustaritz sous l’Ancien Régime.
La croix des Anglais (Harrisko Kurutzea), dans la forêt qui longe la D 250, porte la date de 1713. D’une hauteur de 2,5 mètres, elle fut sans doute dressée, en cet endroit à l'écart du village, en mémoire des soldats anglais faits prisonniers durant la guerre de succession d'Espagne, puisque les non-catholiques ne pouvaient être ensevelis dans le cimetière du village.

#### Patrimoine religieux

Patrimoine religieux d’Ustaritz (sélection).
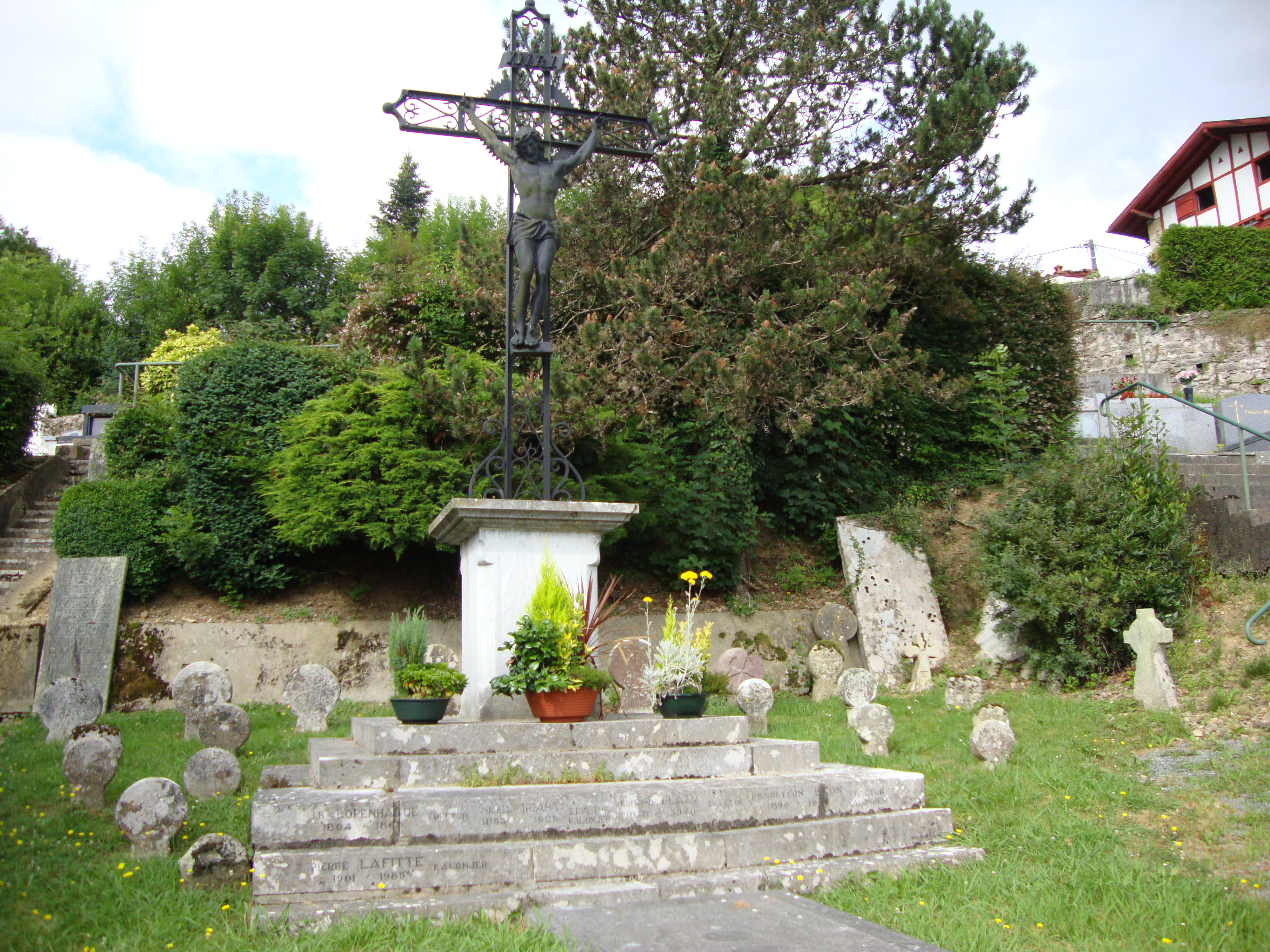
La croix de cimetière.
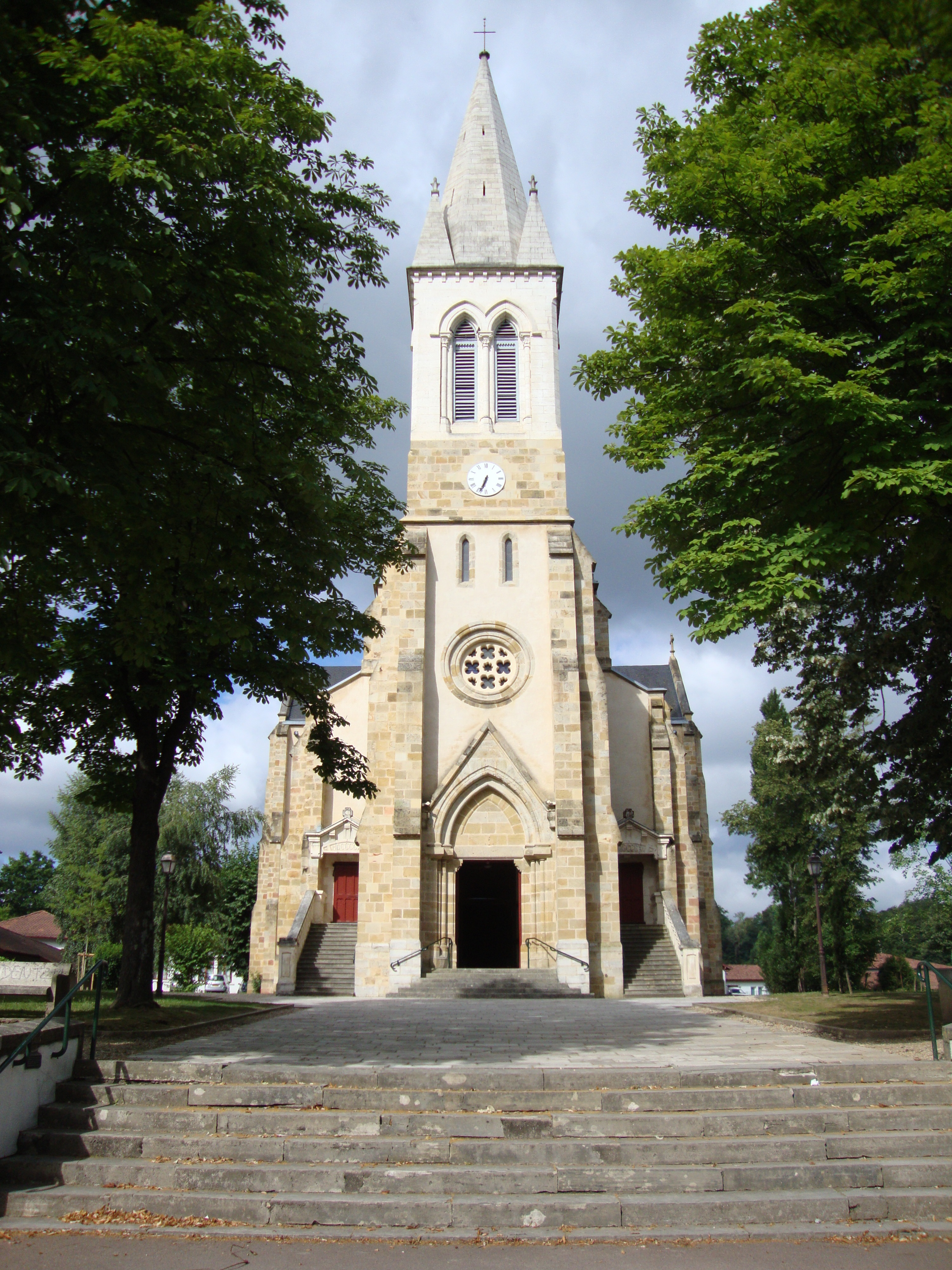
L’église Saint-Vincent.
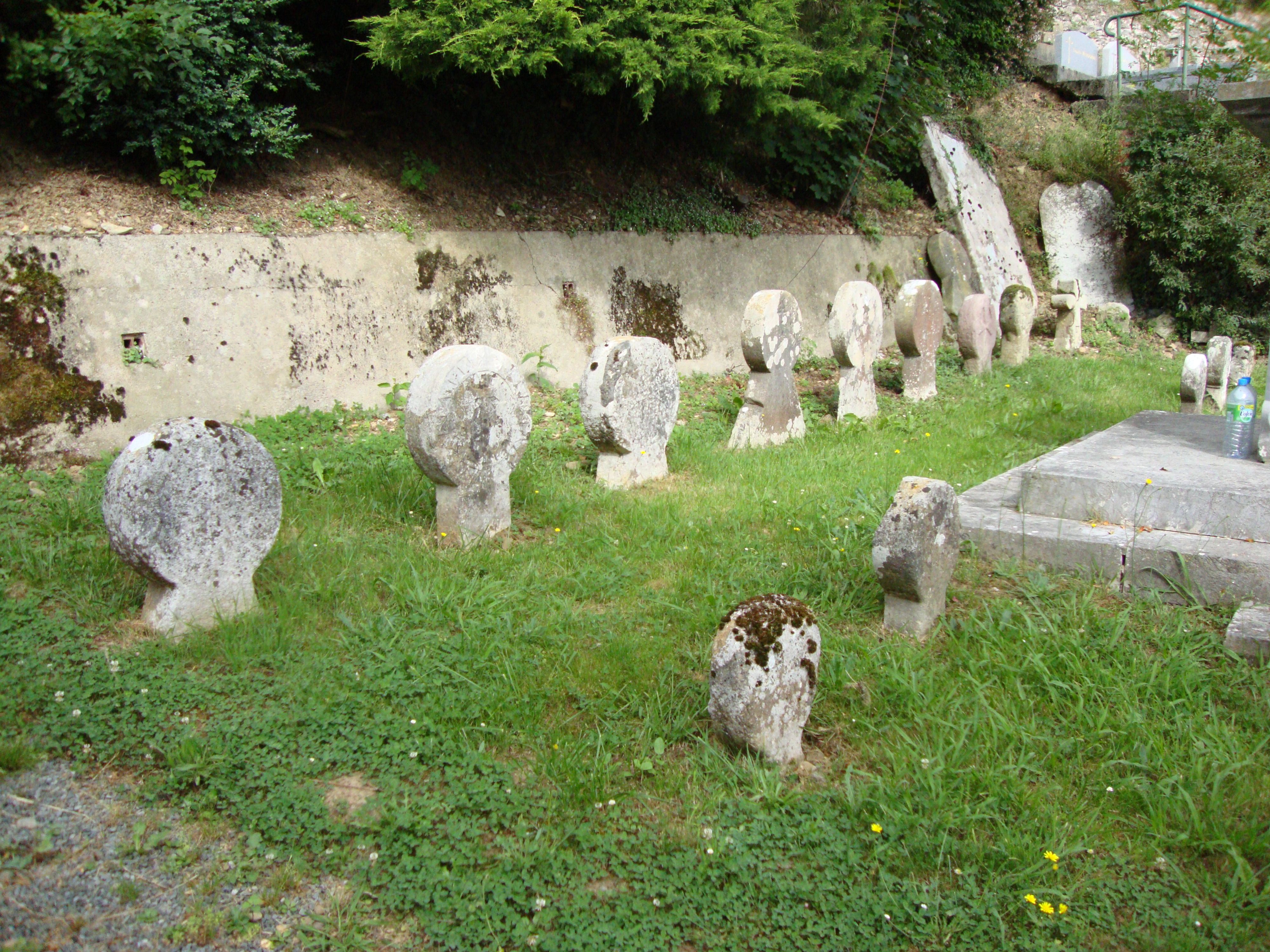
Stèles discoïdales.

L'église Saint-Vincent, datant du XIXe siècle — la construction débuta en 1859, sous la direction de l’architecte Charles Besoin — et édifice protégé du patrimoine national, se caractérise par une structure en fonte utilisée pour les galeries en bois. Ce fut un des premiers bâtiments construits avec ce matériau, d'avant-garde pour son époque. Elle est construite sur un plan en croix latine, avec une nef flanquée de deux bas-côtés, qui s’achève par un chevet pentagonal encadré de deux sacristies. Elle possède un clocher porche carré surmonté d’une flèche. Les peintures du chœur sont l’œuvre d’André Trébuchet et datent de 1946.
L'église Notre-Dame-de-la-Purification, au lieu-dit Arrauntz, date du XVIIe siècle, son clocher ayant été ajouté à la fin du XIXe siècle et modifié au XXe siècle. Comme dans beaucoup d’églises du Labourd, deux étages de galeries en bois ont permis d’augmenter la capacité d’accueil de l’édifice religieux. L’écrivain et auteur dramatique Jean-Joseph Ader repose dans son cimetière.
Le cimetière contient de nombreuses stèles discoïdales, datant pour certaines d'entre elles des XIIe et XIIIe siècles. Elles furent regroupées et mises en valeur près de l'emplacement de l'ancienne église, à l'initiative de l'association Lauburu, à la fin des années 1970. Le cimetière recèle également une croix inventoriée par le ministère de la Culture.
Ustaritz est située sur la voie du Baztan, une voie du pèlerinage de Saint-Jacques-de-Compostelle qui traverse les Pyrénées le plus à l'ouest et par le col le plus bas (col de Belate, 847 m). C'est la voie antique qu'empruntaient les pèlerins descendus à Bayonne, soit le long de la côte sur la voie de Soulac, soit parce qu'ils y débarquaient, pour rejoindre le Camino francés le plus rapidement possible.

### Patrimoine naturel
Le territoire de la localité est dominé par la présence de bois et de prairies, aux côtés de cultures agricoles, les zones urbaines représentant en 2012 moins de 15 % de la surface communale (14,07 %), alors que les bois et la ripisylve de la Nive s’étendent sur près de 50 % du territoire (49,84 %), les prairies sur 24,18 % et les cultures sur 9,0 %. Le bassin de la Nive est classé « site d’importance communautaire » dans le réseau Natura 2000 comme réservoir de la biodiversité. La trame verte et bleue, issue du Grenelle Environnement de 2007, se résume, dans le cas d’Ustaritz, à la Nive et à ses berges, qui constituent des lieux de transit pour de nombreuses espèces.

Spécimens de la flore d’Ustaritz.
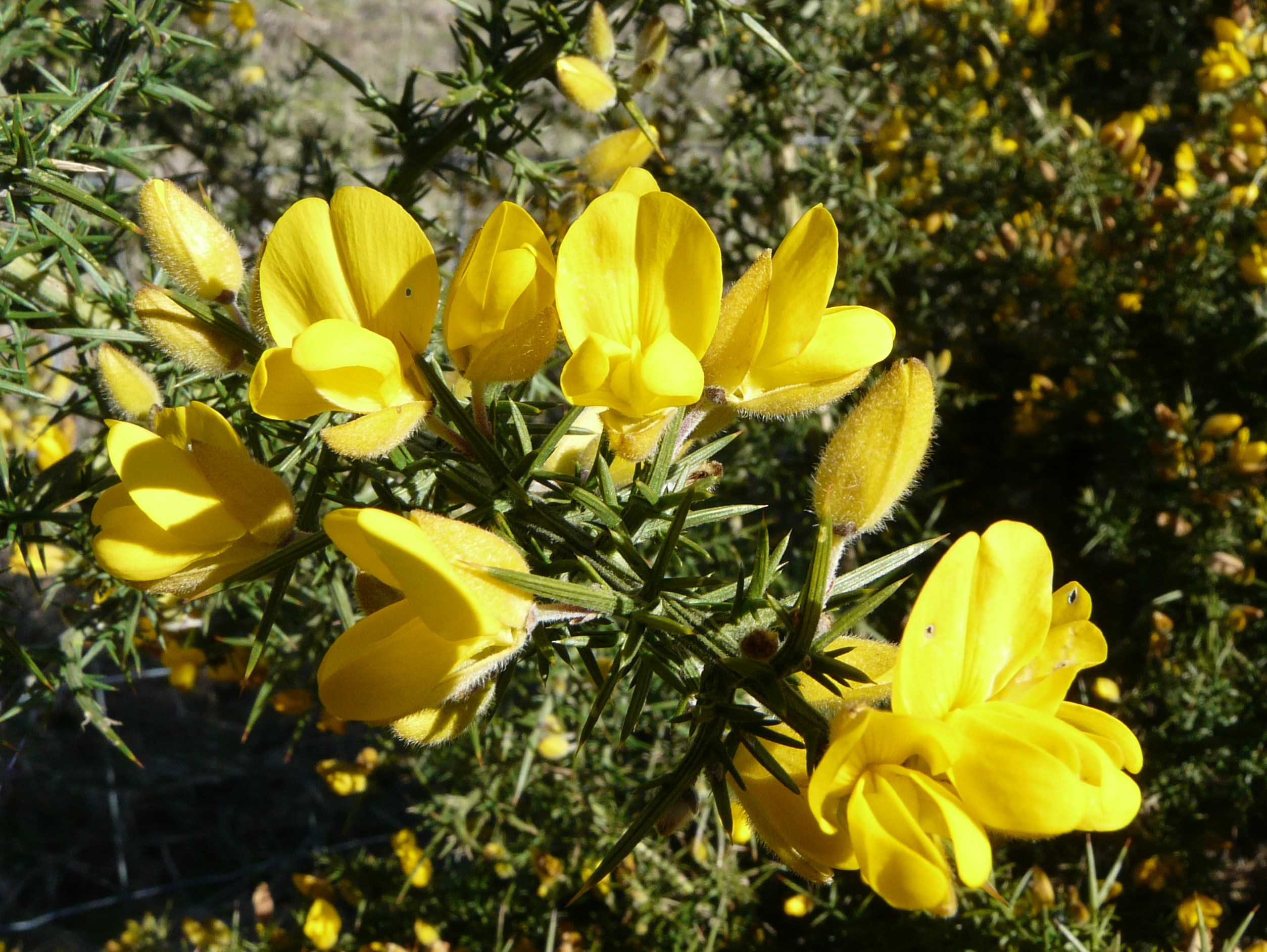
Ajonc d’Europe.
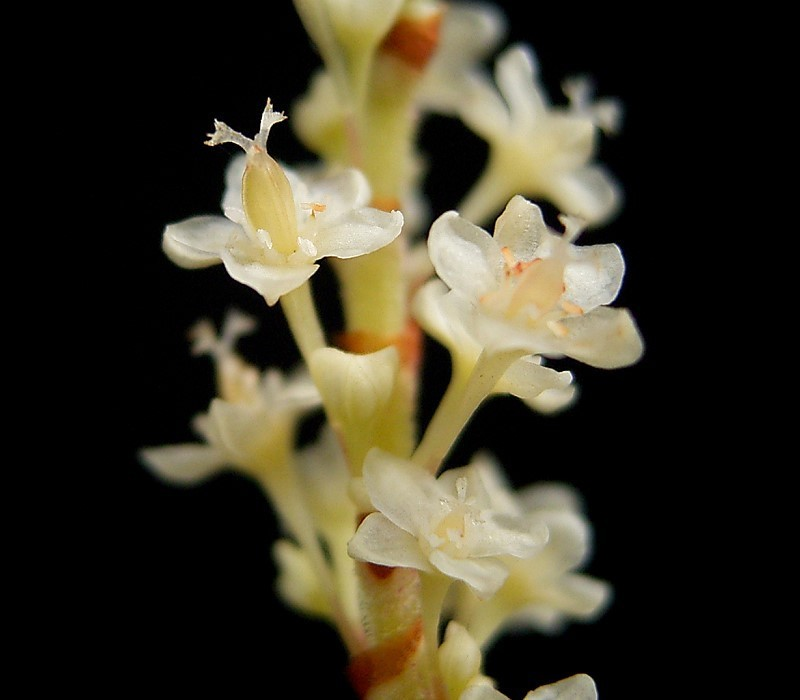
Renouée du Japon.
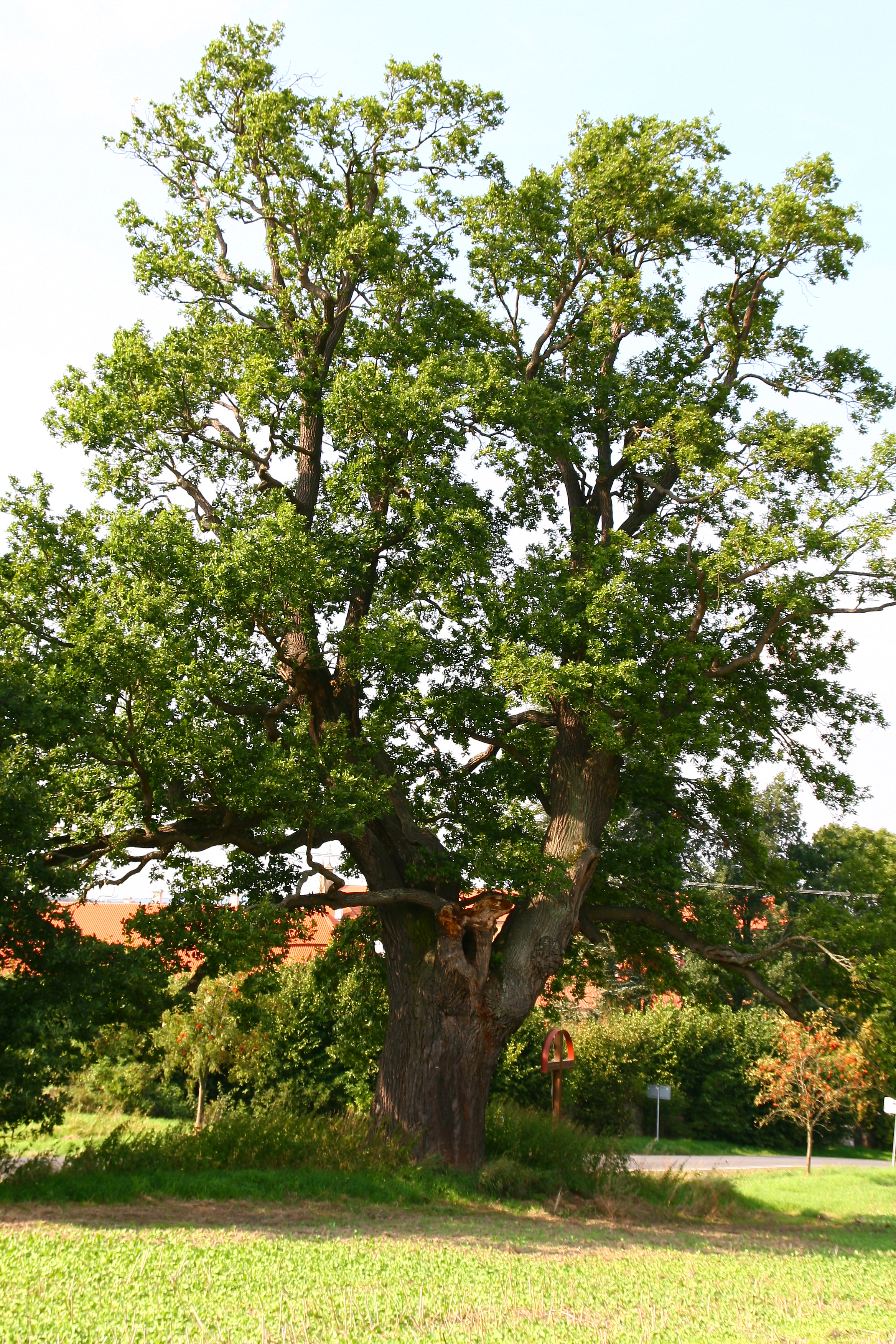
Chêne pédonculé.
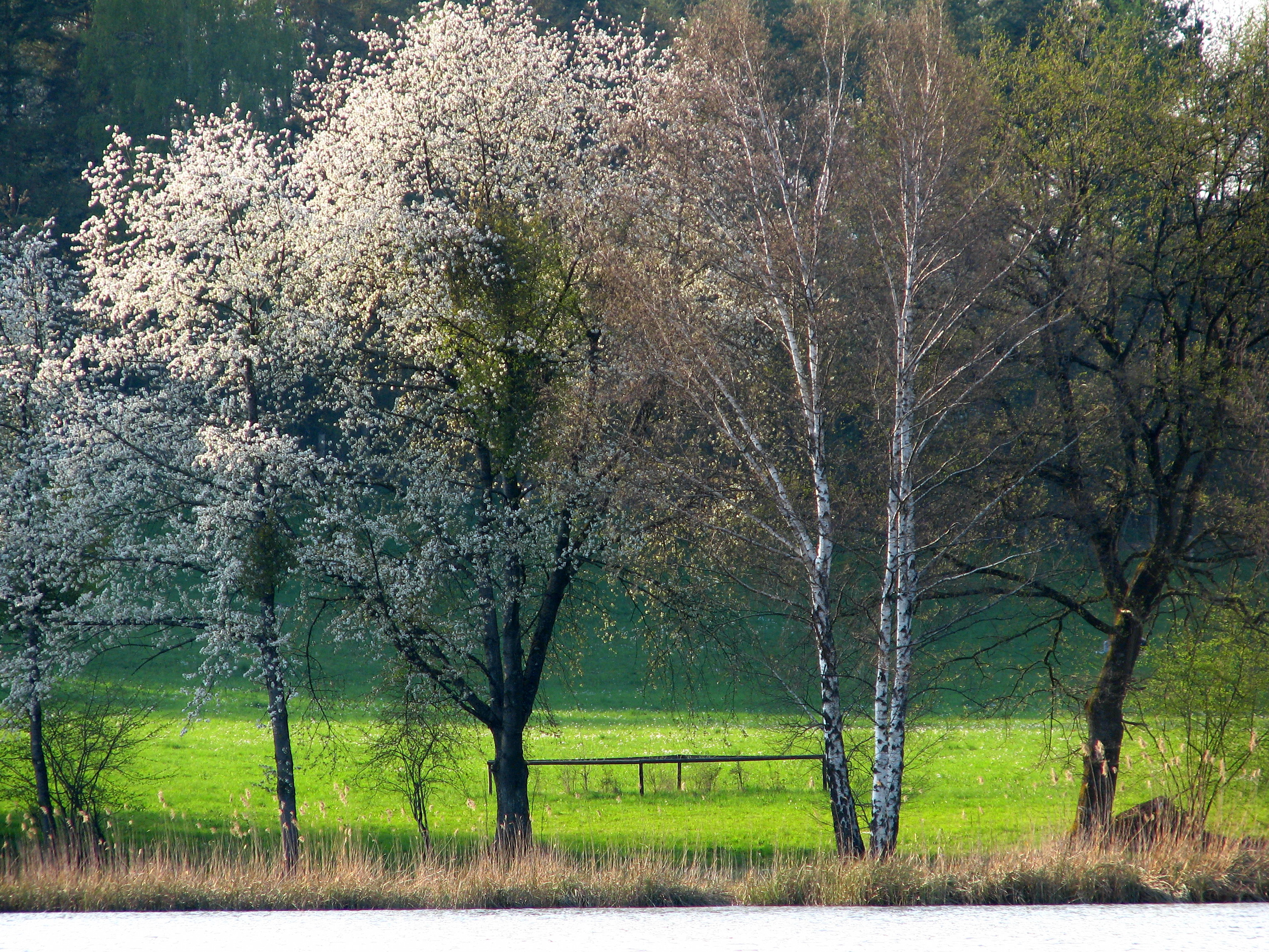
Merisier.
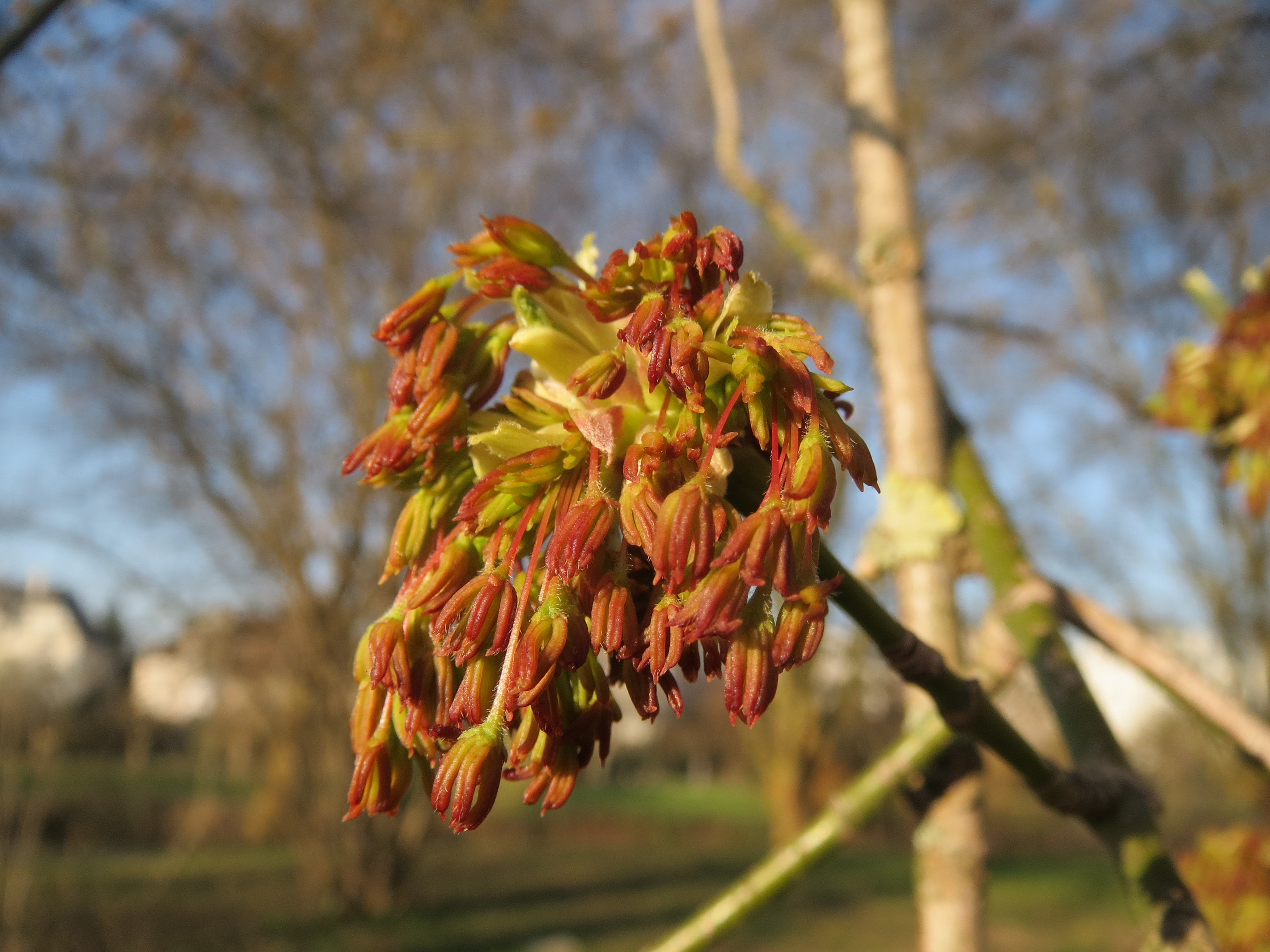
Érable negundo.

La flore qui s’est développée sur la zone d’Ustaritz correspond à des biotopes très divers, allant de la lande sèche, caractérisée par une flore mésophile ou xérophile et dominées par des Éricacées et des Fabacées, aux aulnaies marécageuses et aux roselières, en passant par des zones de transitions caractéristiques de la mégaphorbiaie en parallèle des cours d’eau. L’étendue des représentants végétaux est donc très importante, et pour n’en citer que quelques spécimens, il faut retenir la présence d’Ajoncs d’Europe (Ulex europaeus), de la Fougère-Aigle (Pteridium aquilinum), de colonies de Joncs (Juncaceae), de la Renouée du Japon (Reynoutria japonica), du Chêne pédonculé (Quercus robur) ou sessile (Quercus petraea), dont les vieux sujets favorisent la nidification, du Merisier (Prunus avium), du Frêne élevé (Fraxinus excelsior), de l’Aulne glutineux (Alnus glutinosa) et des Saules roux et marsault. Ces milieux naturels sont complétés par des plantations d’Érables negundo (Acer negundo).

Spécimens de la faune aviaire d’Ustaritz.
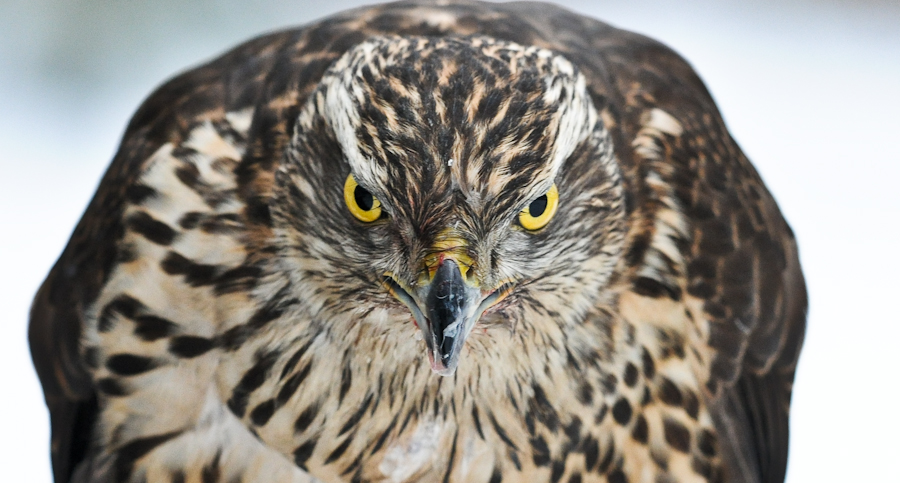
Autour des palombes.
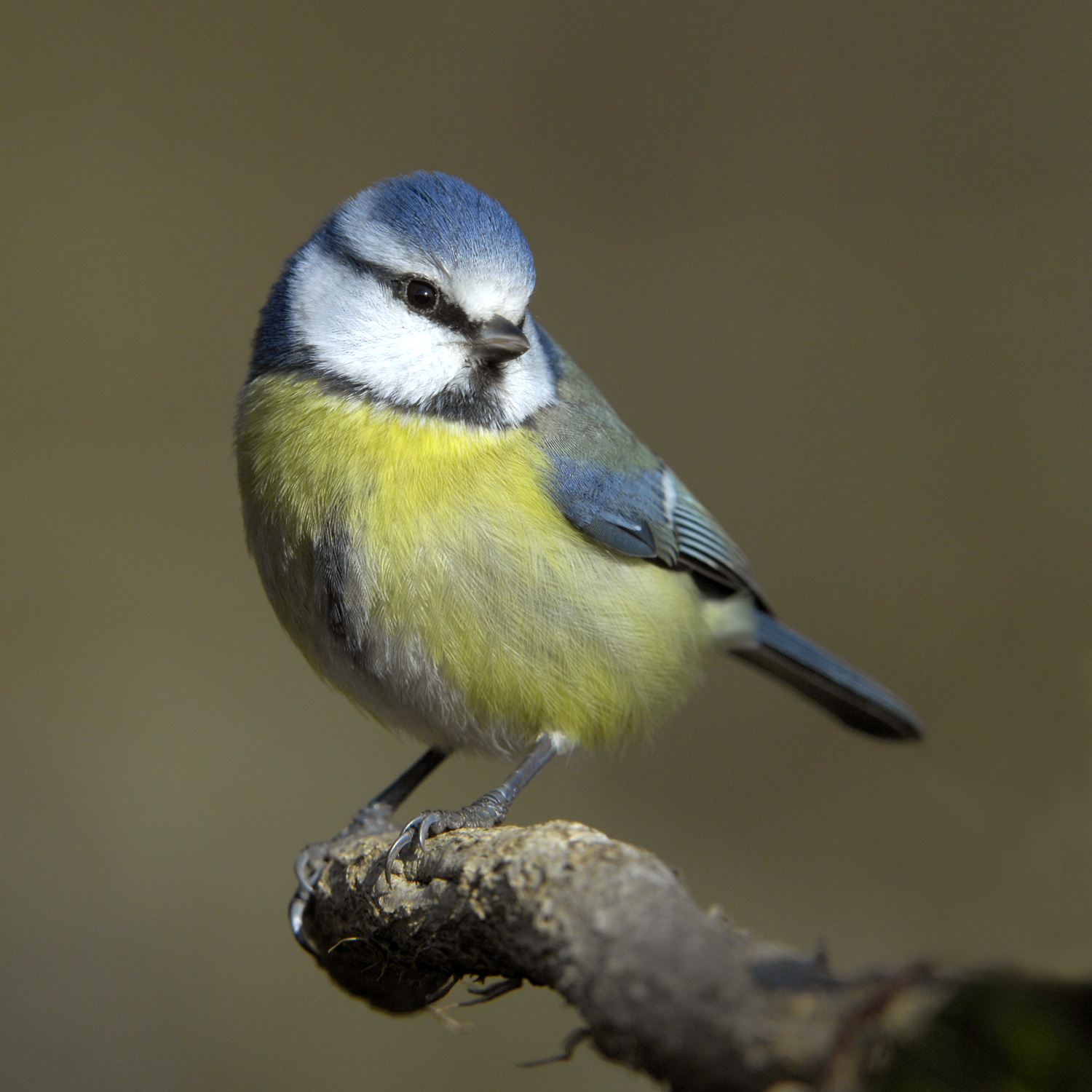
Mésange bleue.
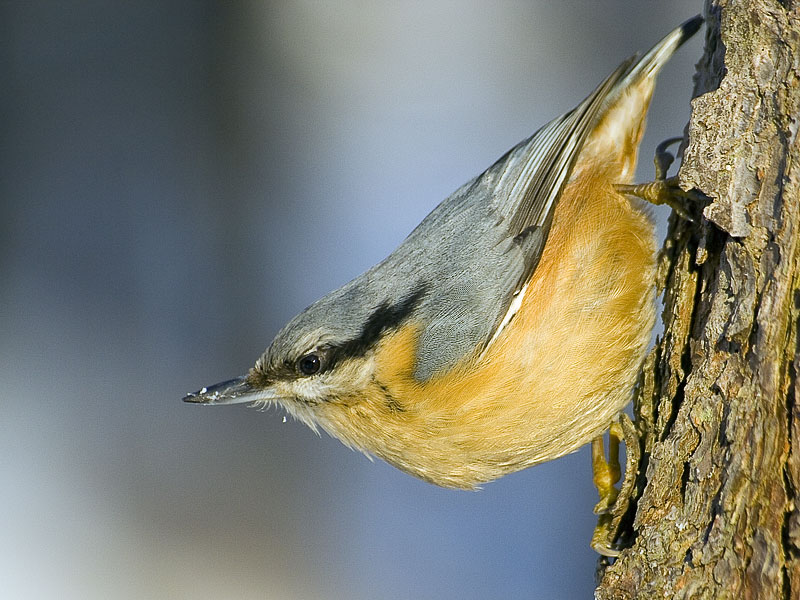
Sittelle torchepot.
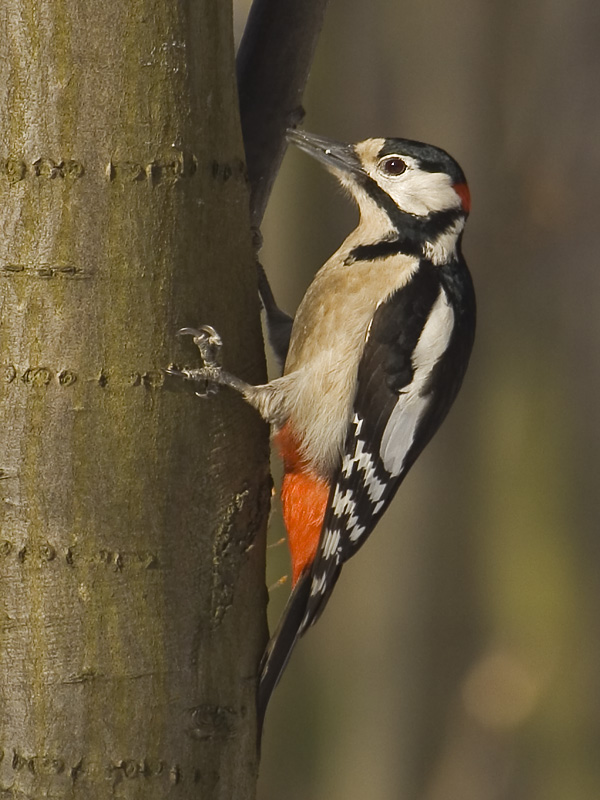
Pic épeiche.
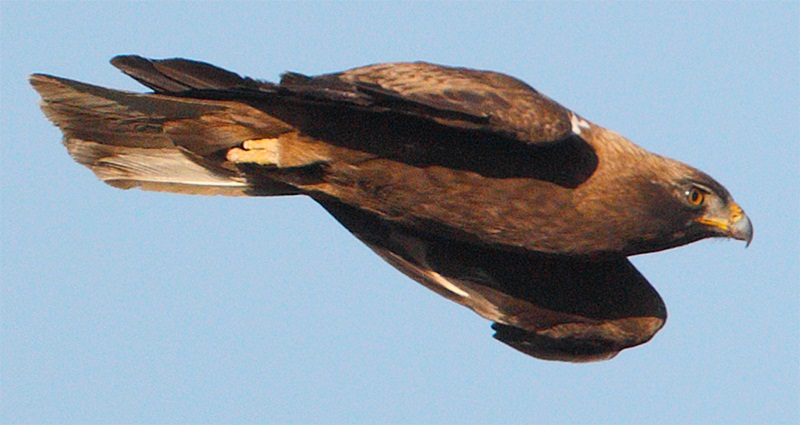
Aigle botté.

Le territoire communal recèle en outre trois zones naturelles d'intérêt écologique, faunistique et floristique (ZNIEFF) de type II. Il s’agit d’une part de la zone « bois et landes de Faldaragon-Eguralde » qui s’étend sur la partie est du territoire. L’ouest accueille la ZNIEFF « bois et landes d’Ustaritz de Saint-Pée ». Enfin le « réseau hydrographique des Nives » constitue la troisième zone naturelle.
Ces classements en ZNIEFF ont été justifiés par l’existence d’une faune et d’une flore variées. Les ornithologues ont en effet la possibilité d’observer localement un grand nombre de rapaces tels l’Autour des palombes (Accipiter gentilis), la Bondrée apivore (Pernis apivorus), l’Épervier d'Europe (Accipiter nisus), l’Aigle botté (Hieraaetus pennatus), le Milan noir (Milvus migrans), la Buse variable (Buteo buteo), le Busard Saint-Martin (Circus cyaneus), le Faucon hobereau (Falco subbuteo) et le Vautour fauve (Gyps fulvus). S’y ajoutent deux rapaces nocturnes, la Chouette hulotte (Strix aluco) et la Chouette effraie (Tyto alba). Des passereaux sont également présents, comme la Mésange bleue (Parus caeruleus), la Mésange huppée (Parus cristatus), la Mésange charbonnière (Parus major) et la Mésange nonnette (Parus palustris), ou encore la Sittelle torchepot (Sitta europaea), l’Étourneau sansonnet (Sturnus vulgaris), la Fauvette à tête noire (Sylvia atricapilla). le Pipit des arbres (Anthus trivialis), le Grand Corbeau (Corvus corax) ou le Grimpereau des jardins (Certhia brachydactyla). Enfin, le Pic épeiche (Dendrocopos major) et le Pic vert (Picus viridis) font retentir la forêt de leur tambourinages sonores.

Spécimens de la faune d’Ustaritz.
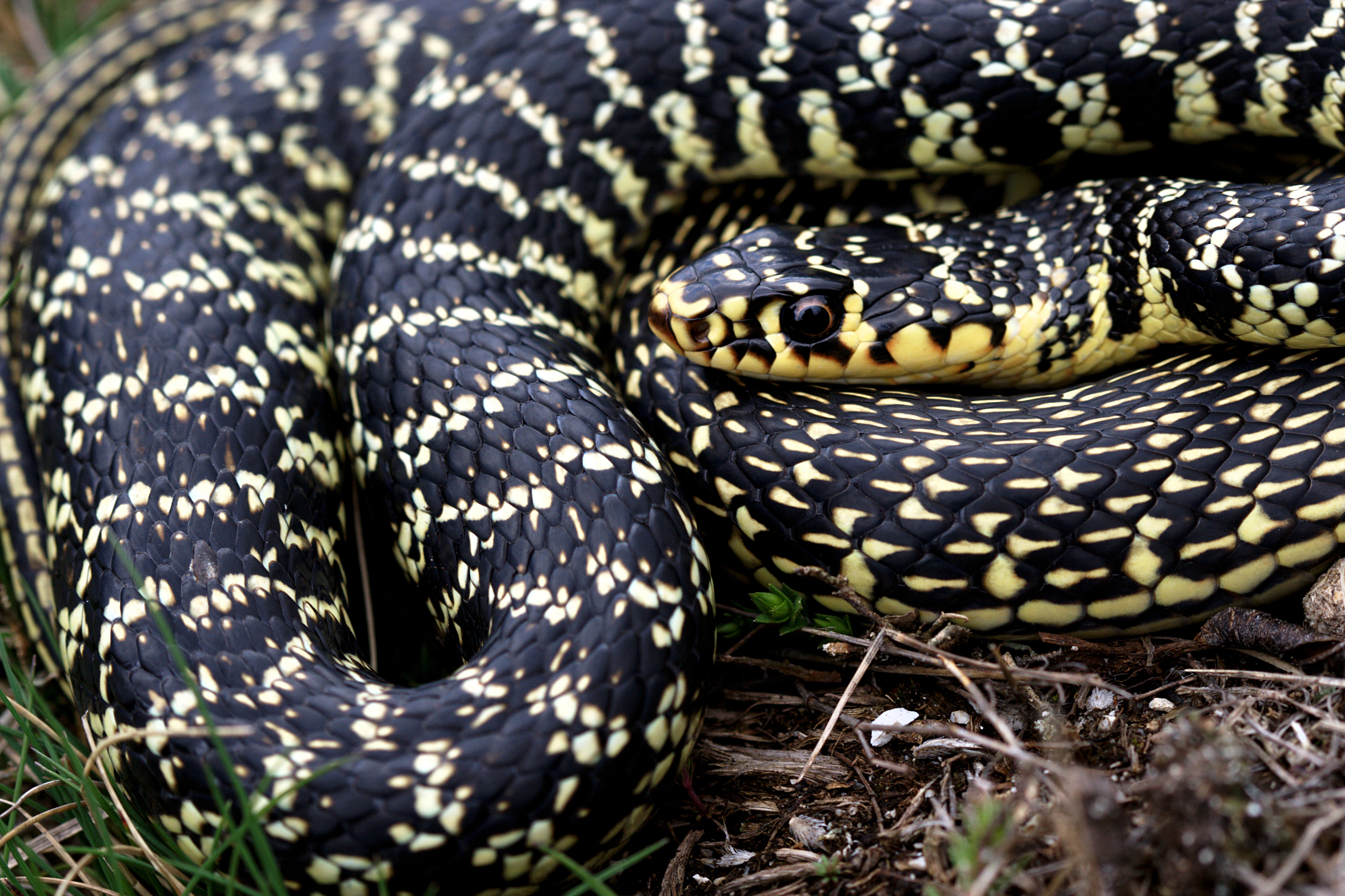
Couleuvre verte et jaune.
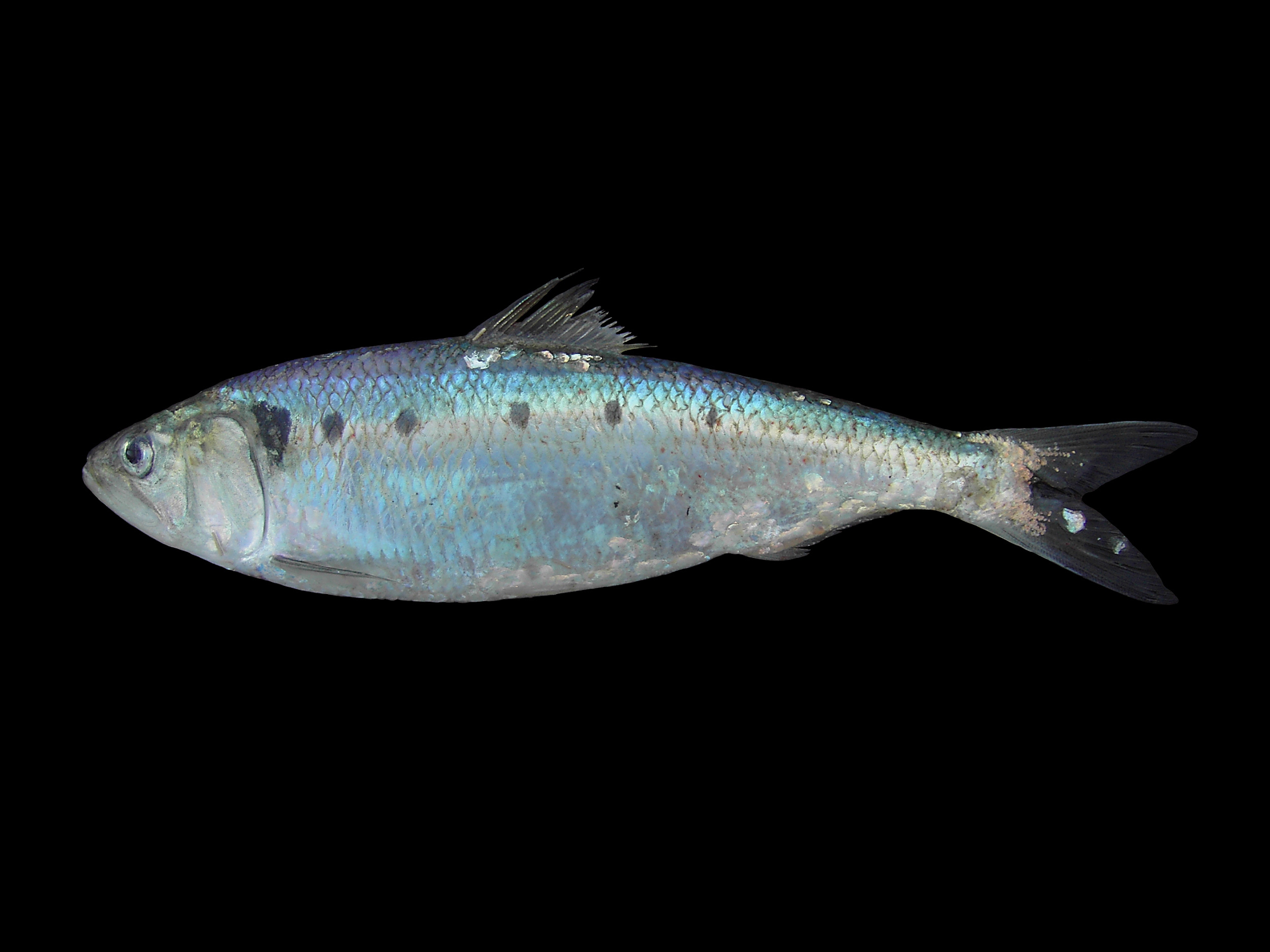
Alose feinte.
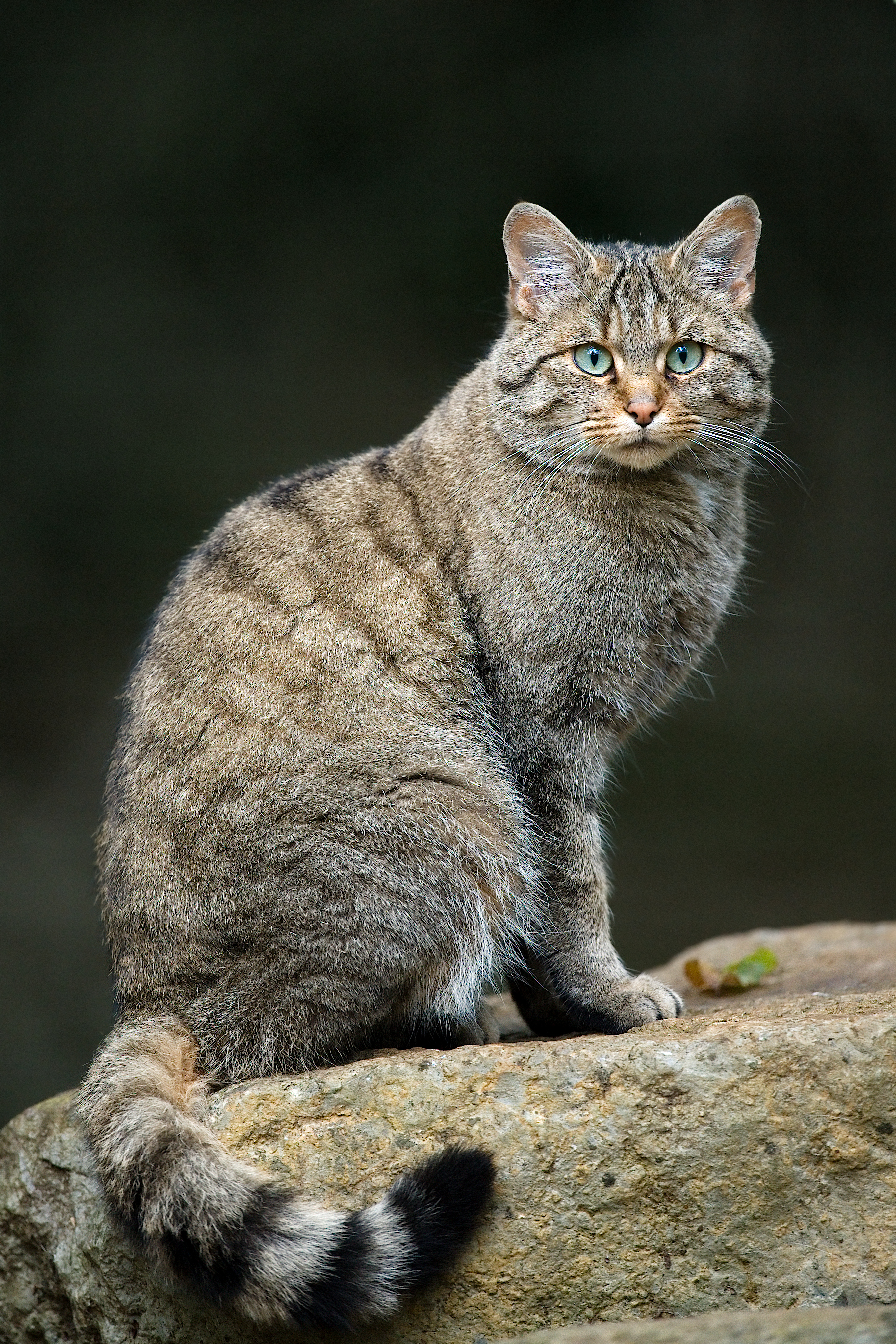
Chat sauvage.
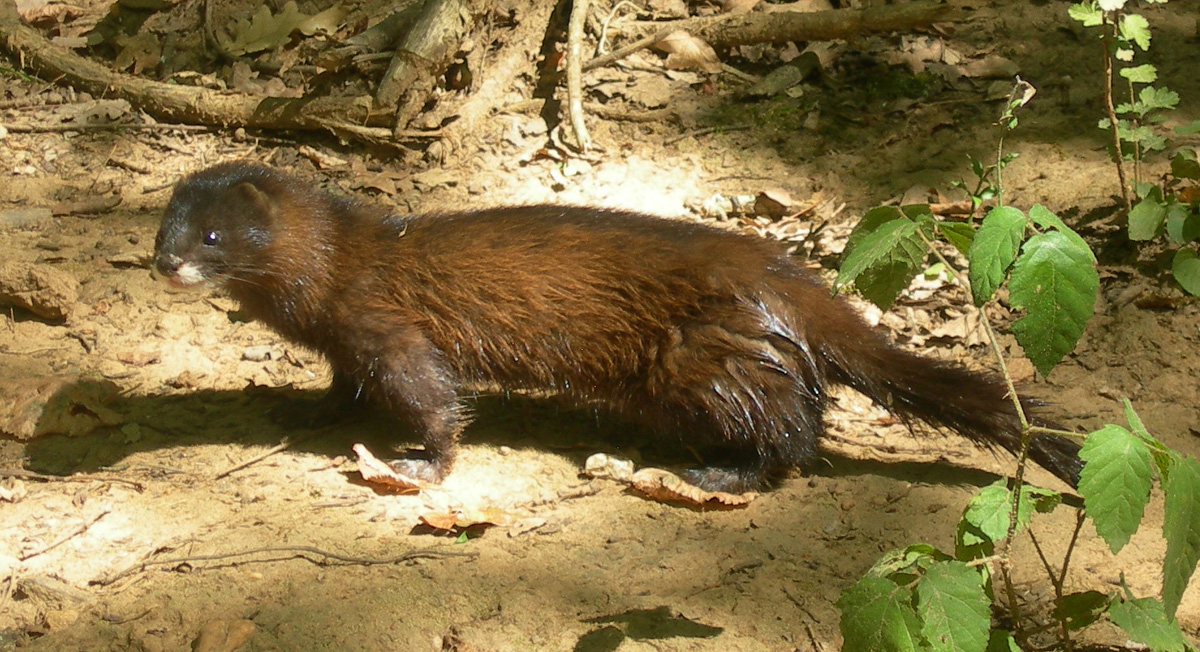
Vison d'Europe.
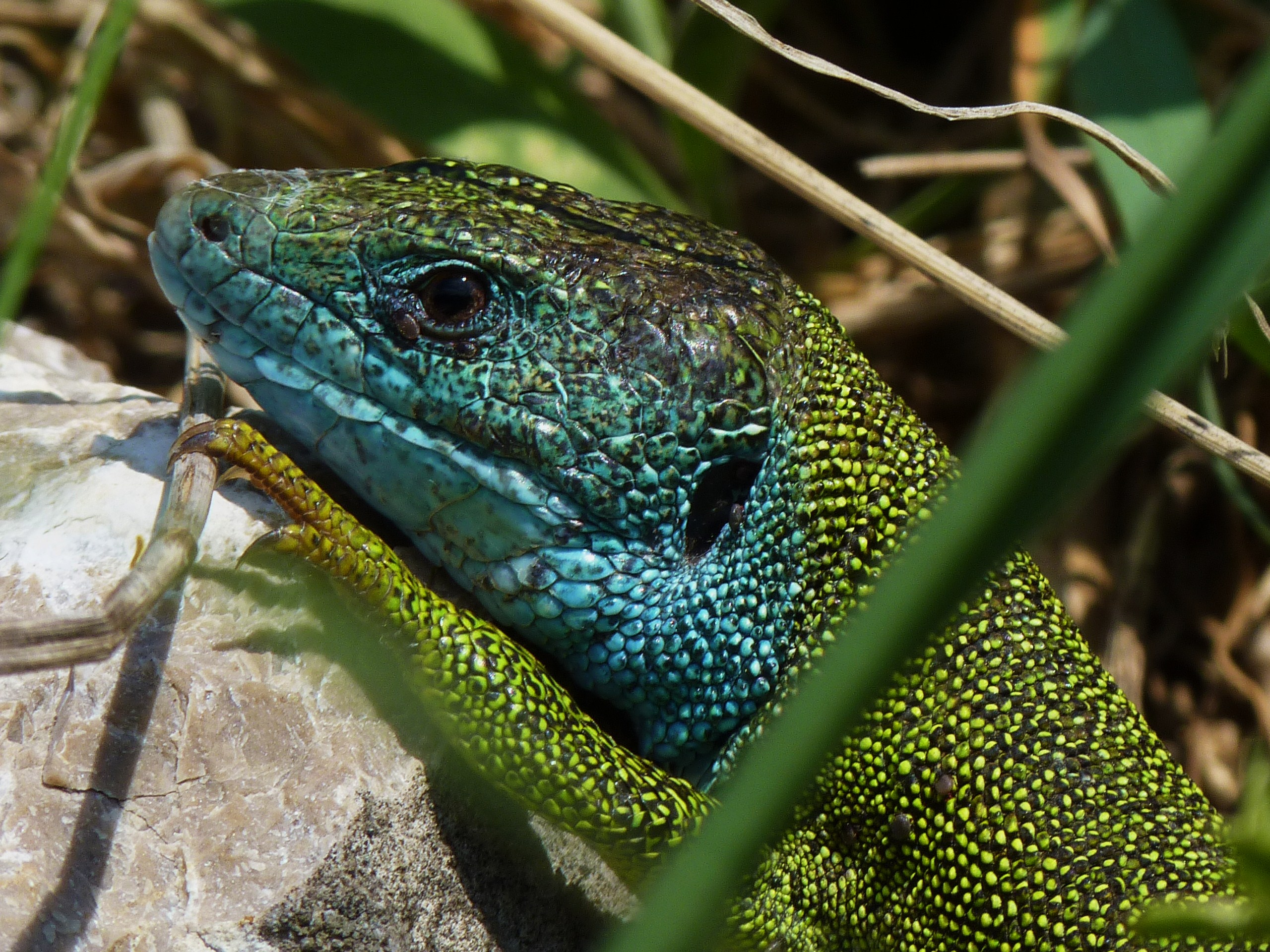
Lézard à deux bandes.

Des mammifères ont également justifié le classement de ces zones en ZNIEFF de type II. Il s’agit du chevreuil (Capreolus capreolus), du chat sauvage (Felis sylvestris), de la genette commune (Genetta genetta), du blaireau européen (Meles meles), du vison d'Europe (Mustela lutreola), du ragondin (Myocastor coypus) et du putois (Mustela putorius).
La zone « bois et landes d’Ustaritz de Saint-Pée » est particulièrement riche de nombreuses espèces de poissons telles la Grande alose (Alosa alosa) et l’Alose feinte (Alosa fallax), la Loche franche (Barbatula barbatula) et la Loche de rivière (Cobitis taenia), le Mulet porc (Liza ramada) et le Mulet cabot (Mugil cephalus), la Truite de rivière (Salmo trutta fario) ou de mer (Salmo trutta trutta), ou encore le Saumon atlantique (Salmo salar). Enfin, on trouve sur le territoire communal quelques reptiles tels que la Couleuvre verte et jaune (Hierophis viridiflavus), le Lézard des murailles (Podarcis muralis) et le Lézard à deux bandes (Lacerta bilineata).

### Équipements culturels
L'Institut culturel basque (Euskal kultur erakundea) est une association qui œuvre pour la promotion de la culture basque au Pays basque français, fondée en 1990. L'institut a été dirigé par Txomin Héguy depuis sa fondation jusqu'à 1997, puis par Pantxoa Etchegoin. L'association mène une importante activité de traduction, en collaboration avec Euskaltzaindia, publiant des annuaires à destination des différentes administrations, travaillant sur la toponymie et la signalisation publique bilingue. Elle est à l'origine de divers publications enfantines telles que Xirrita et Kometa. Dans le domaine du théâtre, en collaboration avec EATB, fédération de théâtre basque, elle soutient des groupes comme Bordaxuri, Xirritxi Mirritxi et Oztibarreko antzerki. Active dans le domaine du bertsolarisme, elle collabore étroitement avec Bertsularien Lagunak. Dans celui de la danse contemporaine, elle soutient le groupe Ekarle. Dans le domaine de la défense du patrimoine, l'institut publie depuis 1992 un guide du patrimoine, récapitulant les ressources culturelles du Pays basque français ; il patronne la création de la commission permanente du Patrimoine basque, ainsi qu'un projet de création d'un centre d'éducation du patrimoine à Irissarry.
Le centre pédagogique basque IKAS (euskal pedagogia zerbitzua), fondé en 1996, association loi de 1901 sous convention avec l'Éducation nationale et l'Office public de la langue basque, est un organisme exerçant une mission de service public en matière de production, d'édition et de diffusion de matériel pédagogique et une structure fédérative de proximité des quatre filières d'enseignement (filière publique, privée confessionnelle, ikastolas, et enseignement aux adultes).
La maison musée labourdine (Etxe-moseoa) Elizalderena, quartier Arrauntz, date de 1696. Elle invite à la découverte de la maison et du mode de vie basques.

### Patrimoine culturel

#### Langues
Philippe Veyrin note que le basque parlé à Ustaritz est plus proche du navarrais que du labourdin. Dans sa Carte des Sept Provinces Basques éditée en 1863, le prince Louis-Lucien Bonaparte nous montre en effet que le dialecte basque parlé à Ustaritz est le bas-navarrais occidental. Cependant la classification a changé. Grâce aux nouveaux critères méthodologiques, la dialectologie basque s'est considérablement développée au cours des dernières années. Et selon les derniers travaux réalisés par le philologue Koldo Zuazo, le dialecte basque utilisé à Ustaritz est le navarro-labourdin avec un sous-dialecte est-ouest. C'est un sous-dialecte intermédiaire combiné entre le sous-dialecte navarro-labourdin de l'est et de l'ouest.

#### Personnalités liées à la commune
Ustaritz, ancienne capitale du Labourd, et centre culturel basque, a vu la naissance ou a été la résidence d’écrivains tels André Baratciart (1743 - 1826), vicaire d’Ustaritz et auteur en 1784 de Guiristinoqui bicitceco eta hiltceco moldea, ou Martin Duhalde, né à Ustaritz en 1733 et mort à Bayonne en 1804, qui publie en 1809 à Bayonne Meditacioneac gei premiatsuen gainean, cembait abisuekin, othoitcekin eta bicitceco erregela batekin Arima Jaincotiarren oneraco. On peut citer également le pédagogue A. Hiriart, précurseur du bilinguisme, qui écrit en 1840 Introduction à la langue française et à la langue basque, ou encore Pierre-Nérée Dassance, né à Ustaritz le 21 mai 1801 et mort le 25 janvier 1858, ecclésiastique basque, professeur en 1824 au séminaire de Larressore, nommé en 1852 chanoine de la cathédrale de Bayonne ; on lui doit la traduction en français de L'Imitation de Jésus-Christ qu'il publie en 1856 ; il édite également une traduction en basque labourdin des quatre évangiles, écrite par Joanes Haraneder, prêtre de Saint-Jean-de-Luz. Jean-Baptiste Darricarrère est également issu de la tradition uztariztare ; il vient au monde à Ustaritz le 24 janvier 1842 et est un philologue basque ; il considère que le basque est issu des langues indo-européennes et se passionne pour la phonétique, l'étymologie et l'orthographe du basque. Il commence un dictionnaire basque-français qu'il ne peut achever, faute de moyens financiers suffisants. Il meurt en 1925.

Personnalités liées à Ustaritz (sélection).
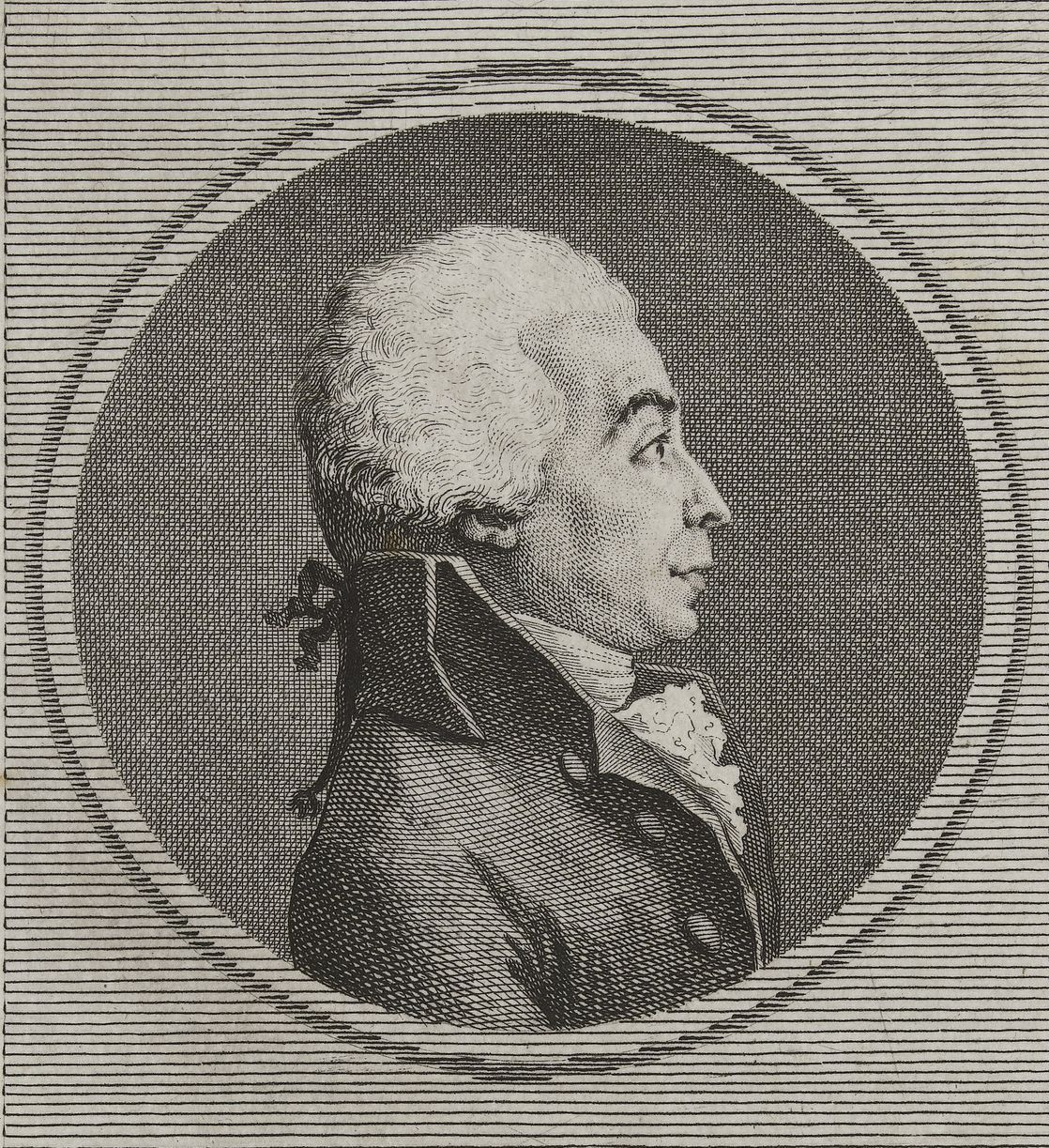
Dominique Garat Aîné.
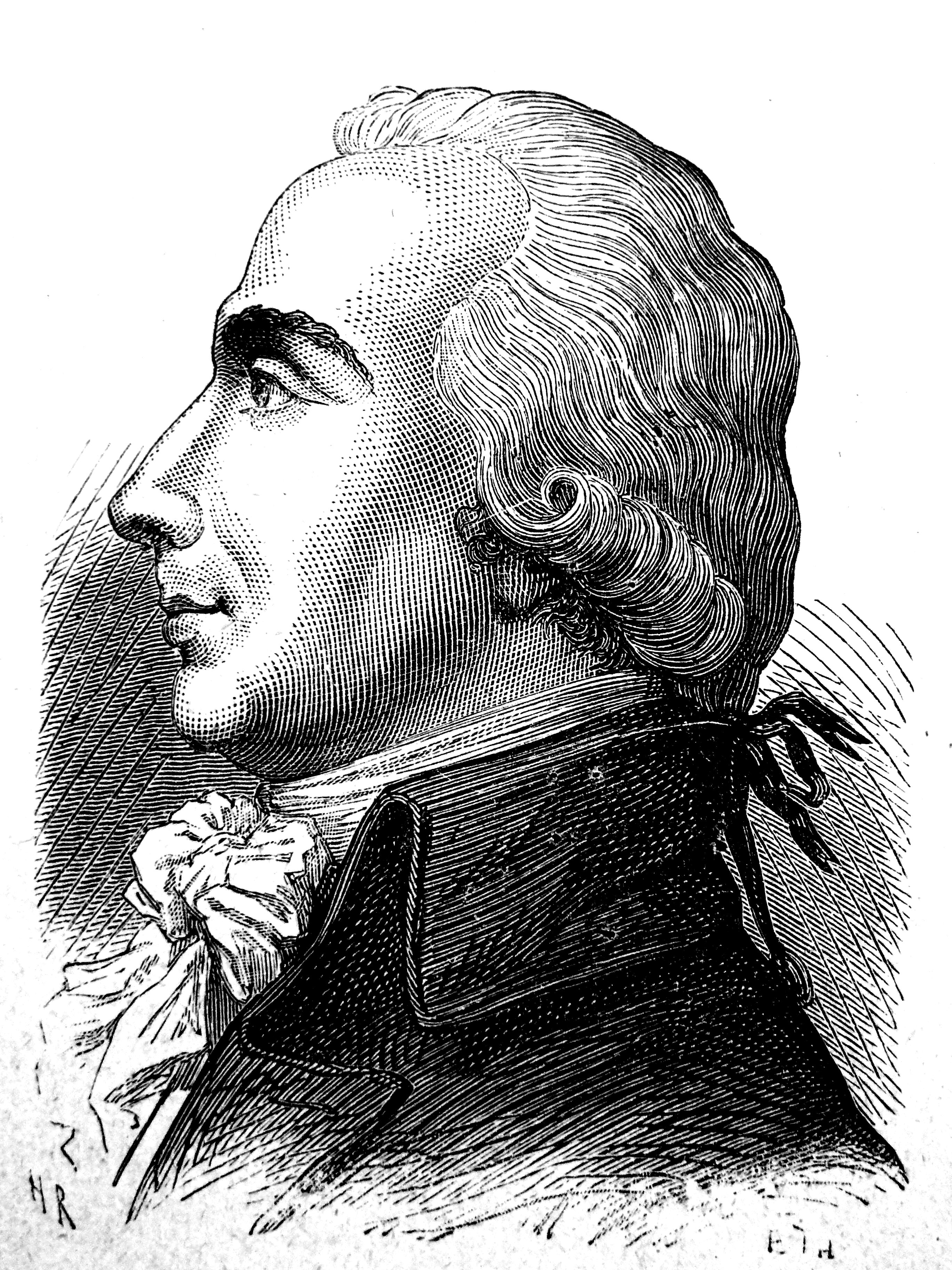
Dominique Garat le Jeune.
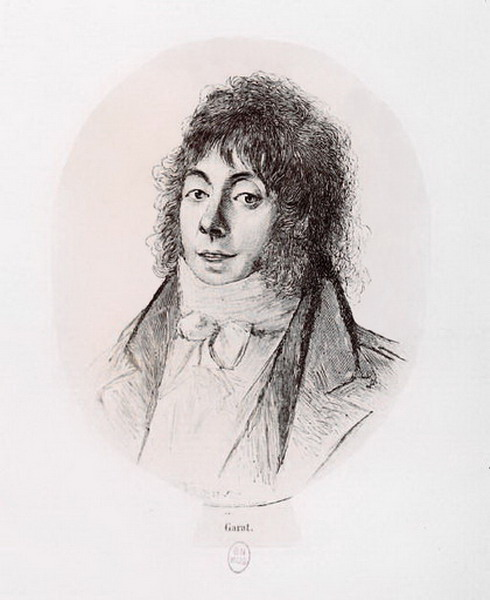
Pierre-Jean Garat en habit d'Incroyable.
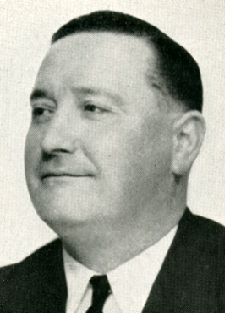
Joseph Garat.
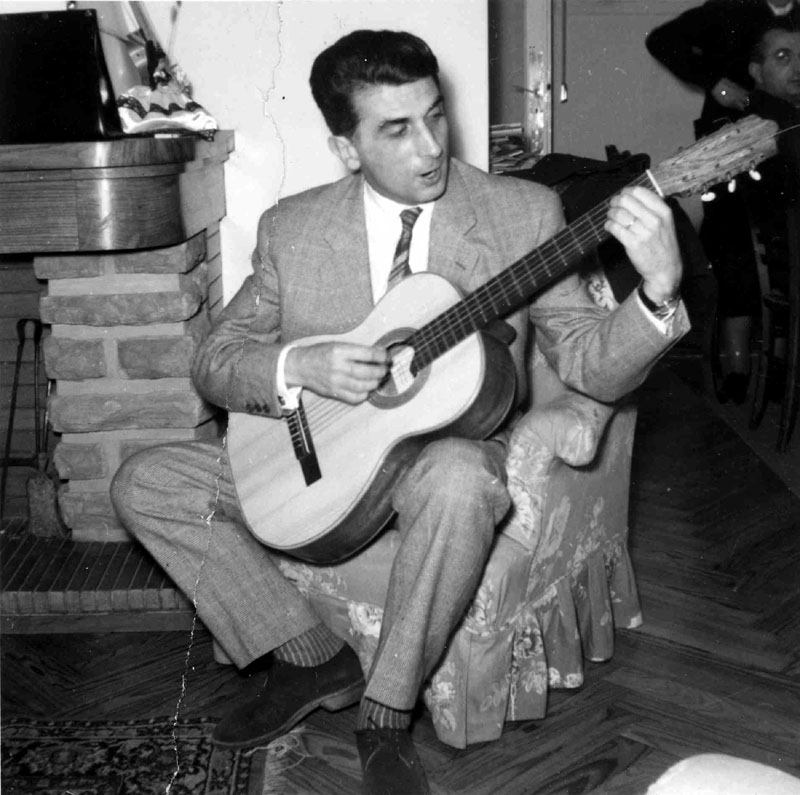
Michel Labéguerie, années 1960.

Le séminaire Saint-François-Xavier d’Ustaritz continuera la tradition en fournissant des professeurs et hommes de lettres qui sont restés célèbres, tel le chanoine Pierre Lafitte Ithurralde (1901 - 1985), membre de l'Académie de la langue basque dès 1952 et nommé docteur honoris causa par l'université du Pays basque en 1982.
La famille des frères Garat Hiriarte, députés aux États généraux, est issue de la bourgeoisie de la commune ; le père y était médecin. L'aîné, Dominique, né à Ustaritz en 1735, est député à l'Assemblée constituante et maire d'Ustaritz entre 1796 et 1798. Le cadet, Dominique Joseph, né à Bayonne en 1749, est ministre de la Justice de la Convention — en remplacement de Danton, il lit sa sentence de mort à Louis XVI — successeur de Roland de La Platière au ministère de l'Intérieur en 1793, puis sénateur et comte de l'Empire. Il est également membre de l’Académie française. Sur le fronton de la chapelle funéraire où il repose, dans le quartier Saint-Michel, on peut lire : « Ci-gît, le comte Joseph Dominique Garat, né le 9 décembre 1749, membre de l'Académie française dans les plus hautes fonctions de l'État il servit sa patrie par ses talents et son exemple. Recommandable par la noble simplicité de ses mœurs, il chérissait, comme sa famille, les Basques, ses compatriotes. Son épouse et son fils s'interdisent tout éloge de ses éminentes qualités qu'il couvrit du voile de la modestie durant sa longue mais trop courte carrière. Qu'il repose dans l'éternité ».
Fils de Dominique Garat, le baryton Pierre-Jean Garat semble être lui aussi né à Ustaritz. Doué d’une incroyable mémoire musicale — il pouvait répéter un oratorio quasi entier, entendu une seule fois — il est l’exemple type de l’Incroyable, et il est vraisemblable qu’il créât cette mode car on parla alors de « garatisme ». Cependant, il observait la pureté de la prononciation française et la justesse des accents quand il chantait, « signes distinctifs de l’école formée par lui ».
Louis Dassance, né en 1888 à Ustaritz et décédé en 1976, est un homme politique, maire d'Ustaritz de 1939 à 1959 après avoir été adjoint au maire pendant les 20 années précédentes. Il est l'un des fondateurs de Gure Herria en 1921, journal dans lequel il a publié de nombreux articles ainsi que dans Eskualduna Herria, le Bulletin du Musée basque et Gure Almanaka. Élu en 1926, il est pendant 33 ans président de Eskualtzaleen Biltzarra. À partir de 1949, il est vice-président du Conseil national pour la défense des Cultures et des Langues régionales à Paris. Il est nommé président d'honneur de l'association des études pédagogiques en 1957. Il inspire Eugène Goyheneche, né à Ustaritz en 1915 et décédé en 1989, historien, archiviste-paléographe, diplômé de l'École des chartes, basque engagé, connu pour ses travaux historiques sur le Pays basque ; il est consacré docteur honoris causa de l'université du Pays basque et reçoit le prix Manuel-Lekuona en 1989 pour l'ensemble de ses travaux.
D’autres hommes politiques, nés à Ustaritz, se sont distingués, tel Joseph Garat (1911-1990), élève au collège d'Ustaritz, député des Basses-Pyrénées de 1956 à 1958. Enfin Michel Labéguerie, né en 1921 à Ustaritz et décédé à Toulouse en 1980, est un homme politique de tendance démocrate-chrétienne, joueur de txistu, initié par le padre Hilario de Olazaran venu de la province voisine de Navarre (Baztan) ; il est également considéré comme le père de la nouvelle chanson basque.
Ustaritz est également la patrie de deux joueurs de rugby à XV, qui ont fait partie de l'équipe de France, Jean-Baptiste Amestoy, né en 1935, et Jean-Martin Etchenique, né en 1954.

### Héraldique
| Blason | Blasonnement : Parti; au premier, d'or, au lion de gueules tenant en sa dextre un dard de harpon du même, posé en barre, la pointe en haut ; au second, d'azur, à fleur de lys d'or. Commentaires : Le blason d'Ustaritz est identique à celui du Labourd. |